# GayVN Awards
GayVN Awards byly ceny v oblasti gay pornografického průmyslu. Udílel je každoročně americký magazín AVN (Adult Video News), mateřské médium magazínu GayVN. Ceny vznikly v roce 1998 vyčleněním z gay kategorií AVN Awards udílených od roku 1986.
V roce 2010 proběhlo na nějaký čas poslední předávání a pak byly ceny ukončeny. V březnu 2017 však společnost AVN Media Network oznámila jejich návrat s tím, že by se příští udílení mělo uskutečnit v lednu 2018. Po sedmileté přestávce tak došlo k obnovení.

## Držitelé ceny
Nejúspěšnějším filmem v historii cen byl Michael Lucas' La Dolce Vita společnosti Lucas Entertainment, který v roce 2007 nasbíral celkem 14 ocenění (včetně ceny za nejlepší film, nejlepší režii a nejlepšího herce).

### 1998
Vyhlášení cen se uskutečnilo 4. prosince 1998 v hotelu Bonaventure v Los Angeles. Ocenění získali:

Hlavní ceny:
Nejlepší film (Best gay video)
ManWatcher (Kristen Bjorn Video, r. Kristen Bjorn)
Nejlepší režisér (Best director)
Kristen Bjorn za ManWatcher (Kristen Bjorn)
Gino Colbert a Sam Slam za Three Brothers (New Age Pictures)
Nejlepší herec (Best actor)
Vince Rockland za Three Brothers (New Age Pictures, r. Gino Colbert, Sam Slam)
Nejlepší herec ve vedlejší roli (Best supporting actor)
Cole Tucker za Catalinaville (Catalina Video, r. Josh Eliot)
Síň slávy (Hall of fame)
William Higgins
Kristen Bjorn
Kevin Glover
Ceny za produkt:
Nejpůčovanější kazeta roku (Best-renting tape of the year)
ManWatcher (Kristen Bjorn Video, r. Kristen Bjorn)
Nejprodávanější kazeta roku (Best selling tape of the year)
An American in Prague (Bel Ami, 1997, r. George Duroy)
Nejlepší sexuální komedie (Best sex comedy)
Thunderballs (Fox Studio, r. Thor Stephens)
Nejlepší výhradně sexuální film (Best all-sex video)
Link 2 Link / Link II (All Worlds Video, r. Chi Chi LaRue)
Nejlepší bisexuální film (Best bisexual video)
Curious? / Bi Curious (Vivid Man, r. Anthony Rose)
Nejlepší etnický film (Best ethnic-themed video)
Hot Times in Little Havana (Kristen Bjorn Video, r. Kristen Bjorn)
Nejlepší sólový film (Best solo video)
Alex & His Buddies (MarcoStudio, r. Max Julien)
Nejlepší „kožeňácký“ film (Best leather video)
Fallen Angel II: Descending (Titan Media, r. Bruce Cam)
Nejlepší alternativní film (Best alternative release)
Arousal (Titan Media, 1997, r. Bruce Cam, Robert Kirsch)
Cena za bezpečný sex (Save sex award)
Red, Hot & Safe (No Ego Productions, r. Sam Abdul, Mike Donner, Wash West, Karen Dior, Jamie Hendrix)
Ceny za výkon:
Účinkující roku (Performer of the year)
Cole Tucker
Nejlepší nováček (Best newcomer)
Joye Hart
Nejlepší nesexuální výkon (Best nonsex performance (gay or bi))
Vince Harrington v Thunderballs (Fox Studio)
Nejlepší sexuální scéna (Best sex scene)
Mike Branson a Tom Chase v California Kings (Falcon Studios)
Nejlepší skupinový sex (Best group scene)
Zachary Scott, Brett Ford, Tony Donovan a Chad Donovan v Ryker's Revenge (Men of Odyssey)
Technické a marketingové ceny:
Nejlepší režisér bisexuálního filmu (Best director – bisexual video)
Anthony Rose za Curious? / Bi Curious (Vivid Man)
Nejlepší scénář (Best screenplay)
Gino Colbert a Sam Slam za Three Brothers (New Age Pictures)
Nejlepší umělecké vedení (Best art direction)
Thunderballs (Fox Studio, r. Thor Stephens)
Nejlepší střih (Best editing)
Tab Lloyd za Fallen Angel II: Descending (Titan Media)
Nejlepší kamera (Best videography)
Kristen Bjorn za ManWatcher (Kristen Bjorn)
Nejlepší hudba (Best music)
Larry Steinbachek a Steve Bronski (Bronski Beat) za Thunderballs (Fox Studio)
Nejlepší maskér (Best make-up artist)
Mr. Ed
Nejlepší fotograf (Best still photographer)
Greg Lenzman
Nejlepší obal (Best packaging)
Time Cops (Centaur Films)
Nejlepší marketingová kampaň (Best overall marketing campaign)
Ryker's Revenge (Men of Odyssey)
[ zpět nahoru ]

### 1999
V roce 1999 došlo ke změně a na předávacím ceremoniálu v roce 2000 byly zpětně udíleny ceny za rok 1999. Tento systém byl zachován i v následujících letech. Protože však ceny za rok 1998 byly předány na ceremoniálu již koncem téhož roku, během roku 1999 se žádné udílení cen neuskutečnilo.
[ zpět nahoru ]

### 2000
Od roku 2000 a po následující léta se předávaly ceny GayVN Awards vždy zpětně za pornografickou produkci předchozího kalendářního roku. Vyhlášení cen se uskutečnilo 10. března 2000 v Universal Hilton v Los Angeles. Ocenění získali:
Hlavní ceny:
Nejlepší film (Best gay video)
The Dream Team (Studio 2000, r. Jerry Douglas)
Nejlepší režisér (Best director)
Jerry Douglas za The Dream Team (Studio 2000)
Nejlepší herec (Best actor)
Blake Harper v Animus (All Worlds Video, r. Wash West)
Nejlepší herec ve vedlejší roli (Best supporting actor)
Thomas Lloyd v Animus (All Worlds Video, r. Wash West)
Cena za celoživotní přínos (Lifetime Achievement Award)
Scott Masters
Síň slávy (Hall of fame)
George Duroy
Johan Paulik
Lukas Ridgeston
Daddy Zeus
Ceny za produkt:
Nejlepší zahraniční film (Best foreign release)
Lucky Lukas (Bel Ami, 1998, r. George Duroy) 
Nejpůčovanější kazeta roku (Best-renting tape of the year)
101 Men, Part 3 (Bel Ami, r. Marty Stevens, Kristian Jensen)
Nejlepší sexuální komedie (Best sex comedy)
Moan (Vivid Man, r. David Thompson)
Nejlepší amatérský film (Best amateur video)
New Meat 11 (Allan Alan Pictures, r. Terrance Hawke)
Nejlepší výhradně sexuální film (Best all-sex video)
Absolute Arid (Falcon Studios, r. John Rutherford)
Nejlepší bisexuální film (Best bisexual video)
Mass Appeal (Men of Odyssey, r. Michael Zen)
Nejlepší etnický film (Best ethnic-themed video)
Latin Knockout (Brush Creek Media, r. Steve Landess)
Nejlepší sólový film (Best solo video)
Man Trade Solos (Sports & Recreation Video, r. Drew Warner)
Nejlepší specializovaný film (Best specialty release)
Hellrazer III: The Sacrifice (Talos Entertainment, r. Mark Reilly)
Nejlepší „kožeňácký“ film (Best leather video)
The Final Link / Link III (All Worlds Video, r. Chi Chi LaRue)
Nejlepší alternativní film (Best alternative release)
The O Boys: Parties, Porn and Politics (O Boys Productions, r. Allan Gassman)
Ceny za výkon:
Účinkující roku (Performer of the year)
Spike
Nejlepší nováček (Best newcomer)
Spike
Nejlepší sólový výkon (Best solo performance)
Joe Landon v Joe's Big Adventure (Jaguar Productions)
Nejlepší nesexuální výkon (Best nonsex performance (gay or bi))
Preston Richie v The Dream Team (Studio 2000)
Nejlepší sexuální scéna (Best sex scene)
Sam Crockett a Chad Kennedy v Technical Ecstasy (Men of Odyssey)
Nejlepší orální scéna (Best oral scene)
Jason Branch, Blake Harper a Bruce Hill v Ass Lick Alley (All Worlds Video)
Nejlepší „trojka“ (Best threesome)
Tanner Hayes, Zach Richards a Jack Simmons v Animus (All Worlds Video)
Nejlepší skupinový sex (Best group scene)
Thom Barron, Sebastian Gronoff, Carlos Morales, Kevin Miles a Kevin Williams v Betrayed (Falcon Studios)
Yuri Breshnev, Bruno Diaz, Arpad Miklos, Sasha Borov a Arpad Banfalvi v Thick as Thieves (Kristen Bjorn / Sarava Productions) – úvodní orgie
Cena za mimořádný počin účinkujícího v problematice AIDS (Performer special achievement award for AIDS causes)
Cole Tucker
Technické a marketingové ceny:
Nejlepší režisér bisexuálního filmu (Best director – bisexual video)
Michael Zen za Mass Appeal (Men of Odyssey)
Nejlepší scénář (Best screenplay)
Jerry Douglas za The Dream Team (Studio 2000)
Nejlepší umělecké vedení (Best art direction)
Sodom (Vivid Man, r. Michael Zen)
Nejlepší střih (Best editing)
Andrew Rosen za The Final Link (All Worlds Video)
Nejlepší kamera (Best videography)
Todd Montgomery za Aqua (Falcon Studios)
Nejlepší hudba (Best music)
Francois Girard za Wet Dreams: Part 2 (Sarava Productions / Kristen Bjorn)
Nejlepší maskér (Best make-up artist)
Mistress Mona
Nejlepší fotograf (Best still photographer)
Mick Hicks
Nejlepší obal (Best packaging)
Technical Ecstasy (Men of Odyssey)
Nejlepší marketingová kampaň (Best overall marketing campaign)
Mass Appeal (Men of Odyssey)
[ zpět nahoru ]

### 2001
Vyhlášení cen se uskutečnilo 16. března 2001 v hotelu Bonaventure v Los Angeles. Oceněni byli:
Hlavní ceny:
Nejlepší video (Best gay video)
Echoes (Men of Odyssey, r. Chi Chi LaRue)
Nejlepší režisér (Best director)
Chi Chi LaRue za Echoes (Men of Odyssey)
John Rutherford za Out of Athens, Part 1 (Falcon Studios)
Nejlepší herec (Best actor)
Tony Donovan v Echoes (Men of Odyssey, r. Chi Chi LaRue)
Nejlepší herec ve vedlejší roli (Best supporting actor)
Travis Wade v The Crush (Falcon Studios, r. John Rutherford)
Síň slávy (Hall of fame)
Jean-Daniel Cadinot
Tim Kincaid
Zak Spears
Kevin Williams
Ceny za produkt:
Nejlepší zahraniční film (Best foreign video)
Italian Style (Sarava Productions / Kristen Bjorn, r. Lucas Kazan) 
Nejpůčovanější kazeta roku (Best-renting tape of the year)
Wet Dreams: Part 1 & 2 (Sarava Productions / Kristen Bjorn Video, r. Kristen Bjorn)
Nejlepší sexuální komedie (Best sex comedy)
Devil Is a Bottom (All Worlds Video, r. Bud Light)
Nejlepší amatérský film (Best amateur video)
1st Time Tryers, Volume 18 (All Worlds Video, r. Will Astor)
Nejlepší výhradně sexuální film (Best all-sex video)
Heat (Titan Media, r. Bruce Cam)
Nejlepší bisexuální film (Best bisexual video)
Goosed Again! More Bisexual Fables (Stable Entertainment, r. Anthony Rose)
Nejlepší etnický film (Best ethnic-themed video)
Caesar's HardHat Gang Bang (Men of Odyssey, r. Chi Chi LaRue)
Nejlepší sólový film (Best solo video)
101 Men, Part 6 (Bel Ami, r. Marty Stevens)
Nejlepší specializovaný film (Best specialty release)
Hand Over Fist (Club Inferno / Hot House Entertainment, r. Chris Ward, J.D. Slater)
Nejlepší „kožeňácký“ film (Best leather video)
Bad Behavior (Falcon Studios, r. John Rutherford)
Nejlepší alternativní film (Best alternative release)
Making It with Kristen Bjorn (Sarava Productions, r. Kristen Bjorn)
Ceny za výkon:
Účinkující roku (Performer of the year)
Blake Harper
Nejlepší nováček (Best newcomer)
Cæsar
Nejlepší sólový výkon (Best solo performance)
Michael Lucas v Fire Island Cruising (Lucas Entertainment)
Nejlepší nesexuální výkon (Best nonsex performance (gay or bi))
Sharon Kane v Echoes (Men of Odyssey)
Nejlepší sexuální scéna (Best sex scene)
Colby Taylor a Travis Wade v The Crush (Falcon Studios)
Nejlepší orální scéna (Best oral scene)
Thom Barron a Tuck Johnson v Don't Ask, Don't Tell! (MSR Video)
Nejlepší „trojka“ (Best threesome)
Adam Bristol, Joe Landon a Dave Parker v A Young Man's World (Delta Productions / Paladin)
Nejlepší skupinový sex (Best group scene)
Hans Ebson, Seth Adkins, Cameron Fox, Jeremy Jordan, Billy Kincaid, Tristan Paris, Emilio Santos, Jeremy Tucker a Nick Young v Out of Athens Part 1 (Falcon Studios)
Cena za mimořádný počin účinkujícího v problematice AIDS (Performer special achievement award for AIDS causes)
B.J. Slater
Technické a marketingové ceny:
Nejlepší režisér bisexuálního filmu (Best director – bisexual video)
Anthony Rose za Goosed Again! More Bisexual Fables (Stable Entertainment)
Nejlepší scénář (Best screenplay)
Derek Kent za Now and Forever (Studio 2000)
Nejlepší umělecké vedení (Best art direction)
The Servant (Stable Entertainment, r. Thor Stephens)
Nejlepší střih (Best editing)
Andrew Rosen za Top Secret (Men of Odyssey)
Nejlepší kamera (Best videography)
Todd Montgomery za Out of Athens Part 1 (Falcon Studios)
Nejlepší hudba (Best music)
Sharon Kane za Echoes (Men of Odyssey)
Nejlepší maskér (Best make-up artist)
Mistress Mona
Nejlepší fotograf (Best still photographer)
Greg Lenzman
Nejlepší obal (Best packaging)
Jacked to Vegas (Rascal Video)
Nejlepší marketingová kampaň (Best overall marketing campaign)
Top Secret (Men of Odyssey)
[ zpět nahoru ]

### 2002
Vyhlášení cen se uskutečnilo 22. března 2002 v Universal Hilton v Los Angeles. Ocenění si odnesli:
Hlavní ceny:
Nejlepší film (Best gay video)
The Seven Deadly Sins 3: Gluttony (All Worlds Video, r. Wash West)
Nejlepší režisér (Best director)
Wash West za The Seven Deadly Sins 3: Gluttony (All Worlds Video)
Nejlepší herec (Best actor)
Tony Donovan v Carnal Intentions (Men of Odyssey, r. Jim Steel)
Zak Spears v The Joint (Men of Odyssey, r. The Joint)
Nejlepší herec ve vedlejší roli (Best supporting actor)
Kevin Kramer v Going Down & Cumming Out in Beverly Hills (Great Dane Productions, r. Dane Preston)
Síň slávy (Hall of fame)
Jim Bentley
Josh Eliot
Chad Johnson
John Rutherford
Ken Ryker
Steven Scarborough
Jim Steel
Ceny za produkt:
Nejlepší DVD (Best gay DVD)
Sea Men: Fallen Angel IV (Titan Media, r. Bruce Cam)
Nejlepší zahraniční film (Best foreign release)
Moscow: The Power of Submission (Sarava Productions, r. The Bear) 
Nejpůčovanější kazeta roku (Best-renting tape of the year)
Cover Boys (Bel Ami, r. George Duroy)
Nejlepší sexuální komedie (Best sex comedy)
A Dream Come True (Rad Video, r. Rick Lawrence)
Nejlepší amatérský film (Best amateur video)
Personal Trainers, Part 2 (Bel Ami, r. Marty Stevens)
Nejlepší výhradně sexuální film (Best all-sex video)
Sea Men: Fallen Angel IV (Titan Media, r. Bruce Cam)
Nejlepší bisexuální film (Best bisexual video)
Goosed for 3! A Bisexual Love Affair (Stable Entertainment, r. Tina Tyler)
Nejlepší etnický film (Best ethnic-themed video)
Top to Bottom (Lucas Entertainment, r. Michael Lucas)
Nejlepší sólový film (Best solo video)
Alone with… Volume 1 (Falcon Sudios, r. Max Phillips)
Nejlepší specializovaný film (Best specialty release)
Slap Happy (Rascal Video / Global Warming Video, r. Steven Walker)
Nejlepší „kožeňácký“ film (Best leather video)
Shock, Part 2 (Mustang Studios, r. Chi Chi LaRue)
Nejlepší alternativní film (Best alternative release)
The House of Morecock (10% Productions / Adult Visual Animation, r. Joe Phillips)
Nejlepší klasické DVD (Best classic gay DVD)
The Other Side of Aspen 1 (Falcon Studios, 1978, r. Bill Clayton)
Ceny za výkon:
Účinkující roku (Performer of the year)
Michael Brandon
Nejlepší nováček (Best newcomer)
Matthew Rush
Nejlepší sólový výkon (Best solo performance)
Tuck Johnson v Goosed for 3! A Bisexual Love Affair (Stable Entertainment)
Nejlepší nesexuální výkon (Best nonsex performance (gay or bi))
Sharon Kane v Cracked (Catalina Video)
Nejlepší sexuální scéna (Best sex scene)
Adriano Marquez a Dred Scott v Sea Men: Fallen Angel IV (Titan Media)
Nejlepší orální scéna (Best oral scene)
The Joint (Men of Odyssey)
Nejlepší „trojka“ (Best threesome)
Chad Hunt, Erik Martins a Carlos Morales v Vengeance (Lucas Entertainment)
Nejlepší skupinový sex (Best group scene)
Jimmy McGuire, Chad Hunt, Michel Mattel, Lindon Hawk, Leo Bramm, Vince Ditonno, Anthony Shaw, Braden Lynx, Brett Wilde, Matt Majors, Trey Rexx, Brad Benton, Joe Foster, Alec Martinez, Jackson Price a Aaron Osborn v The Other Side of Aspen 5 (Falcon Studios) – orgie v obývacím pokoji
Cena za mimořádný počin účinkujícího v problematice AIDS (Performer special achievement award for AIDS causes)
Shawn Islander
Technické a marketingové ceny:
Nejlepší režisér bisexuálního filmu (Best director – bisexual video)
Chi Chi LaRue za Mile Bi Club (All Worlds Video)
Nejlepší scénář (Best screenplay)
Wash West za The Seven Deadly Sins 3: Gluttony (All Worlds Video)
Nejlepší umělecké vedení (Best art direction)
Sea Men: Fallen Angel IV (Titan Media, r. Bruce Cam)
Nejlepší střih (Best editing)
Andrew Rosen a Wash West za The Seven Deadly Sins 3: Gluttony (All Worlds Video)
Nejlepší kamera (Best videography)
Wash West za The Seven Deadly Sins 3: Gluttony (All Worlds Video)
Nejlepší hudba (Best music)
Sharon Kane za The Back Row (Rascal Video)
Nejlepší obal (Best Packaging)
The Back Row (Rascal Video)
Nejlepší marketingová kampaň (Best marketing campaign)
The Back Row (Rascal Video)
[ zpět nahoru ]

### 2003
Vyhlášení cen se uskutečnilo 8. března 2003 v nočním klubu RAGE v Los Angeles. Ocenění získali:
Hlavní ceny:
Nejlepší video (Best gay video)
Deep South: The Big and the Easy, Part 1 (Falcon Studios, r. John Rutherford, Chi Chi LaRue)
Nominace: Cowboy (Big Blue Productions), Deep South: The Big and the Easy (Falcon Studios), The Dirty Director (Raging Stallion Studios), Fire Island Cruising 3 (Lucas Entertainment), Trespass (Titan Media)
Nejlepší režisér (Best director)
Chi Chi LaRue a John Rutherford za Deep South: The Big and the Easy, Part 1 (Falcon Studios)
Nominace: Blue Blake za Cowboy (Big Blue Productions), Bruce Cam za Trespass (Titan Media), Lucas Kazan za L'Elisir D'Amore (Lucas Kazan Productions), Chi Chi LaRue za 2nd Gear (Rascal Video/Channel 1 Releasing), Chi Chi LaRue a John Rutherford za Deep South: The Big and the Easy (Falcon Studios), Bud Light za Porn Academy (All Worlds Video), Michael Lucas za Fire Island Cruising 3 (Lucas Entertainment), John Travis za Spanish Uprising (Studio 2000 International), Chris Ward za The Dirty Director (Raging Stallion Studios), Kris Weston za The Dark Side (Falcon Studios)
Nejlepší herec (Best actor)
Cæsar v Cowboy (Big Blue Productions, r. Blue Blake)
Josh Weston v Deep South: The Big and the Easy, Part 1 (Falcon Studios, r. John Rutherford, Chi Chi LaRue)
Nominace: Caesar v Cowboy (Big Blue Productions), Lucas Foz v L'Elisir D'Amore (Lucas Kazan Productions), Lance Gear v 2nd Gear (Rascal Video/Channel 1 Releasing), Michael Soldier v The Dirty Director (Raging Stallion Studios), Josh Weston v Deep South: The Big and the Easy (Falcon Studios)
Nejlepší herec ve vedlejší roli (Best supporting actor)
Rod Barry v White Trash (MSR Videos, r. Tony Alizzi)
Nominace: Rod Barry v White Trash (MSR Videos), Jason Branch v First Crush (MSR Videos), Jeremy Jordan v Straight Bodybuilders Do (Big Blue Productions), Jack Ryan v Deep South: The Big and the Easy (Falcon Studios), Chris Steele v Deep South: The Big and the Easy (Falcon Studios)
Síň slávy (Hall of fame)
Bruce Cam
Chip Daniels
Wakefield Poole
Toby Ross
J.D. Slater
Ceny za produkt:
Nejlepší DVD (Best gay DVD)
Absolute Arid (Falcon Studios, 1999, r. John Rutherford)
Nominace: Absolute: Aqua/Arid (Falcon DVD), The Back Row (Rascal Video/C1R DVD), The Dirty Director (Raging Stallion Studios), Slammer (Titan DVD), Trespass (Titan DVD)
Nejlepší zahraniční film (Best foreign release)
Spanish Uprising (Studio 2000 International, r. John Travis) 
Nominace: Among Men (Cazzo Films/All Worlds International), Double EnJeu (YMAC/Cadinot), L'Elisir D'Amore (Lucas Kazan Productions), Pool Party (High Octane), SeXXXcuestro (Erotic Digital), Spanish Uprising (Studio 2000 International), Stiff Security (Marcostudio)
Nejpůčovanější kazeta roku (Best-renting tape of the year)
Finish Me Off (Rascal Video / Channel 1 Releasing, r. Chi Chi LaRue)
Nejlepší sexuální komedie (Best sex comedy)
White Trash (MSR Videos, r. Tony Alizzi)
Nominace: Boy Band (Catalina Video), Bucketful O' Chicken (All Worlds Video), Finish Me Off (Rascal Video/Channel 1 Releasing), Porn Academy (All Worlds Video), White Trash (MSR Videos)
Nejlepší amatérský film (Best amateur video)
Hand Picked, Volume 2 (Rascal Video / Channel 1 Releasing, r. Chi Chi LaRue)
Nominace: Cornfed Boyz 1 (Sports & Recreation Video), Dirk Yates Live 1 (All Worlds Video), Hand Picked 2 (Rascal Video/Channel 1 Releasing), New Meat 33 (Allan Alan Pictures), Personal Trainers 3 (Bel Ami)
Nejlepší výhradně sexuální film (Best all-sex video)
Dreamers (Sarava Productions / Kristen Bjorn Video, r. Kristen Bjorn)
Nominace: 2nd Gear (Rascal Video/Channel 1 Releasing), Closed Set: The New Crew (MSR Videos), Dreamers (Sarava Productions), L.A. Sex Party (MSR Videos), Sexus (Raging Stallion Studios)
Nejlepší bisexuální film (Best bisexual video)
Mass Appeal 2 (Men of Odyssey, r. Jim Steel)
Nominace: Bi the Blue Line (Blue Pictures/Caballero), Bisexual Madness (Over There Productions), Bi-Sexual Tales (Blue Pictures/Caballero), Different Strokes (Bi Now Productions), Mass Appeal 2 (Men of Odyssey)
Nejlepší etnický film (Best ethnic-themed video)
Zoot Suit (All Worlds Video, r. Rafael)
Nominace: Asian Heat (Asianguys.com), Black Power White Surge (Men of Odyssey), Boyz on Da Hood (Ebony Vid International), TRL: Total Request Latino (L.A. Brown Productions), Zoot Suit (All Worlds Video)
Nejlepší sólový film (Best solo video)
Alone With… 3 (Falcon Sudios, r. Max Phillips)
Nominace: 101 Men 12 (Bel Ami), Alone With… 3 (Falcon Studios), Letterbox Cocks: Erotic Art in Motion (Fleshtone Media), LKP Casting 2: Maspalomas (Lucas Kazan Productions), Miami Pick-Up (Hot Sapien Video/Raging Stallion Studios)
Nejlepší specializovaný film (Best specialty release)
Oral Exams (Rascal Video / Channel 1 Releasing, r. Chi Chi LaRue)
Nominace: Hand Packed (Hot House Entertainment), In the Company of Men (Regiment Productions), Jaybear's Fur Fun (Altomar Productions), Masters & Slaves 2: Ties That Bind (Bound & Gagged Video), Oral Exams (Rascal Video/Channel 1 Releasing)
Nejlepší „twink“ film (Best specialty release – 18-23)
The Scout Club (Studio 2000, r. Derek Kent)
Nominace: Charmed (Cobra Video), Frisky Summer 4 (Bel Ami), Movin' On 2: Palm Springs (Men of Odyssey), The Rascal Goes to Boot Camp (Catalina Video), The Scout Club (Studio 2000)
Nejlepší „kožeňácký“ film (Best leather video)
Prowl 3: Genuine Leather (MSR Videos, Tony Alizzi)
Nominace: Bearing Leather (All Worlds Video), Leather Factory (Factory Video Productions), Open Trench 2: FuckFantasies (Sports & Recreation Video), Prowl 3 (MSR Videos), Stick It In! (Raging Stallion Studios)
Nejlepší alternativní film (Best alternative release)
The Fluffer (TLA Releasing, r. Wash West / Wash Westmoreland, Richard Glatzer)
Nominace: Arte's Gay Tantra Sex Voyeur Experience (NewGaySex.com), Behind the Curtain: The Making of Moscow (Sarava Productions), Cavalleria Rusticana (Lucas Kazan Productions), The Fluffer (TLA Releasing), IML 2001: A Sex Odyssey (Grey Rose Productions)
Nejlepší klasické DVD (Best classic gay DVD)
Bijou (TMX, 1972), Boys in the Sand (Poolemar Productions, 1971) a Boys in the Sand II (Real Time Productions, 1984) jako součást The Wakefield Poole Collection (Jackrabbit Releasing / TLA Releasing / Mercury Releasing, 2002, vše r. Wakefield Poole)
Nominace: Big Guns (Catalina DVD), Dynastud (HIS DVD), Sailor in the Wild (Catalina DVD), Scorcher (Falcon DVD), The Wakefield Poole Collection (Mercury Releasing/TLA Releasing)
Ceny za výkon:
Účinkující roku (Performer of the year)
Michael Brandon
Colton Ford
Nominace: Rod Barry, Michael Brandon, Colton Ford, Lance Gear, Jason Hawke, Chad Hunt, Jeremy Jordan, Carlos Morales, Drew Peters, Dred Scott
Nejlepší nováček (Best newcomer)
Bret Wolfe
Nominace: Diego Alvarez, Trent Atkins, Rafael Carreras, D.C. Chandler, Andy Hunter, Danny Lopez, Rhett O'Hara, Matt Summers, Josh Weston, Bret Wolfe
Nejlepší sólový výkon (Best solo performance)
Sean Storm v Open Trench 2: Fuck Fantasies (Sports & Recreation Video)
Nominace: Daniele Castaldo v L'Elisir D'Amore (Lucas Kazan Productions), Mark Dalton v Prick Tease (Pacific Sun Entertainment), Scott Gunz v Hard as Rock (Big Blue Productions), Sean Storm v Open Trench 2: Fuck Fantasies (Sports & Recreation Video), Frank Taylor v Inside Porn (Sports & Recreation Video)
Nejlepší nesexuální výkon (Best nonsex performance)
Rowdy Carson v White Trash (MSR Videos)
Nominace: Rowdy Carson v White Trash (MSR Videos), Paul Barresi v Long Strokes (U.S. Male Sports), David Forest v Brad's Buddies (Forest Films), Ron Jeremy v Porn Academy (All Worlds Video), Sharon Kane v Cockpit 2: Survival of the Fittest (Catalina Video), Chang Ling v Stiff Security (Marcostudio), Kaya Moore v The Spell (All Worlds Video)
Nejlepší sexuální scéna (Best sex scene)
Michael Soldier a Chris Steele v Cops Gone Bad (Raging Stallion Studios)
Nominace: Michael Soldier a Chris Steele v Cops Gone Bad! (Raging Stallion Studios), Justin Dragon a Lindon Hawk v The Dark Side (Falcon Studios), Chris Bolt a Brice Ebson v Earth Guys Are Easy (Boiling Point Productions), Brad Benton a Jason Hawke v Feast Your Eyes (Huge Video), Christophe Blanc a Carlos Morales v Fire Island Cruising 3 (Lucas Entertainment), Federico Bulsara a Lucas Foz v L'Elisir D'Amore (Lucas Kazan Productions), Colton Ford a Blake Harper v Prowl 3 (MSR Videos), Jacob Hall a Colby Taylor v Ready For More (Jocks Studios Productions), Jon Galt a Dred Scott v Slammer (Titan Media), Rod Barry a Bret Wolfe v White Trash (MSR Videos)
Nejlepší orální scéna (Best oral scene)
Chris Bolt, Danny Chance, Brett Collins, Hans Ebson, Rob Kirk, Antonio Majors, Marco Paris, Victor Rios, Ray Stone, Matt Summers a Damon West v Oral Exams (Rascal Video)
Nominace: Danny Chance, Ryen Matthews, Matt Ryder a Chris Sullivan v Boy Band (Catalina Video), Caesar a Rhett O'Hara v Cowboy (Big Blue Productions), gang bang Matta Summerse v Oral Exams (Rascal Video/Channel 1 Releasing), třída „Blowjob 101“ profesorky LaRue v Porn Academy (All Worlds Video), Trent Cougar a Bret Wolfe v White Trash (MSR Videos)
Nejlepší „trojka“ (Best threesome)
Jeremy Jordan, Jack Ryan a Josh Weston v Deep South: The Big and the Easy, Part 1 (Falcon Studios)
Nominace: Steve Cannon, Lance Gear a Nick Piston v 2nd Gear (Rascal Video/Channel 1 Releasing), Kelly Madison, Staten McCormack a Ray Stone v Cowboy (Big Blue Productions), Jeremy Jordan, Jack Ryan a Josh Weston v Deep South: The Big and the Easy (Falcon Studios), Angel Castaneda, Andres Duranza a Antonio Rico v Dreamers (Sarava Productions), Rod Barry, Trent Cougar a Luke Pearson v White Trash (MSR Videos)
Nejlepší skupinový sex (Best group scene)
Derek Cameron, Sebastian Cole, Chad Hunt, Jeremy Jordan, Clay Maverick, Jason Tyler a Adam Wolfe v Deep South: The Big and the Easy, Part 1 (Falcon Studios)
Nominace: garážová orgie v 2nd Gear (Rascal Video/Channel 1 Releasing), iniciační orgie v Branded(Falcon Studios), scéna všech na jednoho v Deep South: The Big and the Easy, Part 1 (Falcon Studios), Billy Andrews, Kristof Bogdanovich, Sebastian Bonnet a Dano Sulik v Personal Trainers 3 (Bel Ami), Luke Bronson, Sky Donovan, Lance Gear, Peter Raeg a Tom Vacarro v Sexus (Raging Stallion Studios)
Technické a marketingové ceny:
Nejlepší režisér bisexuálního filmu (Best director – bisexual video)
Jim Steel za Mass Appeal 2 (Men of Odyssey)
Nominace: Eddie James za Different Strokes (Bi Now Productions), M. Max za Bi-Sexual Tales (Blue Pictures/Caballero), Alex Schnegr za Bi the Blue Line (Blue Pictures/Caballero), Jim Steel za Mass Appeal 2 (Men of Odyssey), Dirk Yates za Dirk Yates Private Collection 191 (All Worlds Video)
Nejlepší scénář (Best screenplay)
Rick Tugger za White Trash (MSR Videos)
Nominace: Blue Blake za Cowboy (Big Blue Productions), Jordan Young za Deep South: The Big and the Easy (Falcon Studios), Gino Colbert za Motel Sex (Gino Pictures), Bud Light za Porn Academy (All Worlds Video), Rick Tugger za White Trash (MSR Videos)
Nejlepší umělecké vedení (Best art direction)
White Trash (MSR Videos, r. Tony Alizzi)
Nominace: Porn Academy (All Worlds Video), Slammer (Titan Media), Sword Master (Private Man), White Trash (MSR Videos), Zoot Suit (All Worlds Video)
Nejlepší střih (Best editing)
Joe Anjou za White Trash (MSR Videos)
Nominace: Scott Coblio za 2nd Gear (Rascal Video/Channel 1 Releasing), Michael Zen za Cowboy (Big Blue Productions), Egisto Mastroianni za L'Elisir D'Amore (Lucas Kazan Productions), Andrew Rosen za Porn Academy (All Worlds Video), Joe Anjou za White Trash (MSR Videos)
Nejlepší kamera (Best videography)
Todd Montgomery a Max Phillips za Deep South: The Big and the Easy, Part 1 (Falcon Studios)
Nominace: Hue Wilde za 2nd Gear (Rascal Video/Channel 1 Releasing), Andre Adair za Cowboy (Big Blue Productions), Max Phillips a Todd Montgomery za Deep South: The Big and the Easy (Falcon Studios), Leonardo Rossi za L'Elisir D'Amore (Lucas Kazan Productions), Bruce Cam za Trespass (Titan Media)
Nejlepší hudba (Best music)
Gian Franco za White Trash (MSR Videos)
Nominace: Chris Green a Rock Hard za 2nd Gear (Rascal Video/Channel 1 Releasing), Sharon Kane a Sonic Seduction za Boy Band (Catalina Video), Rock Hard za Cowboy (Big Blue Productions), J.D. Slater za Sexus (Raging Stallion Studios), Gian Franco za White Trash (MSR Videos)
Nejlepší obal (Best Packaging)
White Trash (MSR Videos)
Nominace: 2nd Gear (Rascal Video/Channel 1 Releasing), Cowboy (Big Blue Productions), L'Elisir D'Amore (Lucas Kazan Productions), White Trash (MSR Videos), Zoot Suit (All Worlds Video)
Nejlepší marketingová kampaň (Best marketing campaign)
White Trash (MSR Videos)
Nominace: Deep South: The Big and the Easy (Falcon Studios), Motel Sex (Gino Pictures), Porn Academy (All Worlds Video), Sexus (Raging Stallion Studios), White Trash (MSR Videos)
[ zpět nahoru ]

### 2004
Vyhlášení cen se uskutečnilo 11. března 2004 v losangeleském klubu RAGE. Nominováni a oceněni byli:
Hlavní ceny:
Nejlepší video (Best gay video)
The Hole (Jet Set Productions, r. Wash West)
Nominace: Big Timber (Falcon Studios), Canvas (Red Devil Entertainment), Detention (Rascal Video/Channel 1 Releasing), The Hole (Jet Set Team Productions), Legionnaires (Oh Man! International), Lords of the Ring (Big Blue Productions), Man Hunter (Centaur Films), A Porn Star is Born (Raging Stallion Studios), Sex Psycho (Arena Entertainment/Thor Productions), There Goes the Neighborhood (All Worlds Video)
Nejlepší režisér (Best director)
Wash West za The Hole (Jet Set Productions)
Nominace: Blue Blake za Lords of the Ring (Big Blue Productions), Jett Blakk za Canvas (Red Devil Entertainment), Bruce Cam za Gorge (Titan Media), Chip Daniels za Man Hunter (Centaur Films), Chi Chi LaRue za Detention (Rascal Video/Channel 1 Releasing), Michael Lucas za Vengeance 2 (Lucas Entertainment), Brian Mills a Harold Creg za Carny (Titan Media), Jean-Marc Prouveur za Legionnaires (Oh Man! International), John Rutherford za Reload (Colt Studio), Steven Scarborough za Skuff II: Downright Filthy (Hot House Entertainment), Thor Stephans za Sex Psycho (Arena Entertainment/Thor Productions), Rick Tugger za There Goes the Neighborhood (All Worlds Video), Chris Ward za A Porn Star is Born (Raging Stallion Studios), Wash West za The Hole (Jet Set Team Productions),
Nejlepší herec (Best actor)
Michael Soldier v A Porn Star Is Born (Raging Stallion Studios, r. Chris Ward)
Nominace: Tag Eriksson v The Hole (Jet Set Productions), Joe Foster v A Man's Tail (Rascal Video/Channel 1 Releasing), Paul Johnson v There Goes the Neighborhood (All Worlds Video), Lance Landers v Dear Dick (All Worlds Video), Jason McCain v Sex Psycho (Arena Entertainment/Thor Productions), Jason Ridge v Nasty Nasty (Red Devil Entertainment), Rob Romoni v Canvas (Red Devil Entertainment), Michael Soldier v A Porn Star Is Born (Raging Stallion Studios), Carlo Cox v 8 Inches (Marcostudio), Josh Weston Big Timber (Falcon Studios)
Nejlepší herec ve vedlejší roli (Best supporting actor)
Brad Benton / Dylan Fox v There Goes the Neighborhood (All Worlds Video, r. Rick Tugger)
Nominace: Rafael Alencar v 8 Inches (Marcostudio), Brad Benton v There Goes the Neighborhood (All Worlds Video), Josh Hammer v The Hole (Jet Set Team Productions), Paul Johnson v The Haunted House on Sex Hill (Thor Productions), Clay Maverick v Big Timber (Falcon Studios), Shane Rollins v A Porn Star is Born (Raging Stallion Studios), Jim Slade v Lords of the Ring (Big Blue Productions), Anthony Shaw v A Man’s Tail (Rascal Video/Channel 1 Releasing)
Síň slávy (Hall of fame)
Tom Chase
Barry Knight
Todd Montgomery, kameraman
Russell Moore
Kurt Young
Ceny za produkt:
Nejlepší DVD (Best gay DVD)
Just for Fun (Bel Ami, r. George Duroy)
Nominace: Carny (Titan Media), Descent: Collector’s Edition (Hot House Entertainment), Detention: Director's Cut (Rascal Video/Channel 1/Mercury Releasing), Gorge (Titan Media), Just for Fun (Bel Ami), Nexus: Raw & Hardcore (Raging Stallion Studios/Mercury Releasing), Skuff II: Downright Filthy - Director's Cut (Hot House Entertainment)
Nejlepší zahraniční film (Best foreign release)
Legionnaires (Oh Man! International / Liquid London, 2002, r. Jean-Marc Prouveur) 
Nominace: 8 Inches (Marcostudio), Crossroads of Desire (Kristen Bjorn Video), Dreamboy (Eurocreme), Hotel Cazzo (Cazzo Film/Sarava Productions), The Innkeeper: Hotel Italia 2 (Lucas Kazan Productions), Legionnaires (Oh Man! International), Sex Pigs (Cazzo Film/All Worlds International), Temptation on the Force 2 (Diamond Pictures)
Nejlepší sexuální komedie (Best sex comedy)
There Goes the Neighborhood (All Worlds Video, r. Rick Tugger)
Nominace: Dear Dick (All Worlds Video), The Hole (Jet Set Team Productions), Homecoming (Studio 2000), Marc Anthony (Mansize by Private), There Goes the Neighborhood (All Worlds Video)
Nejlepší amatérský film (Best amateur video)
Mykonos: LKP Casting 03 (Lucas Kazan Productions, r. Lucas Kazan, Ettore Tosi)
Nominace: Cornfed Boyz No. 2 (Sports & Recreation Video), Fantasy Cum True: Aaron’s 19th Birthday (CruisingForSex.com), Flight Deck Dick (Miami Studios), Mykonos: LKP Casting 3 (Lucas Kazan Productions), Porn Star Training (Dragon Media Corporation)
Nejlepší výhradně sexuální film (Best all-sex video)
Bone Island (Sarava Productions / Kristen Bjorn Video, r. Kristen Bjorn)
Gorge (Titan Media, Bruce Cam)
Nominace: Aftershock: Parts 1 and 2 (Mustang Studios), Bone Island (Kristen Bjorn Video), Downright Dangerous (Raging Stallion Studios), Fire Island Cruising 5 (Lucas Entertainment), Gorge: Director's Expanded Edit (Titan Media), Reload (Colt Studio), Sex Pigs (MSR Videos), Skuff 2 (Hot House Entertainment), Temptation on the Force 2 (Diamond Pictures), What Men Do (Rascal Video/Channel 1 Releasing)
Nejlepší bisexuální film (Best bisexual video)
Bisexual Houseguest / 1-800-Bisexual (Tiger Man Productions / Over There Productions / Male Media One, r. neuveden)
Nominace: Be Bi Me (Blue Pictures/Caballero), Bi Group Sex Club (Macho Man/Legend), Bi Uprising (Macho Man/Legend), Bisexual Houseguest (Over There Productions), Dirk Yates Private Collection 208 (All Worlds Video)
Nejlepší etnický film (Best ethnic-themed video)
Sins of the Father (All Worlds Video, r. Rafael)
Nominace: Black White & Hot (Grey Rose Productions), Desert Sol (Latin Pacific Entertainment), Fantasies of White & Black 2 (Arena Entertainment/Thor Productions), Freaky Thugz: The Fire Within (Liquid Dreamz Ent./Tiger Tyson Prod.), Sins of the Father (All Worlds Video)
Nejlepší sólový film (Best solo video)
Boy Watch, Part 4 (Bel Ami, r. Marty Stevens a Sebastian Bonnet)
Nominace: Boy Watch, Part 4 (Bel Ami), Dirk Yates Private Collection 214 (All Worlds Video), Jerkin' It (Mick Hicks XXX), Latin Sex Confessions (Latin Pacific Entertainment), Single Handed, Titan Media)
Nejlepší specializovaný film (Best specialty release)
Mo' Bubble Butt (Hot House Entertainment, r. Steven Scarborough)
Nominace: Bear Cage (Pacific Sun Entertainment), Below the Rim (Rascal Video/Channel 1 Releasing), Butt In (Hot Hands Productions), Cops Online (South Beach Video), Furry Fuckers (Factory Video Productions), Man vs. Machine (Sports & Recreation Video), Mo' Bubble Butt (Plain Wrapped Video/Hot House Entertainment)
Nejlepší „twink“ film (Best specialty release – 18-23)
The American Way 3: Love (RAD Video, r. Kevin Clarke)
Nominace: The American Way 3: Love (RAD Video Productions), Pickin' Up Tricks (Yunger Studios), The Skater Boyz Diaries (CitiBoyz), Starting Young (Rascal Video/Channel 1 Releasing), Something About Dolphin's (Dolphin Entertainment), Voyeur Cam (Reality Czech Productions)
Nejlepší „kožeňácký“ film (Best leather video)
Skuff II: Downright Filthy (Hot House Entertainment, r. Steven Scarborough)
Nominace: Aftershock: Parts 1 and 2 (Mustang Studios), Lord & Master (All Worlds Video), Man Hunter (Centaur Films), Skuff II: Downright Filthy (Hot House Entertainment), Your Masters (Raging Stallion Studios)
Nejlepší alternativní film (Best alternative release)
The Agony of Ecstasy: The Making of Crossroads of Desire (Sarava Productions, r. Kristen Bjorn)
Nominace: The Agony of Ecstasy (Sarava Productions), Beyond Vanilla (Hanky Code/Strand Releasing), Vintage 8MM – Volume 2 (L.A. Heat Video), Totally Billy (Billy Brandt Entertainment), Where Are They Now? (All Worlds Video)
Nejlepší klasické DVD (Best classic DVD)
The Other Side of Aspen II (Falcon Studios, 1985, r. Bill Clayton)
Nominace: The Best of Colt Films - Parts 7 & 8 (Colt Studio), Cousins (Laguna Pacific/Catalina Video), Northern Exposures (Vision A Productions), The Other Side of Aspen II (Falcon Studios), Sailor in the Wild (Laguna Pacific/Catalina Video)
Ceny za výkon:
Účinkující roku (Performer of the year)
Joe Foster
Nominace: Trent Atkins, Brad Benton, Joe Foster, Michael Lucas, Jason Ridge, Victor Rios, Filippo Romano, Dred Scott, Josh Weston, Parker Williams
Nejlepší nováček (Best newcomer)
Jason Ridge
Nominace: Tag Adams, Gil Cortez, Tag Eriksson, Joe Foster, Tyler Gunn, Johnny Hazzard, Ollie Kicks, Jason Ridge, Shane Rollins, Filippo Romano
Nejlepší sólový výkon (Best solo performance)
Tag Eriksson v The Hole (Jet Set Productions)
Nominace: Michael Brandon v Nob Hill All Stars #1 (Raging Stallion Studios), David Chelsea v Working Men (Dragon Media Corporation), Justin Dragon v Alone With - Volume 4 (Falcon Studios), Tag Eriksson v The Hole (Jet Set Team Productions), Jerek v Big Timber (Falcon Studios)
Nejlepší nesexuální výkon (Best nonsex performance)
Rowdy Carson v There Goes the Neighborhood (All Worlds Video)
Nominace: Rowdy Carson v There Goes the Neighborhood (All Worlds Video), Critt Davis v Goldenrod (Studio 2000), Tom Flynn v Daddy Does It Best (All Worlds Video), Jack Hazzard v Man Hunter (Centaur Films), Kylie Ireland v Canvas (Red Devil Entertainment), Chi Chi LaRue v Homecoming (Studio 2000)
Nejlepší sexuální scéna (Best sex scene)
Tag Adams a Chad Hunt v Detention (Rascal Video / Channel 1 Releasing)
Nominace: Parker Williams a Braeden Casey v The Bombardier (Red Devil Ent.), Tag Adams a Chad Hunt v Detention (Rascal Video/Channel 1), Chase Hunter a Lane Fuller v Drenched: Part 1 (Falcon Studios), Dred Scott a Ray Stone v Exhibition (Titan Media), Ace Hanson a Joe Foster v Homecoming (Studio 2000), Jon Ashe a Paul Johnson v Sex Psycho (Arena Ent./Thor Productions), Rod Barry a Trent Atkins v Sex Pigs (MSR Videos), Eddie Stone a Jason Ridge v Take One for the Team (Rascal/Channel 1), Owen Hawk a Ollie Kicks v What Men Do (Rascal Video/Channel 1 Releasing), Ray Dragon a Aaron Parker v Working Men (Dragon Media Corporation)
Nejlepší orální scéna (Best oral scene)
Brad Patton a Lane Fuller v Drenched Part I: Soaking It In (Falcon Studios)
Nominace: Filippo Romano a Danny Vox v Below the Rim (Rascal Video/Channel 1), Brad Patton a Lane Fuller v Drenched: Part 1 (Falcon Studios), Dred Scott a Ray Dragon v Gorge (Titan Media), Alex LeMonde a Matt Summers v A Man's Tail (Rascal Video/Channel 1), Lucio Maverick, Shane Rage a Adriano Lazzari v Temptation on the Force 2 (Diamond Pictures)
Nejlepší „trojka“ (Best threesome)
Michael Vincenzo, Peter Raeg a Shane Rollins v Gaydreams (Raging Stallion Studios)
Nominace: Michael Vincenzo, Peter Raeg a Shane Rollins v Gay Dreams (Raging Stallion); Dred Scott, Chad Williams a Carlos Marquez v Gorge; Matt Summers, Filippo Romano a Nick Piston v A Man's Tail; Collin O'Neal, Paul Johnson a Alex Collack v Mo' Bubble Butt; Joe Foster, Filippo Romano a Rob Romoni v Trucker (Massive Studio); Michael Lucas, Richard Black & Andrew Addams v Vengeance 2; Gus Mattox, Johnny Hazzard a Gage Matthews v What Men Do
Nejlepší skupinový sex (Best group scene)
Johnny Hazzard, Matt Summers, Logan Reed, Chad Hunt, Matt Majors, Andy Hunter a Michael (XLIII) Johnson v Detention (Rascal Video / Channel 1 Releasing)
Nominace: Matthew Rush, Colton Ford, Blake Harper, Joe Foster, Chad Hunt, Chris Steele, Bret Wolfe, Peter Raeg, Cody Wolf, Jake Marshall, Jim Slade a Antonio Majors v Aftershock: Part 2 (Mustang Studios); Clay Maverick, Leo Bramm, Justin Dragon, Jack Ryan, Joe Foster, Brad Benton, Trey Rexx, Josh Weston, Paul Johnson a Ross Stuart v Big Timber (Falcon Studios); Johnny Hazzard, Matt Summers, Logan Reed, Chad Hunt, Matt Majors, Andy Hunter a Mike Johnson v Detention (Rascal Video); Tom Vacarro, Carlos Morales, Rik Jammer, Tony Serrano, Bruce Jennings, Riley Porter a Fyre Fli v Nexus (Raging Stallion Studios); Ray Dragon, Marcus Iron, Dave Angelo, Rob Romoni a Matt Colmar v Reload (Colt Studio)
Technické a marketingové ceny:
Nejlepší režisér bisexuálního filmu (Best director – bisexual video)
Dirk Yates za Dirk Yates Private Collection 208 (All Worlds Video)
Nominace: M. Max za Be Bi Me (Blue Pictures/Caballero), Karen Dior za Bi Uprising (Macho Man/Legend), Dirk Yates za Dirk Yates Private Collection 208 (All Worlds Video)
Nejlepší scénář (Best screenplay)
Rick Tugger za There Goes the Neighborhood (All Worlds Video)
Nominace: Blue Blake za The Bouncer (Big Blue Productions), Jett Blakk za Canvas (Red Devil Entertainment), Josh Eliot za His Terrible Twin (Catalina Video), Jim Gary a Sean Storm za Man Hunter (Centaur Films), Scott Masters za The Seeker (Studio 2000), Alex Poole za Strangers of the Night (Lucas Entertainment), Thor Stephans za Sex Psycho (Arena Entertainment/Thor Productions), Rick Tugger za There Goes the Neighborhood (All Worlds Video), Chris Ward a Michael Soldier za A Porn Star is Born (Raging Stallion Studios), Wash West za The Hole (Jet Set Team Productions)
Nejlepší umělecké vedení (Best art direction)
Carny (Titan Media, r. Brian Mills a Harold Creg)
Nominace: Carny (Titan Media), The Haunted House on Sex Hill (Arena Entertainment/Thor Productions), Marc Anthony (Mansize by Private), R.E.M. (Titan Media), Taggers (Pacific Sun Entertainment), There Goes the Neighborhood (All Worlds Video), Under the Big Top (Sarava Productions)
Nejlepší střih (Best editing)
Andrew Rosen za The Hole (Jet Set Productions)
Nominace: Kevin Dupe a Max Phillips za Aftershock: Parts 1 and 2 (Mustang Studios), Ann Igma za The Bombardier (Red Devil Entertainment), Andrew Rosen za The Hole (Jet Set Team Productions), Thor Stephans za Sex Psycho (Arena Entertainment/Thor Productions), Chris Ward za Gay Dreams (Raging Stallion Studios), Jim Wigler za Skuff II: Downright Filthy (Hot House Entertainment), Chris X, Biff a Phil St. John za Taggers (Pacific Sun Entertainment)
Nejlepší kamera (Best videography)
Bruce Cam za Gorge (Titan Media)
Nominace: Andre Adair za Fire Island Cruising 5 (Lucas Entertainment), Bruce Cam za Gorge (Titan Media), Michael Clift za Skuff II: Downright Filthy (Hot House Entertainment), Faye DuBois a Andre Adair za Desert Sol (Latin Pacific Entertainment), Ed Maxxx za Sex Pigs (MSR Videos), Brian Mills za Carny (Titan Media), Todd Montgomery za Reload (Colt Studio), Max Phillips, Drenched: Parts 1 and 2 (Falcon Studios), Leonardo Rossi za The Innkeeper: Hotel Italia 2 (Lucas Kazan Productions), Thor Stephans za Sex Psycho (Arena Entertainment/Thor Productions)
Nejlepší hudba (Best music)
Gian Franco za There Goes the Neighborhood (All Worlds Video)
Nominace: Gian Franco za There Goes the Neighborhood (All Worlds Video), Rock Hard za Sex Psycho (Arena Entertainment/Thor Productions), E.M. Diaz za Drenched: Parts 1 and 2 (Falcon Studios), Matt Locke za Crossroads of Desire (Kristen Bjorn Video), Andrea Ruscelli za The Innkeeper: Hotel Italia 2 (Lucas Kazan Productions), J.D. Slater za Gorge (Titan Media), J.D. Slater & Michael Soldier za A Porn Star is Born (Raging Stallion Studios)
Nejlepší obal (Best Packaging)
Carny (Titan Media)
Nominace: Carny (Titan Media), Desert Sol (Latin Pacific Entertainment), Detention (Rascal Video/Channel 1 Releasing), Mo’ Bubble Butt (Plain Wrapped Video/Hot House Entertainment), Sex Pigs (MSR Videos), There Goes the Neighborhood (All Worlds Video)
Nejlepší marketingová kampaň (Best marketing campaign)
The Hole (Jet Set Productions)
Nominace: Drenched: Parts 1 & 2 (Falcon Studios), The Hole (Jet Set Team Productions), A Porn Star is Born (Raging Stallion Studios), Rear End Collision: Parts 1 & 2 (Raging Stallion Studios), The Temptation Series (Diamond Pictures)
[ zpět nahoru ]

### 2005
Vyhlášení cen se uskutečnilo 10. března 2005 v klubu RAGE v Západním Hollywoodu, Los Angeles. Ocenění získali:
Hlavní ceny:
Nejlepší film (Best picture)
BuckleRoos, Part I (Buckshot Production, r. John Rutherford a Jerry Douglas)
Nejlepší režisér (Best director)
Jerry Douglas a John Rutherford za BuckleRoos, Part I (Buckshot Production)
Nejlepší herec (Best actor)
Dean Phoenix v BuckleRoos, Part I (Buckshot Production, r. John Rutherford a Jerry Douglas)
Nejlepší herec ve vedlejší roli (Best supporting actor)
Brad Benton / Dylan Vox v Jet Set Direct: Take One (Jet Set Productions, r. Bud Light, Michael Zen, Gino Colbert a Thor Stephans)
Síň slávy (Hall of fame)
Blue Blake
Brian Brennan
Rip Colt alias Jim French, režisér
Tom DeSimone
Chad Donovan
Andrew Rosen
Ceny za produkt:
Nejlepší zahraniční film (Best foreign release)
Greek Holiday Part 1: Cruising the Aegean a Greek Holiday Part 2: Cruising Mykonos (Bel Ami, r. George Duroy) 
Nejpůčovanější titul roku (Best-renting title of the year)
American Porn Star: Road to Hollywood (Jet Set Productions, r. Matthew Moore)
Nejlepší sexuální komedie (Best sex comedy)
Wet Palms (Jet Set Productions, r. Matthew Moore)
Nejlepší amatérský film (Best amateur video)
ThunderBobby 1: Blind Hook-Ups (ThunderBobby Productions, r. Chris Boyz a Bobby Bell)
Nejlepší poloprofesionální film (Best pro–am release)
Auditions, Volume 1 (Lucas Entertainment, r. Michael Lucas)
Nejlepší výhradně sexuální film (Best all-sex video)
Bolt (Rascal Video, r. Chi Chi LaRue)
Nejlepší bisexuální film (Best bisexual video)
Semper Bi (All Worlds Video, r. Dirk Yates)
Nejlepší etnický film (Best ethnic-themed video)
Revolución sexual: Pancho Villa Sexual Revolution (All Worlds Video, r. Rafael)
Nejlepší sólový film (Best solo video)
Str8 Shots (Rascal Video / Channel 1 Releasing, r. Chi Chi LaRue)
Nejlepší specializovaný film (Best specialty release)
Double Delights (Pacific Sun Entertainment, r. Phil St. John)
Whiplash (Dragon Media, r. Ray Dragon)
Nejlepší „twink“ film (Best specialty release – 18-23)
Aqua Club (Pacific Sun Entertainment, r. Robert Boggs)
Nejlepší „bear“ film (Best specialty release – bear)
From Bear to Bare (All Worlds Video, r. Will Astor)
Nejlepší „kožeňácký“ film (Best leather video)
Horse: Fallen Angel 5 (Titan Media, r. Bruce Cam)
Nejlepší alternativní film (Best alternative release)
Tom Bianchi: On the Couch, Volume 1: San Francisco (Jackrabbit Releasing / Mercury Releasing, r. Tom Bianchi)
Nejlepší klasické DVD (Best classic DVD)
Spokes (Falcon Studios, 1983, r. Bill Clayton)
Sex Bazaar / Harem (YMAC / Marksman Productions / French Art, 1984, r. Jean-Daniel Cadinot, Tony Dark)
Ceny za výkon:
Nejlepší herec v zahraničním filmu (Best actor – foreign release)
Tim Hamilton v Greek Holiday Part 1: Cruising the Aegean (Bel Ami)
Účinkující roku (Performer of the year)
Tag Adams
Nejlepší nováček (Best newcomer)
Eddie Stone
Nejlepší sólový výkon (Best solo performance)
Arpad Miklos a Ricky Martinez v Buckleroos: Part I (Buckshot Production)
Nejlepší nesexuální výkon (Best nonsex performance)
Zak Spears v Buckleroos: Part I (Buckshot Production)
Nejlepší sexuální scéna (Best sex scene)
Dean Phoenix a Marcus Iron v Buckleroos: Part II (Buckshot Productions)
Nejlepší orální scéna (Best oral scene)
Hard Sex: Wall of Penises (Raging Stallion Studios)
Nejlepší „trojka“ (Best threesome)
Sammy Case, Marcus Iron a Timmy Thomas v Buckleroos: Part II (Buckshot Production)
Nejlepší skupinový sex (Best group sex scene)
Johnny Hazzard, Rod Barry, Theo Blake, Alex LeMonde, Kyle Lewis, Dillon Press, Troy Punk, Shane Rollins, Rob Romoni, Anthony Shaw a Sebastian Tauza v Bolt (Rascal Video)
Technické a marketingové ceny:
Nejlepší režisér bisexuálního filmu (Best director – bisexual video)
Dirk Yates za Semper Bi (All Worlds Video)
Nejlepší scénář (Best screenplay)
Jack J. Shamama a Michael Stabile za Wet Palms (Jet Set Productions)
Nejlepší umělecké vedení (Best art direction)
Horse: Fallen Angel 5 (Titan Media, r. Bruce Cam)
Nejlepší střih (Best editing)
Andrew Rosen za BuckleRoos, Part I (Buckshot Production)
Nejlepší kamera (Best videography)
Todd Montgomery za BuckleRoos, Part I (Buckshot Production)
Nejlepší hudba (Best music)
Nicholas Pavkovic a Rock Hard za BuckleRoos, Part I (Buckshot Production)
Nejlepší obal (Best Packaging)
Horse: Fallen Angel 5 (Titan Media)
Nejlepší DVD bonusy (Best DVD extras)
Horse: Fallen Angel 5 (Titan Media)
Nejlepší zvláštní edice DVD (Best DVD special edition)
Bolt (Rascal Video)
Nejlepší marketingová kampaň (Best marketing campaign)
BuckleRoos, Part I (Buckshot Production)
[ zpět nahoru ]

### 2006
Vyhlášení cen se uskutečnilo 9. března 2006, kdy byla v hollywoodském klubu RAGE předána následující ocenění:
Hlavní ceny:
Nejlepší film (Best picture)
Dangerous Liaisons (Lucas Entertainment, r. Michael Lucas a Matthew Roberts)
Wrong Side of the Tracks 1-2 (Channel 1 Releasing / Rascal Video, r. Chi Chi LaRue)
Nejlepší režisér (Best director)
Chi Chi LaRue za Wrong Side of the Tracks 1-2 (Channel 1 Releasing / Rascal Video)
Nejlepší herec (Best actor)
Johnny Hazzard v Wrong Side of the Tracks 1-2 (Channel 1 Releasing / Rascal Video, r. Chi Chi LaRue)
Nejlepší herec ve vedlejší roli (Best supporting actor)
Kent Larson v Dangerous Liaisons (Lucas Entertainment, r. Michael Lucas a Matthew Roberts)
Cena za celoživotní přínos (Lifetime Achievement Award)
Dirk Yates
Síň slávy (Hall of fame)
Jake Andrews
Michael Brandon
Randy Cochran
Brian Mills
Ceny za produkt:
Nejlepší zahraniční film (Best foreign release)
Lukas in Love (Bel Ami, r. George Duroy) 
Nejpůčovanější titul roku (Best-renting title of the year)
Lukas in Love (Bel Ami, r. George Duroy)
Nejlepší sexuální komedie (Best sex comedy)
Wet Dreamz of Genie (Liquid Dreamz Entertainment, r. Junito)
Nejlepší amatérský film (Best amateur release)
Straight College Men 23 (Straight College Men, r. neuveden)
Nejlepší poloprofesionální film (Best pro–am release)
Michael Lucas' Auditions 4 (Lucas Entertainment, r. Michael Lucas)
Nejlepší výhradně sexuální film (Best all-sex video)
Heaven to Hell (Falcon Studios, r. Chi Chi LaRue)
Nejlepší bisexuální film (Best bisexual video)
Bi Bi American Pie 4 (Macho Man, r. Angela D'Angelo)
Nejlepší etnický film (Best ethnic-themed video)
Lights & Darks (Electro Video / Channel 1 Releasing, r. Doug Jeffries)
Nejlepší latinoamerický etnický film (Best ethnic-themed film – latin)
Passport to Paradise (Raging Stallion Studios, r. Chris Ward)
Nejlepší sólový film (Best solo video)
MinuteMan 23 (Colt Studio, r. John Rutherford)
Nejlepší specializovaný film (Best specialty release)
Face Fuckers (Evil Angel, r. Nacho Vidal)
Nejlepší „twink“ film (Best specialty release – 18-23)
Twink Juice (Helix Studios, 8TeenBoy, r. Keith Miller)
Nejlepší „bear“ film (Best specialty release – bear)
Muscle Bear Motel (Butch Bear, r. Steven La Butch)
Nejlepší extrémní film (Best specialty release – extreme)
Mutiny: Shipmates Revenge! (Dark Alley Media, r. Matthias von Fistenberg)
Nejlepší „kožeňácký“ film (Best leather video)
The Missing (Hot House Entertainment, r. Steven Scarborough)
Nejlepší alternativní film (Best alternative release)
Sex/Life in L.A. 2: Cycles of Porn (TLA Releasing, r. Jochen Hick)
Nejlepší klasické DVD (Best classic DVD)
That Boy (Peter Berlin Productions / Gorilla Factory Productions, 1972, r. Peter Berlin)
Ceny za výkon:
Nejlepší herec v zahraničním filmu (Best actor – foreign release)
Lukas Ridgeston v Lukas in Love (Bel Ami)
Účinkující roku (Performer of the year)
Gus Mattox
Nejlepší nováček (Best newcomer)
Roman Heart
Nejlepší sólový výkon (Best solo performance)
Johnny Hazzard v Wrong Side of the Tracks 1 (Rascal Video)
Nejlepší nesexuální výkon (Best nonsex performance)
Joe Gage v Beyond Perfect (Buckshot Productions)
Nejlepší párová sexuální scéna (Best sex scene – duo)
Johnny Hazzard a Tyler Riggz v Wrong Side of the Tracks 1 (Rascal Video)
Nejlepší orální scéna (Best oral scene)
Tag Adams, Jacob Slader, Jason Crew, Jagger v Bang Bang (Mustang Studios)
Nejlepší „trojka“ (Best threesome)
Cobalt, Stretch, Spencer Quest v Cirque Noir (Titan Media)
Nejlepší skupinový sex (Best group sex scene)
Huessein, Joey Russo, Sarib, JC, Colin West v Arabesque (Raging Stallion Studios)
Technické a marketingové ceny:
Nejlepší scénář (Best screenplay)
Tony DiMarco za Dangerous Liaisons (Lucas Entertainment)
Nejlepší umělecké vedení (Best art direction)
Heaven to Hell (Falcon Studios, r. Chi Chi LaRue)
Nejlepší střih (Best editing)
CH za Wrong Side of the Tracks 1-2 (Rascal Video)
Nejlepší kamera (Best videography)
Hue Wilde za Wrong Side of the Tracks 1-2 (Rascal Video)
Nejlepší hudba (Best music)
JD Slater za Arabesque (Raging Stallion Studios)
Nejlepší obal (Best Packaging)
Gale Force: Mens Room 2 (Titan Media)
Nejlepší DVD bonusy nebo zvláštní edice (Best DVD extras/special edition)
Dangerous Liaisons (Lucas Entertainment)
Nejlepší marketingová kampaň (Best marketing campaign)
LeatherBound (Buckshot Productions)
[ zpět nahoru ]

### 2007
Vyhlášení cen se uskutečnilo 24. února 2007 v sanfranciském Castro Theater. Oceněni byli:
Hlavní ceny:
Nejlepší film (Best picture)
Michael Lucas' La Dolce Vita (Lucas Entertainment, r. Michael Lucas a Tony DiMarco)
Nejlepší režisér (Best director)
Michael Lucas a Tony DiMarco za Michael Lucas' La Dolce Vita (Lucas Entertainment)
Nejlepší herec (Best actor)
Michael Lucas v Michael Lucas' La Dolce Vita (Lucas Entertainment, r. Michael Lucas a Tony DiMarco)
Nejlepší herec ve vedlejší roli (Best supporting actor)
Spencer Quest v Michael Lucas' La Dolce Vita (Lucas Entertainment, r. Michael Lucas a Tony DiMarco)
Cena za celoživotní přínos (Lifetime Achievement Award)
Steven Toushin
Síň slávy (Hall of fame)
Peter Berlin
Ray Dragon
Chase Hunter
Kathryn Reed
Chris Ward
Ceny za produkt:
Nejlepší zahraniční film (Best foreign release)
The School for Lovers (Lucas Kazan Productions, r. Lucas Kazan) 
Nejpůčovanější titul roku (Best-renting title of the year)
Delinquents (All Worlds Video, r. Doug Jeffries)
Nejlepší sexuální komedie (Best sex comedy)
Going Under (Jet Set Productions, r. Andrew Rosen)
Nejlepší amatérský film (Best amateur video)
Rear Gunners 2 (Active Duty, r. Dink Flamingo)
Nejlepší poloprofesionální film (Best pro–am release)
Lebanon: Collin O'Neal's World of Men (Collin O'Neal Productions / Raging Stallion, r. Collin O'Neal)
Nejlepší výhradně sexuální film (Best all-sex video)
Black-n-Blue (Hot House Video, r. Steven Scarborough)
Nejlepší bisexuální film (Best bisexual film)
Bi-Back Mountain (All Worlds Video, r. Doug Jeffries)
Nejlepší etnický film (Best ethnic-themed video)
The Show 1-2 (Dark Alley Media/Pitbull Productions, r. Matthias von Fistenberg)
Nejlepší latinoamerický etnický film (Best ethnic-themed film – latin)
Manhattan (Raging Stallion Studios, r. Ben Leon)
Nejlepší sólový film (Best solo video)
Minute Man Solo 28: Peak Experience (Colt Studio, r. neuveden)
Nejlepší specializovaný film (Best specialty release)
X Fights UK XXX (BG East Wrestling, r. neuveden)
Nejlepší „twink“ film (Best specialty release – 18-23)
Out in Africa 2 (Bel Ami, r. George Duroy)
Nejlepší „bear“ film (Best specialty release – bear)
Rough & Ready: Real Men 11 (Pantheon Productions, r. Chris Roma)
Nejlepší extrémní film (Best specialty release – extreme)
Folsom Filth (Titan Media, r. Brian Mills)
Nejlepší „kožeňácký“ film (Best leather video)
Black-n-Blue (Hot House Video, r. Steven Scarborough)
Nejlepší alternativní film (Best alternative release)
Gay Sex in the '70s (Wolfe Video, r. Joseph F. Lovett)
Nejlepší klasické DVD (Best classic DVD)
Nights in Black Leather (Peter Berlin Productions / Gorilla Factory Productions, 1973, r. Ignatio Rotkowski)
Ceny za výkon:
Nejlepší herec v zahraničním filmu (Best actor – foreign release)
Jean Franko v The School for Lovers (Lucas Kazan Productions)
Účinkující roku (Performer of the year)
François Sagat
Nejlepší nováček (Best newcomer)
Matt Cole
Nejlepší sólový výkon (Best solo performance)
Kent North v At Your Service (Hot House)
Nejlepší nesexuální výkon (Best nonsex performance)
Paul Barresi v The Velvet Mafia 1-2 (Falcon Studios)
Savanna Samson v Michael Lucas' La Dolce Vita (Lucas Entertainment)
Nejlepší párová sexuální scéna (Best sex scene – duo)
Brad Patton a Brian Hansen v Manly Heat: Quenched (Buckshot Productions)
Nejlepší orální scéna (Best oral scene)
Ty Hudson a Shane Rollins v Justice (Hot House)
Nejlepší „trojka“ (Best threesome)
Jason Ridge, Michael Lucas a Derrick Hanson v Michael Lucas' La Dolce Vita (Lucas Entertainment)
Nejlepší skupinový sex (Best group sex scene)
Mason Wyler, Ralph Woods, Jeremy Hall, Justin Wells, Derrick Vinyard, Tyler Marks, Dakota Rivers, Ross Stuart a Pierre Fitch – orgie v Spokes 3 (Falcon Studios, r. Chris Steele)
Technické a marketingové ceny:
Nejlepší scénář (Best screenplay)
Tony DiMarco za Michael Lucas' La Dolce Vita (Lucas Entertainment)
Nejlepší umělecké vedení (Best art direction)
Michael Lucas' La Dolce Vita (Lucas Entertainment, r. Michael Lucas a Tony DiMarco)
Nejlepší střih (Best editing)
Frank Tyler za Michael Lucas' La Dolce Vita (Lucas Entertainment)
Nejlepší kamera (Best videography)
Tony DiMarco za Michael Lucas' La Dolce Vita (Lucas Entertainment)
Nejlepší hudba (Best music)
Nekked za Michael Lucas' La Dolce Vita (Lucas Entertainment)
Nejlepší obal (Best Packaging)
Michael Lucas' La Dolce Vita (Lucas Entertainment)
Nejlepší DVD bonusy nebo zvláštní edice (Best DVD extras/special edition)
Michael Lucas' La Dolce Vita (Lucas Entertainment)
Nejlepší marketingová kampaň (Best marketing campaign)
Michael Lucas' La Dolce Vita (Lucas Entertainment)
[ zpět nahoru ]

### 2008
Vyhlášení cen se uskutečnilo v sobotu 16. února 2008 v Giftcenter Pavilion v San Francisku. Ocenění získali:
Hlavní ceny:
Nejlepší film (Best picture)
Grunts: The New Recruits (Raging Stallion Studios, r. Chris Ward a Ben Leon)
Nejlepší režisér (Best director)
Chris Ward a Ben Leon za Grunts: The New Recruits (Raging Stallion Studios)
Nejlepší herec (Best actor)
Jake Deckard v Grunts: The New Recruits (Raging Stallion Studios, r. Chris Ward a Ben Leon)
Nejlepší herec ve vedlejší roli (Best supporting actor)
Christian Cruz v The Intern (Lucas Entertainment, r. Toni DiMarco)
Ricky Sinz v Grunts: The New Recruits (Raging Stallion Studios)
Síň slávy (Hall of fame)
Rod Barry
Greg "Mocha" Lenzman
Lucas Kazan
Tiger Tyson
David McCabe
Paul Barresi
Terry LeGrand
Ceny za produkt:
Nejlepší zahraniční film (Best foreign release)
Knock Out (Falcon International, r. Tom Bradford) 
Nejpůčovanější titul roku (Best-renting title of the year)
The Intern (Lucas Entertainment, r. Toni DiMarco)
Nejlepší sexuální komedie (Best sex comedy)
The Intern (Lucas Entertainment, r. Toni DiMarco)
Nejlepší amatérský film (Best amateur video)
Edge Series, Volume 1 (Chaos Men, r. Bryan Ockert)
Nejlepší poloprofesionální film (Best pro–am release)
Edinburgh: Collin O'Neal's World of Men (Collin O’Neal Productions, r. Collin O'Neal)
Nejlepší výhradně sexuální film (Best all-sex video)
Link: The Evolution (All Worlds Video, r. Chi Chi LaRue)
Nejlepší bisexuální film (Best bisexual film)
The Bi Apple (Adam & Eve, r. Audacia Ray)
Nejlepší etnický film (Best ethnic-themed film)
Tiger's Eiffel Tower: Paris Is Mine! (Pitbull Productions/Tiger Tyson Productions, r. Tiger Tyson)
Nejlepší latinoamerický etnický film (Best ethnic-themed film – latin)
Amazonia: Capture & Release (Athletic Model Guild - AMG, AMG Brasil, r. Dennis Bell)
Nejlepší sólový film (Best solo video)
Minute Man 29: Built (Colt Studio, r. John Rutherford, Max Philips a Manfred Speer)
Nejlepší specializovaný film (Best specialty release)
Executive Pleasures 1 (Men at Play, r. Matt Jordan)
Nejlepší „twink“ film (Best specialty release – 18-23)
Rebel (Bel Ami, r. Marty Stevens)
Nejlepší „bear“ film (Best specialty release – bear)
When Bears Attack (Rascal Video / Channel 1 Releasing, r. Chi Chi LaRue)
Nejlepší extrémní film (Best specialty release – extreme)
Fear (Titan Media, r. Brian Mills)
Nejlepší „kožeňácký“ film (Best leather video)
Folsom Leather (Titan Media, r. Brian Mills)
Nejlepší alternativní film (Best alternative release)
Naked Boys Singing! (TLA Releasing, Funny Boy Films, r. Robert Schrock, Troy Christian)
Nejlepší klasické DVD (Best classic DVD)
Falcon 35th Anniversary Limited Edition (Box Set) (Falcon Studios, 1978–2007, r. Bill Clayton, Chris Steele, John Rutherford a Steven Scarborough)
Ceny za výkon:
Nejlepší herec v zahraničním filmu (Best actor – foreign release)
Jean Franko v The Men I Wanted (Lucas Kazan Productions)
Účinkující roku (Performer of the year)
Jake Deckard
Nejlepší nováček (Best newcomer)
Blake Riley
Nejlepší sólový výkon (Best solo performance)
Ricky Sinz v Grunts: The New Recruits (Raging Stallion Studios)
Nejlepší nesexuální výkon (Best nonsex performance)
Joe Shepard v The Intern (Lucas Entertainment)
Nejlepší sexuální scéna (Best sex scene)
Roman Ragazzi a Ricky Sinz v Grunts: The New Recruits (Raging Stallion Studios)
Nejlepší orální scéna (Best oral scene)
Joey Amis ad. (Roman Prada, Manuel Rios, Colin Reeves, Eli Rogers, Ruslan Brodovich, Alexei Zagorin, Hans Kaas, Johnny Surabaya, Henri Gaudin, Steve Jennings) v Mating Season (Bel Ami)
Nejlepší „trojka“ (Best threesome)
Nickolay Petrov, Jesse Santana a Jason White v Just Add Water (Jet Set Productions)
Nejlepší skupinový sex (Best group sex scene)
Steve Cruz, Brendan Davies, Johnny Hazzard, Matt Majors, Joe Strong v Link: The Evolution (All Worlds Video)
Technické a marketingové ceny:
Nejlepší scénář (Best screenplay)
Jerry Douglas za Brotherhood (Buckshot Productions)
Nejlepší umělecké vedení (Best art direction)
Link: The Evolution (All Worlds Video, r. Chi Chi LaRue)
Nejlepší střih (Best editing)
Chris Ward a Ben Leon za Grunts: The New Recruits (Raging Stallion Studios)
Nejlepší kamera (Best videography)
Brian Mills a Paul Wilde za H2O (Titan Media)
Nejlepší hudba (Best music)
Red Shag za Link: The Evolution (All Worlds Video)
Nejlepší maskér (Best makeup artist)
Seth Stone za On Fire! (Jet Set Productions)
Nejlepší fotograf (Best still photography)
Kent Taylor a Geof Teague za Grunts: The New Recruits (Raging Stallion Studios)
Nejlepší návrh obalu (Best box cover concept)
Passio (Dark Alley Media)
Nejlepší obal (Best Packaging)
Link: The Evolution (All Worlds Video)
Nejlepší DVD bonusy nebo zvláštní edice (Best DVD extras/special edition)
Grunts: The New Recruits (Raging Stallion Studios)
Nejlepší marketingová kampaň (Best marketing campaign)
Link: The Evolution (All Worlds Video)
Cena za mimořádný počin (Special Achievement Award)
Tim Valenti z NakedSword.com
[ zpět nahoru ]

### 2009
Vyhlášení cen se uskutečnilo 28. března 2009 v Castro Theater v San Francisku. Večer moderoval komik a herec Alec Mapa. Oceněni byli:
Hlavní ceny:
Nejlepší film (Best picture)
To the Last Man 1-2 (Raging Stallion, r. Ben Leon, Tony DiMarco a Chris Ward)
Nejlepší režisér (Best director)
Ben Leon, Tony DiMarco a Chris Ward za To the Last Man 1-2 (Raging Stallion)
Nejlepší herec (Best actor)
Ricky Sinz v To the Last Man 1-2 (Raging Stallion, r. Ben Leon, Tony DiMarco a Chris Ward)
Nejlepší herec ve vedlejší roli (Best supporting actor)
Trevor Knight v Endgame (Dirty Bird Pictures, r. Jett Blakk)
Scott Tanner v To the Last Man 1-2 (Raging Stallion, r. Ben Leon, Tony DiMarco a Chris Ward)
Celoživotní přínos (Lifetime achievement)
Roger Earl, režisér, producent a průkopník pornoprůmyslu
Síň slávy (Hall of fame)
Dink Flamingo
Michael Lucas
TJ Paris
Dean Phoenix
Jack Simmons
Phil St. John
Chris Steele
Ceny za produkt:
Nejlepší zahraniční film (Best foreign release)
Italians and Other Stranger (Lukas Kazan Productions, r. Lucas Kazan) 
Nejpůčovanější titul roku (Best-renting title of the year)
Grunts (Raging Stallion, r. Chris Ward a Ben Leon)
Nejlepší sexuální komedie (Best sex comedy)
Paging Dr. Finger (Hot House Entertainment, r. Steven Scarborough)
Nejlepší amatérský film (Best amateur film)
Edge Series, Volume 2 (Chaos Men, r. Bryan Ockert)
Nejlepší poloprofesionální film (Best pro–am film)
Brent Corrigan's Summit (Dirty Bird Pictures, r. Brent Corrigan)
Nejlepší výhradně sexuální film (Best all-sex video)
Breakers (Titan Media, r. Bruce Cam)
Nejlepší bisexuální film (Best bisexual film)
Shifting Gears: A Bi-sexual Transmission (All Worlds Video, r. Chi Chi LaRue)
Nejlepší etnický film (Best ethnic-themed film)
Black Balled 6: Under the Hood (All Worlds Video, r. Chi Chi LaRue)
Nejlepší latinoamerický etnický film (Best ethnic-themed film – latin)
Roman's Holiday (Falcon Studios, r. John Bruno)
Nejlepší sólový film (Best solo film)
Minute Man Solo 31: Hangin' Out (Colt Studio, r. John Rutherford a Kristofer Weston)
Nejlepší „twink“ film (Best twink film)
Just the Sex 1-2 (Dirty Bird Pictures, r. Dink Flamingo)
Nejlepší „bear“ film (Best bear film)
Centurion Muscle 5: Maximus (Centurion Pictures XXX/Raging Stallion, r. J.D. Slater a Jake Deckard)
Nejlepší „kožeňácký“ film (Best leather film)
Verboten 1-2 (Hot House Video, r. Steven Scarborough)
Nejlepší fetišistický film (Best fetish release)
Folsom Prison (Titan Media, r. Brian Mills)
Nejlepší alternativní film (Best alternative release)
Wrangler: Anatomy of an Icon (TLA Releasing, r. Jeffrey Schwarz)
Nejlepší klasické DVD (Best classic DVD)
Best of the 1970s (Falcon Studios, 1979-1987, r. Al Parker, Bill Clayton)
Nejlepší HD hraný film (Best HD feature)
Breakers (Titan Media, r. Bruce Cam)
Ceny za výkon:
Nejlepší aktivní herec (Best top)
Ricky Sinz
Nejlepší pasivní herec (Best bottom)
Brent Corrigan
Nejlepší herec v zahraničním filmu (Best actor – foreign release)
Ralph Woods v French Kiss (Bel Ami)
Účinkující roku (Performer of the year)
Logan McRee
Nejlepší nováček (Best newcomer)
Jackson Wild
Nejlepší sólový výkon (Best solo performance)
Tommy Ruckus & Jackson Wild v Home Invasion (Titan Media)
Nejlepší nesexuální výkon (Best nonsex performance)
The Lady Bunny v Brothers' Reunion (Lucas Entertainment)
Nejlepší párová scéna (Best duo sex scene)
Vinnie D’Angelo a Logan McRee v The Drifter (Raging Stallion Studios)
Nejlepší orální scéna (Best oral scene)
Ricky Sinz a Jackson Wild v To the Last Man (Raging Stallion Studios)
Nejlepší „trojka“ (Best threesome)
Logan McRee, Ricky Sinz a Scott Tanne v To the Last Man (Raging Stallion Studios)
Nejlepší skupinový sex (Best group sex scene)
Braxton Bond, D.O., Pistol Pete, Zackary Pierce, Zack Randall, Dallas Reeves, Carlos Rio a Rocco v Sex Hiker (Black Scorpion Entertainment)
Nejlepší výstřik (Best cumshot)
Barrett Long v XXX Amateur Hour, Volume 6 (Dirty Bird Pictures)
Nejlepší fetišistický výkon (Best fetish performance)
Tober Brandt
Technické a marketingové ceny:
Nejlepší scénář (Best screenplay)
Tony DiMarco za To the Last Man 1-2 (Raging Stallion)
Nejlepší umělecké vedení (Best art direction)
To the Last Man 1-2 (Raging Stallion, r. Ben Leon, Tony DiMarco a Chris Ward)
Nejlepší střih (Best editing)
To the Last Man 1-2 (Raging Stallion)
Nejlepší kamera (Best cinematography)
Ben Leon, Tony DiMarco a Chris Ward za To the Last Man 1-2 (Raging Stallion)
Nejlepší hudba (Best music)
JD Slater & Nekked za To the Last Man 1-2 (Raging Stallion)
Nejlepší obal (Best Packaging)
Return to Fire Island (Lucas Entertainment)
Nejlepší DVD bonusy (Best DVD extras)
To the Last Man 1-2 (Raging Stallion)
Nejlepší zvláštní DVD edice (Best DVD special edition)
To the Last Man 1-2 (Raging Stallion)
Nejlepší marketingová kampaň (Best marketing campaign)
Excess (Rascal Video)
Webové ceny:
Web roku (Website of the year)
Channel1Releasing.com
Nejlepší webový účinkující (Best web performer)
Leo Giamani
Nejlepší „twink“ web (Best twink website)
BelAmiOnline.com
Nejlepší „bear“ web (Best bear website)
ButchBear.com
Nejlepší amatérský web (Best amateur website)
ChaosMen.com
Zvláštní ceny:
Průkopnická cena (Trailblazer award)
Chi Chi LaRue
Ocenění města San Franciska (City of San Francisco Commendation)
Joan Irvine, Association of Sites Advocating Child Protection
[ zpět nahoru ]

### 2010
Vyhlášení cen se uskutečnilo v pátek 24. září 2010 v sanfranciském Castro Theater. Večer moderoval komik a herec Alec Mapa. Poprvé byly zavedeny některé kategorie, o jejichž vítězích hlasovali fanoušci. Oceněni byli:
Hlavní ceny:
Nejlepší hraný film (Best feature release)
Focus/Refocus – Focus: The Story Begins a Refocus: The Final Climax (Raging Stallion Studios, r. Ben Leon, Chris Ward, Tony DiMarco)
Nejlepší režisér (Best director)
Joe Gage za Dad Takes a Fishing Trip (D/G Mutual Media)
Chris Ward, Ben Leon a Tony DiMarco za Focus/Refocus (Raging Stallion Studios)
Nejlepší herec (Best actor)
Logan McCree v The Visitor (Raging Stallion Studios, r. Tony DiMarco)
Nejlepší herec ve vedlejší roli (Best supporting actor)
Steve Cruz za Focus/Refocus (Raging Stallion Studios, r. Ben Leon, Chris Ward, Tony DiMarco)
Celoživotní přínos (Lifetime achievement)
Pat Rocco
Síň slávy (Hall of fame)
Bill Marlowe
Mike Donner
Ryan Block
Mickey Skee
Matthew Rush
Ceny za produkt:
Nejpůčovanější titul roku 2009 (Best-renting title of 2009)
Steven Daigle XXXposed (Rascal Video/Channel 1 Releasing, r. Chi Chi LaRue)
Nejlepší sexuální komedie (Best sex comedy)
Whorrey Potter and the Sorcerer's Balls (Dominic Ford Features, r. Dominic Ford)
Nejlepší amatérský nebo poloprofesionální film (Best amateur/pro–am release)
Brent Corrigan's Big Easy (Prodigy Pictures/Dirty Bird Pictures, r. Brent Corrigan)
Nejlepší výhradně sexuální film (Best all-sex video)
Tropical Adventure (Kristen Bjorn Video, Sarava Productions, r. Kristen Bjorn)
Nejlepší fetišistický film (Best fetish release)
Skuff 4: Downright Fierce (Hot House Video, r. Steven Scarborough)
Nejlepší alternativní film (Best alternative release)
Men in Stockings (Lucas Entertainment, r. Michael Lucas a Mr. Pam)
Nejlepší HD hraný film (Best HD feature)
Flux (Titan Media, r. Brian Mills)
Nejlepší DVD z webu (Best web–to–DVD release)
Summer Recruits (Active Duty, r. Dink Flamingo)
Ceny za výkon:
Účinkující roku (Performer of the year)
Wilfried Knight
Nejlepší nováček (Best newcomer)
Conner Habib
Nejlepší sólový výkon (Best solo performance)
Adam Killian v Taken: To The Lowest Level (Rascal Video)
Nejlepší párová scéna (Best duo sex scene)
Tony Buff a Will Parker v Folsom Flesh (Titan Media)
Nejlepší skupinový sex (Best group sex scene)
Cameron Adams, Scott Alexander, Race Cooper, Eddie Diaz, Element Eclipse, Damien Holt, Nubius, Osian, Aron Ridge, Ace Rockwood, Santino Vega v Black Balled 7: Jail Slammed (All Worlds Video)
Nejlepší výstřik (Best cumshot)
Rafael Alencar v Wall Street (Lucas Entertainment)
Technické a marketingové ceny:
Nejlepší kamera (Best videography)
Tony DiMarco a Ben Leon za Forus/Refocus (Raging Stallion Studios)
Nejlepší marketing nebo značka (Best marketing/company image)
Bel Ami
Webové ceny:
Web roku (Website of the year)
RandyBlue.com
Webový účinkující roku (Web performer of the year)
Brent Corrigan
Nejlepší žánrový web (Best genre site)
AthleticModelGuild.com
Nejlepší webcam show (Best live webcam/web show)
LiveAndRaw.com
Nejlepší blog (Best blog/gossip site)
TheSword.com
Nejlepší osobní web pornohvězdy (Best porn star site)
BrentEverett.com
Nejlepší partnerský program (Best affiliate program)
Channel 1 Releasing
Nejlepší marketing nebo propagace na webu (Best web-based marketing/promotion)
Channel 1 Releasing
Ceny publika:
Nejlepší aktivní herec (Best top)
Trevor Knight
Nejlepší pasivní herec (Best bottom)
Brent Corrigan
Nejlepší verzatilní herec (Best versatile performer)
Matthew Rush
Nejoblíbenější herec (Overall fan-favorite)
Brent Everett
Osobnost roku (Personality of the year)
Sister Roma
Zvláštní ceny:
Průkopnická cena (Trailblazer award)
Sharon Kane
[ zpět nahoru ]

### 2018
Po sedmileté přestávce došlo v roce 2018 k obnovení samostatných GayVN Awards. Koncem května 2017 byl vyhlášen seznam kategorií, celkem 16 industriálně hodnocených a 13 fanouškovských, v nichž byla posuzována tvorba vydaná mezi začátkem října 2016 a koncem září 2017. Z takto předběžně ohlášených pak nebyly vyhlášeny kategorie Best Threeway Sex Scene (patrně zahrnuta do skupinových scén) a fanouškovská Favorite Performer, místo níž byla vyhlášena Favorite Industry Blog. Dodatečně ještě byly na základě ohlasů dvě kategorie sloučeny do jedné, čímž zanikla samostatná Best Ethnic Scene. Koncem listopadu 2017 byly vyhlášeny nominace a zahájeno hlasování. Předávací ceremoniál pak proběhl 21. ledna 2018 v divadelním sále The Joint v Hard Rock Hotel & Casino v Las Vegas. Záznam z večera pak vysílala Here TV. Nominováni a oceněni byli:
Nejlepší hraný film (Best Feature)
One Erection: The Un-Making of a Boy Band (CockyBoys)
Nominace: Barebackula (Lucas Entertainment), Cauke for FREE (TitanMen/Pulse), Earthbound: Heaven to Hell 2 (Falcon Studios), The Fixer (Hot House/Falcon), It's Coming (Raging Stallion/Falcon), Last Summer in Greece (BelAmi/Pulse), Lifeguards: Summer Session (Helix Studios), One Erection: The Un-Making of a Boy Band (CockyBoys), Route 69 (Falcon Studios), Scared Stiff (Naked Sword/Falcon), Secrets & Lies (NakedSword/Rock Candy), The Stillest Hour (CockyBoys), Stopover in Bonds Corner (TitanMen/Pulse), Straight Chexxx (Next Door/Pulse), Tarzan: A Gay XXX Parody (Men.com/Pulse)
Nejlepší výhradně sexuální film (Best All-Sex Movie)
Kiss and Tel Aviv (NakedSword/Falcon)
Nominace: Ass Fucking Alpha Males (Lucas Entertainment), Daddy, We've Been Bad (Channel 1 Releasing), Demolition (TitanMen/Pulse), Elder Ence 1 (Mormon Boyz/Pulse), Flip Fuck Lads (Blake Mason/Pulse), Firemen (Icon Male/Mile High Media), Gaymers (Raging Stallion/Falcon), In the Flesh 1 (Kristen Bjorn/Pulse), Jack Goes Wild (BelAmi/Pulse), Just Love (Cockyboys), Kiss and Tel Aviv (NakedSword/Falcon), Of Boys and Men (Lucas Kazan/Pulse), Puerto Rican Getaway (Sean Cody/Pulse), Skuff: Rough Trade 1 (Hot House/Falcon), Taking It Raw! (Next Door/Pulse)
Nejlepší režisér – hraný film (Best Director – Feature)
Chi Chi LaRue za Earthbound: Heaven to Hell 2 (Falcon Studios)
Nominace: Michael Lucas za Barebackula (Lucas Entertainment), Jasun Mark za Cauke for FREE (TitanMen/Pulse), Chi Chi LaRue za Earthbound: Heaven to Hell 2 (Falcon Studios), Nick Foxx za The Fixer (Hot House/Falcon), Steve Cruz za It's Coming (Raging Stallion/Falcon), Marty Stevens za Last Summer in Greece (BelAmi/Pulse), Alex Roman za Lifeguards: Summer Session (Helix Studios), Nica Noelle za Revenge (Icon Male/Mile High Media), Tony Dimarco za Route 69 (Falcon Studios), mr. Pam za Secrets & Lies (NakedSword/Rock Candy), Jake Jaxson za The Stillest Hour (CockyBoys), Joe Gage za Stopover in Bonds Corner (TitanMen/Pulse), Rocco Fallon za Straight Chexxx (Next Door/Pulse), Mark MacNamara za Tarzan: A Gay XXX Parody (Men.com/Pulse), Brent Corrigan za Ultra Fan (NakedSword/Falcon)
Nejlepší režisér – ostatní (Best Director – Non-Feature)
Mr. Pam za Kiss and Tel Aviv (NakedSword/Falcon)
Nominace: Michael Lucas za Ass Fucking Alpha Males (Lucas Entertainment), Chi Chi LaRue za Daddy, We've Been Bad (Channel 1 Releasing), Jasun Mark za Demolition (TitanMen/Pulse), Dana Vespoli za Firemen (Icon Male/Mile High Media), Blake Mason za Flip Fuck Lads (Blake Mason/Pulse), Steve Cruz za Gaymers (Raging Stallion/Falcon), Kristen Bjorn za In the Flesh 1 (Kristen Bjorn/Pulse), Luke Hamill za Jack Goes Wild (BelAmi/Pulse), Jake Jaxson a RJ Sebastian za Just Love (Cockyboys), mr. Pam za Kiss and Tel Aviv (NakedSword/Falcon), Ettore Tosi za Of Boys and Men (Lucas Kazan/Pulse), Alter Sin za Sense 8 (Men.com/Pulse), Strongboli za Skins 1 (Kristen Bjorn/Pulse), Nick Foxx za Skuff: Rough Trade 1 (Hot House/Falcon), Rocco Fallon za Taking It Raw! (Next Door/Pulse)
Nejlepší herec (Best Actor)
Brent Corrigan v Ultra Fan (NakedSword/Falcon)
Nominace: David Benjamin v Silverlake (TitanMen/Pulse), Matthew Bosch v Cauke for Free (TitanMen/Pulse), James Castle v Barebackula (Lucas Entertainment), Brent Corrigan v Ultra Fan (NakedSword/Falcon), Trenton Ducati v Secrets & Lies (NakedSword/Rock Candy), Quentin Gainz v Straight Chexxx (Next Door/Pulse), Tayte Hansen v Fuck Him Up (Men.com/Pulse), Dustin Holloway v Route 69 (Falcon Studios), Colby Keller v The Stillest Hour (CockyBoys), Markie More v Straight Chexxx (Next Door/Pulse), Adam Ramzi v It's Coming (Raging Stallion/Falcon), Ryan Rose v Scared Stiff (NakedSword/Falcon), Adam Russo v The Stepfather 3 (Icon Male/Mile High Media), Will Wikle v The Stillest Hour (CockyBoys), Brandon Wilde v His Sister’s Lover 2 (Icon Male/Mile High Media)
Nejlepší herec ve vedlejší roli (Best Supporting Actor)
Colton Grey v Secrets and Lies (NakedSword/Rock Candy)
Nominace: Luke Adams v Stopover in Bonds Corner (TitanMen/Pulse), Trenton Ducati v One Erection: The Un-Making of a Boy Band (CockyBoys), Sean Duran v Gun Show (Raging Stallion/Falcon), Colton Grey v Secrets and Lies (NakedSword/Rock Candy), Jesse Jackman v Cauke for FREE (TitanMen/Pulse), Andrew Justice v Joe Gage Sex Files 22: Diary of a Prison Doctor (Dragon Media), Levi Karter v The Stillest Hour (CockyBoys), Skyy Knox v The Fixer (Hot House/Falcon), Mark Long v Straight Chexxx (Next Door/Pulse), Sergeant Miles v Breeding Prince Charming (Lucas Entertainment), Dean Phoenix v Straight Chexxx (Next Door/Pulse), Max Sargent v Daddy Issues (Icon Male/Mile High Media), Andrew Stark v Earthbound: Heaven to Hell 2 (Falcon Studios), Johnny V v MXXX: The Hardest Ride (NakedSword/Falcon), Wesley Woods v Scared Stiff (NakedSword/Falcon)
Účinkující roku (Performer of the Year)
Sean Zevran
Nominace: Bruce Beckham, Brent Corrigan, Trenton Ducati, Sean Duran, Quentin Gainz, Jack Harrer, Jesse Jackman, Levi Karter, JJ Knight, Joey Mills, Diego Sans, Jason Vario, Kevin Warhol, Wesley Woods, Sean Zevran
Nejlepší nováček (Best Newcomer)
Pheonix Fellington
Nominace: Gabriel Alanzo, Beaux Banks, Calvin Banks, Corbin Colby, Marq Daniels, Ace Era, Pheonix Fellington, Sean Ford, Luke Hudson, Jon Kael, Liam Knox, Skyy Knox, Rico Marlon, William Seed, Daymin Voss
Nejlepší skupinová scéna (Best Group Sex Scene)
Kyle Ross, Blake Mitchell, Max Carter, Joey Mills, Tyler Hill a Evan Parker v Lifeguards: Summer Session (Helix Studios)
Nominace: Quentin Gainz, Princeton Price, Craig Cameron, Ryan Jordan, Zack Matthews a Ripley Grey (“Christmas 2016 Orgy”) v Ambushed 7 (ActiveDuty), Brian Bonds, Adam Killian, Andrey Vic, Marq Daniels a Rico Marlon v Breeding Prince Charming (Lucas Entertainment), Arad Winwin, Dean Monroe, Gabriel Alanzo, Sean Zevron v Earthbound: Heaven to Hell 2 (Falcon Studios), Austin Wolf, Skyy Knox, Arad Winwin a Tyler Roberts v The Fixer (Hot House/Falcon), Mustang, Umberto a Mr. Cali v Fucktime Miami (DawgpoundUSA.com), Antonio Miracle, Hugo Arenas a Alberto Esposito v In the Flesh (Kristen Bjorn), Andrew Justice, Stephen Harte a Franco Scott v Joe Gage Sex Files 22: Diary of a Prison Doctor (Dragon Media), Rocco Steele, Kayden Gray, Ashley Ryder v Kiss and Tel Aviv (NakedSword/Falcon), Adam Archuleta, Marc Ruffalo, Marcel Gassion, Robin Michaux, Brian Jovovich, Roald Ekberg v Last Summer in Greece (BelAmi/Pulse), Kyle Ross, Blake Mitchell, Max Carter, Joey Mills, Tyler Hill a Evan Parker v Lifeguards: Summer Session (Helix Studios), Allen King, Colby Keller, Kody Stewart, Levi Karter, Liam Riley a Tayte Hanson v One Erection: The Un-Making of a Boy Band (CockyBoys), Brysen, Manny a Randy (“Puerto Rico Day 2”) v Puerto Rican Getaway (Sean Cody/Pulse), Ryan Rose, Colby Keller, Jack Hunter, Wesley Woods, Tom Faulk, Seth Santoro v Scared Stiff (Naked Sword/Falcon), Gabriel Cross, Hector De Silva, Logan Moore, Dato Foland, Darius Ferdynand, Paddy O'Brian, Jay Roberts, Sunny Colucci v Sense 8: A Gay XXX Parody (Men.com/Pulse), Dallas Steele, David Anthony a Luke Adams v Stopover in Bonds Corner (TitanMen/Pulse), Jimmy Clay, Quentin Gainz a Ty Thomas v Straight Chexxx (Next Door/Pulse)
Nejlepší párová scéna (Best Duo Sex Scene)
Austin Wilde a Clark Parker v Austin Fucks Clark (GuysInSweatPants.com)
Nominace: Arvion Kylers a DeAngelo Jackson v Arvion Kylers a DeAngelo Jackson (RawRods.com/Flava Works), Austin Wilde a Clark Parker v Austin Fucks Clark (GuysInSweatPants.com), Dani Robles a Rico Marlon v Bareback Auditions 6 (Lucas Entertainment), Micah Brandt a Sean Zevran v Bathhouse Ballers (Hot House/Falcon), Drake Magnum a Liam Cyber v Break Him In (Brömo/Pulse), Sergeant Miles a Damon Heart v Breeding Prince Charming (Lucas Entertainment), Calvin Banks a Boomer Banks v “A CockyBoy is ___” (CockyBoys.com), Daniel a Jack v Daniel a Jack: Bareback (SeanCody.com), Sean Zevran a Beaux Banks v Dark Matter (Hot House/Falcon), Python a Lorenz Taste v Dick Delicious (PapiThugz.com), JJ Knight a Blake Riley v Earthbound: Heaven to Hell 2 (Falcon Studios), Kristofer Weston a Danny Gunn v Finding Father (Icon Male/Mile High Media), Brent Everett a Tayte Hansen v Fuck Him Up (Men.com/Pulse), Jacen Zhu a River Wilson v Gay Pride Montreal (Cockyboys.com), Wesley Woods a Pheonix Fellington v It's Coming (Raging Stallion/Falcon), Myles Landon a Hugo Diaz v Joe Gage Sex Files 22: Diary of a Prison Doctor (Dragon Media), Ryan Rose a Kayden Gray v Kiss and Tel Aviv (NakedSword/Falcon), Landon a Philip v Landon & Philip: Bareback (SeanCody.com), Ken Ott a Alex Chu v Mr. Hardball: First Pitch Part 2 (PeterFever.com), Trey Turner a Micah Brandt v Morning Wood (PrideStudios.com), Alex Magnum a Robbie Rojo v Of Boys and Men (Lucas Kazan/Pulse), Osiris Blade a Leo Cross v Phantom of Allure (NextDoorEbony.com), Ridder Rivera a Joaquin Santana v Ridder Rivera Fucks Joaquin Santana (TimTales.com), Johnny V a Nate Stetson v Route 69 (Falcon Studios), David Anthony a Bruce Beckham v Stopover in Bonds Corner (TitanMen), Quentin Gainz a Dean Phoenix v Straight Chexxx (Next Door/Pulse), Matthew Bosch a Jason Vario v TaXXX (TitanMen/Pulse), Lorenzo Flexx a Jason Vario v 2 Men Kiss (TitanMen/Pulse), Jacen Zhu a Andre Donovan v The Wait Is Over (NextDoorEbony.com)
Nejlepší fetišistická scéna (Best Fetish Scene)
Micah Brandt a Austin Wolf v Skuff: Rough Trade 1 (Hot House/Falcon)
Nominace: Bruce Beckham a Alex Mecum v Beards (TitanMen/Pulse), Josh Moore a Taylor Reign v Blind Hookups and Other Fantasies (Cockyboys), Brad v Brad Milked (Maskurbate.com), Kirk Cummings a Max Cameron v Cops in Cuffs (Fetish Force/Falcon), Axel Abysse, Buck Angel a Tomohisa v Culture Shock (Japanboyz.com), Joey D, Isaac Lin a Gage Lennox v Deep Hole Dungeon (Club Inferno/Falcon), Seamus O'Reilly, Joey D a Colin Bryant v Fisty's Barber Shop (Fisting Central/Falcon), Sergeant Miles a Ace Era v Gentlemen 19: Hard at Work (Lucas Entertainment), Conner Habib a Myles Landon v Joe Gage Sex Files 23: Jack’s New Job (Dragon Media), Christian Wilde a Brian Huggins v Kink Men 4: Straight Studs Punished 2 (Bound Gods/Kink.com), Scott Ambrose a Lance Hart (“The Kink Avenger”) v Kink Men: Superhero Edition (BoundGods/Kink.com), Kristofer Weston a Tyler Rush v Lick It Boy (NastyDaddy.com), Micah Brandt a Austin Wolf v Skuff: Rough Trade 1 (Hot House/Falcon), Adam Ramzi a Jason Vario v Sling (TitanMen/Pulse)
Nejlepší „twink“ scéna (Best Twink Scene)
Blake Mitchell, Logan Cross, Colton James a Sean Ford v Boys Night (HelixStudios.net)
Jeff Mirren, Helmut Huxley, Roald Ekberg a Marcel Gassion v Summer Break: Jeff, Roald, Helmut, Marcel Pt 1 (BelAmiOnline.com)
Nominace: Ashton Summer & Cory Kane v Ashton Summers Fucks Cory Kane (Cockyboys.com), Christian Bay & Ty Thomas v Bait the Nerd (NextDoorStudios.com), Blake Mitchell, Logan Cross, Colton James & Sean Ford v Boys Night (HelixStudios.com), Dakota Young & Mike Stone v Brotherly Breeding (NextDoorRaw.com), Joey Mills & Ashton Summers v Cabin Fever (Helix Studios), Roscoe Hayes & Jo Diamond v Eight Inches Below: Hot in the Shower, Hotter in the Bedroom (Phoenixxx.com), Timothy Drake & Kyler Ash v Finding Father (Icon Male/Mile High Media), Johnny Rapid & Gabriel Cross v The Flash: A Gay Parody (Men.com/Pulse), Brad Chase, Corbin Colby, Logan Cross & Aiden Garcia v Four Play (HelixStudios.com), Gino Mosca & Miguel Estevez v Gino Mosca & Miguel Estevez Part 1 (Issue 29) (Freshmen.net), Marco Montgomery & Trent Ferris v Greasers (NakedSword/Falcon), Brandon Wilde & Calvin Banks v His Sister’s Lover 2 (Icon Male/Mile High Media), Lars Norgaard, Kevin Warhol & Joel Birkin v Lars Norgaard with Kevin Warhol and Joel Birkin (Freshmen.net), Corbin Colby & Blake Mitchell v Protein (HelixStudios.com), Jeff Mirren, Helmut Huxley, Roald Ekberg & Marcel Gassion v Summer Break: Jeff, Roald, Helmut, Marcel Pt 1 (BelAmiOnline.com)
Nejlepší „bear“ scéna (Best Bear Scene)
Daymin Voss, Michael Roman a Fernando Del Rio v Beards, Bulges & Ballsacks (Raging Stallion/Falcon)
Nominace: Daymin Voss, Michael Roman a Fernando Del Rio v Beards, Bulges & Ballsacks (Raging Stallion/Falcon), Brad Kalvo a Chandler Scott v Bear Hug (MenOver30.com/Pride Studios), Aaron Bruiser a Stephen Harte v Dirty Rider (Brömo/Pulse), Daymin Voss a Eddy CeeTee v Gaymers (Raging Stallion/Falcon), Alessio Romero a Brian Bonds v Gym Gloryhole (MenOver30.com), Colton Grey, Derek Bolt, Dirk Caber a Marc Giacomo v Hairy Tales 3 (Men.com), Marco Gagnon a Teddy Torres v The Huntsman (Men.com/Pulse), Colby Jansen a Devin Adams v I Want To Play! (MenOver30.com), Brendan Patrick a Hoytt Walker v Lucky-N-Raw (NastyDaddy.com), Jesse Jackman a Steve Roman v Muscle Daddies (TitanMen/Pulse), Brendan Patrick a Jeff Powers v Open Door Open Ass (Brömo/Pulse), Daddy Will, Liam a Mickey Carpathio v Pig Roast (MuscleBearPorn.com), Josh Stone, Christian Matthews a Aarin Asker v Twinky and the Bear 2 (Manville Entertainment/Pure Play Media), Dirk Caber a Anthony London v 2 Men Kiss (TitanMen/Pulse)
Nejlepší marketing nebo značka (Best Marketing – Company Image)
Men.com
Nominace: BelAmi, Channel 1 Releasing, CockyBoys, DominicFord.com, Falcon Studios Group, Flava Works, Icon Male, Helix Studios, Kristen Bjorn, Lucas Entertainment, Men.com, NakedSword, Next Door Studios, Sean Cody, TitanMen
Ceny publika:
Nejoblíbenější osobní web pornohvězdy (Favorite Porn Star Website)
ColbyKnox.com
Nejoblíbenější blog (Favorite Industry Blog)
Str8UpGayPorn.com
Nejoblíbenější web s členstvím (Favorite Membership Site)
HelixStudios.net
Nejoblíbenější tematický web (Favorite Niche Site)
Boynapped.com
Nejoblíbenější webcam performer (Favorite Cam Guy)
Blake Mitchell
Nejoblíbenější tělo (Favorite Body)
Blake Mitchell
Nejoblíbenější penis (Favorite Cock)
Austin Wilde
Nejoblíbenější zadek (Favorite Butt)
Tyler Hill
Nejoblíbenější „twink“ (Favorite Twink)
Joey Mills
Nejoblíbenější „bear“ (Favorite Bear)
Colby Jansen
Nejoblíbenější „taťka“ (Favorite Daddy)
Adam Russo
Hvězda sociálních sítí (Social Media Star)
Max Carter
Nejoblíbenější nováček (Favorite Newcomer)
Calvin Banks
[ zpět nahoru ]

### 2019
Na konci srpna 2018 byly otevřeny předběžné nominace, které bylo možno podávat v průběhu celého září. Seznam nominací byl sestaven začátkem prosince. V kategoriích oproti minulému roku přibyla nejlepší parodie, nejlepší „trojková“ a nejlepší bisexuální scéna, jež nahradily vypadnuvší „twink“ a „bear“ scény. Z cen publika byly vyřazeny kategorie nejoblíbenějšího blogu a osobního webu pornohvězdy. Celkem tak bylo udíleno 15 cen hodnocených porotou a 11 cen publika. Bylo také obnoveno uvádění významných osobností do síně slávy. Udílecí galavečer byl ohlášen na 21. ledna 2019 opět v sále The Joint v Hard Rock Hotel & Casino v Las Vegas. Nominováni a oceněni byli:
Síň slávy (GayVN Hall of Fame Inductee)
Keith Miller, zakladatel Helix Studios
Nejlepší hraný film (Best Feature)
All Saints: Chapter 1 (CockyBoys)
Nominace: All Saints: Chapter 1 (CockyBoys), Dangerous Days (Men.com/Pulse), The Chosen Few (NakedSword/Falcon), The Graduation (Icon Male/Mile High Media), Head Play (Falcon Studios), Love Lost & Found (CockyBoys), Loved Fucked (Lukas Kazan), Paris Perfect (NakedSword/Falcon), Refugee (Sauvage/Staxus), Rocco Steele’s Urban Legend 2 (Dragon Media), Three Wishes (Raging Stallion/Falcon), Trapped (Raging Stallion/Falcon), Vice (Raging Stallion/Falcon), West Texas Park and Ride (TitanMen), Boys of Summer (Icon Male/Mile High Media)
Nejlepší výhradně sexuální film (Best All-Sex Movie)
Summer Break 2 (BelAmi/Pulse)
Nominace: Addicted (Lukas Kazan), Before the Afterglow (CockyBoys), Black on White (Noir Male/Mile High Media), Deep & Raw (Kristen Bjorn), Berkeley Sophomore Year (NakedSword/Falcon), Elder Gardner 2 (MormonBoyz/Pulse), Flea Pit (CockyBoys), Love & Lust in New Orleans (Falcon Studios), Michael Roman’s Gangbang (Raw Fuck Club/Dark Alley), Rideshare (Raging Stallion), Room for One More (Helix Studios), Skuff: Dog House (Hot House/Falcon), Summer Break 2 (BelAmi/Pulse), Whore Alley (Bromo/Pulse), Wyoming Getaway (Sean Cody/Pulse)
Nejlepší parodie (Best Parody)
Pirates: A Gay XXX Parody (Men.com/Pulse)
Nominace: The Black Panda (Peter Fever/Pulse), Breakfast Cub: A Gay XXX Parody (Men.com; Pulse), Breaking Mr. Hart (Golden Age Films/NakedSword), The Deuce: A Gay Parody (Peter Fever/Pulse), Justice League: A Gay XXX Parody (Men.com/Pulse), Pirates: A Gay XXX Parody (Men.com/Pulse), The Slutty Professor (NakedSword/Falcon), Spider-Man: A Gay XXX Parody (Men.com/Pulse), Twink Peaks: A Gay XXX Parody (Men.com/Pulse), Zack & Jack Make a Porno (Falcon Studios)
Nejlepší režisér – hraný film (Best Director – Feature)
Jake Jaxson za All Saints: Chapter 1 (CockyBoys)
Nominace: Steve Cruz za Vice (Raging Stallion), Tony Dimarco za Head Play (Falcon), Tony Dimarco & mr. Pam za Zack & Jack Make a Porno (Falcon), Joe Gage za West Texas Park and Ride (TitanMen), Jake Jaxson za All Saints: Chapter 1 (CockyBoys), Chi Chi LaRue za The Graduation (Icon Male/Mile High Media), Marc MacNamara a Alter Sin za Pirates: A Gay XXX Parody (Men.com/Pulse), Nica Noelle za The Married Man (Icon Male/Mile High Media), mr. Pam a Chi Chi LaRue za The Slutty Professor (NakedSword/Falcon), mr. Pam za Paris Perfect (NakedSword/Falcon), Alter Sin za Justice League: A Gay XXX Parody (Men.com), John Smith za Refugee (Staxus/Sauvage), Rocco Steele za Rocco Steele’s Urban Legend 2 (Dragon Media), Ettore Tosi za Loved Fucked (Lukas Kazan), D.P. Welles za Breaking Mr. Hart (Golden Age Films/NakedSword)
Nejlepší režisér – ostatní (Best Director – Non-Feature)
Chi Chi LaRue a Tony Dimarco za Love & Lust in New Orleans (Falcon Studios)
Nominace: Kristin Bjorn za Deep & Raw (Kristen Bjorn), Gio Caruso za Daddy’s Playroom (Pride Studios), Steve Cruz za Rideshare (Raging Stallion/Falcon), Tony Dimarco a Chi Chi LaRue za Love & Lust in New Orleans (Falcon Studios), Trenton Ducati za Swim Meat (Hot House), Rocco Fallon za Deep Greeting (Next Door Studios), Nick Foxx za Skuff: Dog House (Hot House), Luke Hamill za Offensively Large 3 (BelAmi/Pulse), Jake Jaxson za Postcards From L.A. (CockyBoys), Bruce LaBruce za Flea Pit (CockyBoys), Chi Chi LaRue za Black on White (Noir Male/Mile High Media), Nick Moretti za Michael Roman's Gang Bang (Raw Fuck Club/Dark Alley), Alex Roman za Room for One More (Helix Studios), Rocco Steele za Spring Broke (Dragon Media), Ettore Tosi za Addicted (Lucas Kazan)
Nejlepší herec (Best Actor)
Wesley Woods v Zack & Jack Make a Porno (Falcon Studios)
Diego Sans v Pirates: A Gay XXX Parody (Men.com/Pulse)
Nominace: Max Adonis v Max in the City (Falcon Studios), Calvin Banks v All Saints: Chapter 1 (CockyBoys), Remy Cruze v Breaking Mr. Hart (Golden Age Films/NakedSword), Carter Dane v All Saints: Chapter 1 (CockyBoys), Ace Era v The Slutty Professor (NakedSword/Falcon), Sean Ford v Love Lost & Found (CockyBoys), Woody Fox v Zack & Jack Make a Porno (Falcon Studios), Colton Grey v Paris Perfect (NakedSword/Falcon), Michael Roman v Daddy Dilemma (Icon Male/Mile High Media), Diego Sans v Pirates: A Gay XXX Parody (Men.com/Pulse), Roman Todd v The Married Man (Icon Male/Mile High Media), Daymin Voss v Vice (Raging Stallion/Falcon), Wesley Woods v Zack & Jack Make a Porno (Falcon Studios), Tegan Zayne v Three Wishes (Raging Stallion/Falcon), Riley Mitchel v Bounty Hunters (Raging Stallion/Falcon)
Nejlepší herec ve vedlejší roli (Best Supporting Actor)
Bruce Beckham v The Slutty Professor (NakedSword/Falcon)
Nominace: Bruce Beckham v The Slutty Professor (NakedSword/Falcon), Sean Duran v Trapped (Raging Stallion/Falcon), Colby Keller v Twink Peaks: A Gay XXX Parody (Men.com/Pulse), Skyy Knox v Zack & Jack Make a Porno (Falcon Studios), Sean Maygers v Vice (Raging Stallion/Falcon), Sergeant Miles v The Graduation (Icon Male/Mile High Media), Paddy O’Brian v Pirates: A Gay XXX Parody (Men.com/Pulse), Brendan Patrick v Boys of Summer (Icon Male/Mile High Media), Adam Ramzi v All Saints: Chapter 1 (CockyBoys), Taylor Reign v Love Lost & Found (CockyBoys), Ricky Roman v All Saints: Chapter 1 (CockyBoys), Johnny Ryder v Bounty Hunters (Raging Stallion/Falcon), Max Sargent v Daddy Issues 2 (Icon Male/Mile High Media), Johnny V v Paris Perfect (NakedSword/Falcon), Jason Vario v Three Wishes (Raging Stallion/Falcon)
Účinkující roku (Performer of the Year)
Wesley Woods
Nominace: Boomer Banks, Calvin Banks, Pheonix Fellington, Jack Hunter, Helmut Huxley,Skyy Knox, Max Konnor, Joey Mills, Armond Rizzo, Michael Roman, Diego Sans, Manuel Skye, Roman Todd, Jason Vario, Wesley Woods
Nejlepší nováček (Best Newcomer)
Alam Wernik
Nominace: Max Adonis, Miller Axton, Timarrie Baker, Sven Basquiat, Remy Cruze, Kirk Gauguin, Casey Jacks, Leo Luckett, Cade Maddox, Ben Masters, Sean Maygers, Cameron Parks, Angel Rivera, Sawyer, Alam Wernik
Nejlepší skupinová scéna (Best Group Sex Scene)
Josh Brady, Corbin Colby, Joey Mills, Cameron Parks, Angel Rivera a Luke Wilder v Splash (HelixStudios.com)
Nominace: Adam Ramzi, Alex Mecum, Julian Knowles a Kurtis Wolfe v Dangerous Days (Men.com/Pulse), Jessie Lee, Alex Chu, Ari Nucci, FX Rios a David Ace v The Deuce: A Gay Parody (Peter Fever/Pulse), A.J. Alexander, Allen King, Arad WinWin, Bishop Black, Levi Karter, Pierre Emo a Valentin Braun v Flea Pit (CockyBoys), Hans Berlin, Tommy DeLuca, Max Konnor, Champ Robinson, Sexy Red a Stephen Harte v Fuck the Police (Fuck Champ Robinson), Michael Roman, Jack Dixon, Vic Rocco, Jase Chambers, Chandler Scott, Ray Dalton, Cam Christou, Deviant Otter a Matt Stevens v Michael Roman’s Gangbang (Dark Alley/Raw Fuck Club), Colton Grey, Dani Robles, Denis Vega, Johnny V. a Theo Ford v Paris Perfect (NakedSword/Falcon), Brandon Evans, Damien Pierce, JB Saxon, Axel Kane, a Calen Anderson v Pay Up (FraternityX.com), Gabriel Cross, Jimmy Durano, Johnny Rapid a Teddy Torres v Pirates A Gay XXX Parody (Men.com/Pulse), Manuel Skye, Mick Stallone, Felipe Ferro a Jose Quevedo v Raw Hunger (Kristin Bjorn Productions/Sarava), Josh Brady, Joey Mills, Corbin Colby, Cameron Parks, Luke Wilder a Angel Rivera ve scéně “Splash” v Room for One More (Helix Studios), Noah Donovan, Ziggy Banks, Aaron Reese a Kurtis Wolfe v Strip Poker (NoirMale.com), Adam Archuleta, Jason Bacall, Jerome Exupery a Jean-Luc Bisset v Summer Break 3 (BelAmi/Pulse), Dante Martin, Markie More, Johnny Hill a Carter Woods v Tag Teaming Dante (NextDoorStudios.com), Woody Fox, Riley Mitchel, Tegan Zayne, Teddy Torres a Beaux Banks v Three Wishes (Raging Stallion/Falcon), Asher, Deacon, Dillian, Jack, Lane a Malcolm v Wyoming Getaway (Sean Cody/Pulse)
Nejlepší „trojková“ scéna (Best Three-Way Sex Scene)
Ace Era, Tyler Roberts a Dave Slick v The Slutty Professor (NakedSword/Falcon)
Nominace: Quentin Gainz, Roman Todd a Tyler Carver v The Bareback Boys (Next Door Studios), Bennett, Calhoun a Jason Hillcrest v Calhoun & Jason Hillcrest Tag Team Bennett (ChaosMen), Miller Axton, Griffin Barrows a Ash Hendricks v Every Hole Gets Filled (GuysInSweatpants.com), Louis Ricaute, Fostter Riviera a Vadim Romanov v Louis Ricaute's First Double Penetration (TimTales.com), Allen King, Cory Kane a Taylor Reign v Love Lost & Found (CockyBoys), Rikk York, Jason Vario a Pierce Paris v Making Rent (NakedSword/Falcon), Jack Harrer, Dylan Maguire a Peter Annaud v Offensively Large 3 (BelAmi/Pulse), Austin Wolf, Pheonix Fellington a Kurtis Wolfe v Rideshare (Raging Stallion/Falcon), Kevin Daley, Cameron Parks a Angel Rivera v Room for One More (Helix Studios), Caleb Gray, Cody Wilson a Julian Bell v Séance Screw (8teenboy.com), Allen King, Francois Sagat a Paddy O'Brian v Sex God (Men.com/Pulse), Tyler Roberts, Ace Era a Dave Slick v The Slutty Professor (NakedSword/Falcon), Jacen Zhu, Max Adonis a Noah Donovan v Stepbrother Threeway (NoirMale.com), Colby Keller, Tegan Zayne a Kurtis Wolfe v Trapped (Raging Stallion/Falcon), Derick, Deacon a Asher v Wyoming Getaway (Sean Cody)
Nejlepší párová scéna (Best Duo Sex Scene)
Max Konnor a Armond Rizzo v Big Black Daddy (NoirMale.com)
Nominace: Carter Dane a Levi Karter v All Saints: Chapter 1 (CockyBoys), Leo Forte a Timarrie Baker v Berkeley Sophomore Year (NakedSword), Armond Rizzo a Max Konnor v Big Black Daddy (NoirMale.com), Louis Ricaute a Damien Crosse v Damien Crosse and Louis Ricaute Fuck Each Other Bareback (TimTales.com), Markie More a Alex Mecum v Deep Greeting (Next Door Studios), Austin Wilde a Brandon Evans v Flip Fucking Fun (GuysinSweatpants.com), Logan Moore a Josh Moore v Hungry for Moore (Falcon Studios), Wesley Woods a Tyler Roberts v Love & Lust in New Orleans (Falcon Studios), Hector De Silva a Rhys Jagger v Loved Fucked (Lucas Kazan), Max a Sawyer v Max & Sawyer’s Cum Swap (Corbin Fisher), Jacen Zhu a Roman Todd v Meet the Parents (NoirMale.com), Joey Mills a Blake Mitchell v Mine (HelixStudios.com), Boomer Banks a Jack Hunter v MixTape 1 (BoomBoxxx/CockyBoys?), François Sagat a Johnny V. v Paris Perfect (NakedSword/Falcon), Justin Brody a Ace Era v The Slutty Professor (NakedSword)
Nejlepší fetišistická scéna (Best Fetish Scene)
JJ Knight a Sean Zevran v Tie Me Up! Dick Me Down! (CockyBoys)
Nominace: Brian Bonds, Dylan Strokes a D Arclyte v Arm-ageddon (Club Inferno/Falcon), Sean Maygers Edged Hard (Pacifico Entertainment/DominicPacifico.com), Axel Abysse a Orson Deane v The Backstreet (AxelAbysse.com), Trenton Ducati a Teddy Bryce v Bound Gods 5: Muscled Masochists (Bound Gods/Kink.com), Dallas Steele a Cody Winter v Bound Gods 6: Hellbound Hunks (Bound Gods/Kink.com), Damon Heart a Pierce Paris v Breaking Mr. Hart (Golden Age Films/NakedSword), Max Sargent a Maxx Monroe v Elder Gardner 1 (MormonBoyz/Pulse), Kristofer Weston a Logan Cross v Elder Land 1 (MormonBoyz/Pulse), Sebastian Keys a Jack Hunter v The Fetish Factory (Fetish Force/Raging Stallion), Beaux Banks, Nick Sterling a JJ Knight v Gear Play (Hot House/Falcon), Mateo Vice a Judas King v Mateo Tied Up & Fucked (GuysInSweatpants.com), Sergeant Miles a Tony Orlando v Sexual His ASSment (Fetish Force/Raging Stallion), Trenton Ducati a Skyy Knox v Skuff: Dog House (Hot House/Falcon), JJ Knight a Sean Zevran v Tie Me Up! Dick Me Down! (CockyBoys), Cameron Parks a Joey Mills v Virgin Kink (Helix Studios)
Nejlepší bisexuální scéna (Best Bi Sex Scene)
Lance Hart, Pierce Paris a Dahlia Sky v Wanna Fuck My Wife? Gotta Fuck Me Too 11 (Devil’s Film)
Nominace: Lance Hart, Sebastian Keys a Cadence Lux v Bisexual Fantasies (Aiden Starr/Evil Angel), Wolf Hudson, Lance Hart a Madison Mia v Bi-Sexually Active 2 (Devil’s Film), Charlie Dean, David Kadera a Cherry Kiss v Bi Surprise 3 (Bi Empire/Mile High Media), Sergeant Miles, D. Arclyte a Mercedes Carrera v Coming Out Bi 4 (Cal Vista/Metro), Pierce Paris, Lance Hart a Dahlia Sky v Wanna Fuck Me? You Gotta Fuck My Wife Too 11 (Devil’s Film), Ruckus XXX, Colby Jansen a Brandi Bae v We Swing Both Ways 2 (Devil’s Film)
Nejlepší marketing nebo značka (Best Marketing – Company Image)
CockyBoys
Nominace: Bel Ami, Blake Mason, Chaos Men, CockyBoys, Corbin Fisher, Falcon Studios Group, FlavaWorks, Helix, Kristen Bjorn, Men.com, NakedSword, NextDoor Studios, Noir Male, Peter Fever, Sean Cody
Ceny publika:
Nejoblíbenější web s členstvím (Favorite Membership Site)
Helix Studios
Nejoblíbenější tematický web (Favorite Niche Site)
FamilyDick.com
Nejoblíbenější webcam performer (Favorite Cam Guy)
Paul Cassidy
Nejoblíbenější tělo (Favorite Body)
Carter Dane
Nejoblíbenější penis (Favorite Cock)
Calvin Banks
Nejoblíbenější zadek (Favorite Butt)
Beaux Banks
Nejoblíbenější „twink“ (Favorite Twink)
Kyle Ross
Nejoblíbenější „bear“ (Favorite Bear)
Teddy Torres
Nejoblíbenější „taťka“ (Favorite Daddy)
Adam Ramzi
Hvězda sociálních sítí (Social Media Star)
Max Carter
Nejatraktivnější nováček (Hottest Newcomer)
Julian Bell
[ zpět nahoru ]

### 2020
V tomto roce nebyly vyhlášeny kategorie nejlepší parodie a marketing. V cenách publika byly zrušeny 2 kategorie věnované webovým stránkám (Favorite Membership Site a Favorite Niche Site) a přibyly 4 nové kategorie pro nejoblíbenější účinkující: bottom, top, dom a FTM. Předběžné nominace pro hlavní kategorie byly otevřeny od začátku září. Poprvé byly také vyhlášeny veřejné předběžné nominace pro ceny publika, a to v polovině října 2019. K vyhlášení nominací v hlavních kategoriích pak došlo tradičně na počátku prosince. Předávací ceremoniál se opět uskutečnil v sále The Joint v Hard Rock Hotel & Casino v Las Vegas, a to 20. ledna 2021. Večerem provázeli Nicole Byer a Alec Mapa, takzvanými „trophy boys“ (asistenty podávajícími ocenění) byli Brock Banks, Riley Finch, Nico Leon a Rhyheim Shabazz. Záznam večera byl pak odvysílán na platformě GayVN Stars. Nominováni a oceněni byli:
Síň slávy (GayVN Hall of Fame Inductee)
Tim Valenti, ředitel NakedSword/Falcon Studios
Nejlepší hraný film (Best Feature)
Vegas Nights (HelixStudios.com)
Nominace: At Large (Raging Stallion/Falcon), Beach Rats of Lauderdale (Falcon Studios), Camp Chaos (Men.com), Don’t Tell My Wife (Icon Male/Mile High), Five Brothers: Family Values/The Takedown (NakedSword.com), It Happened in Ibiza (Lucas Kazan/Pulse), Le Garçon Scandaleux (CockyBoys/PinkTV), The Night Riders (Raging Stallion/Falcon), Please (Mr. Postman (FamilyDick.com), The Pledge (Falcon Studios), The Rental House (Men.com), Sacred Band of Thebes (Men.com/Pulse), US Road Twinks (French-Twinks.com), Winter Break (8teenBoy.com), Vegas Nights (HelixStudios.com)
Nejlepší výhradně sexuální film (Best All-Sex Movie)
Love and Lust in Montreal (Falcon Studios)
Nominace: Bare (NakedSword/Falcon), Desert Daddies (Pantheon Productions), Dog Eat Dog (Kristen Bjorn/Sarava), Elder Calder (1-6) (Missionary Boys/Pulse), Father and Son Secrets (Dragon Media/Adult Empire), Fuck the Police: Black on Black (Fuck Champ Robinson/Pulse), Jambo Africa: An Adventure Begins (Bel Ami/Pulse), Just Being Me (CockyBoys), Love and Lust in Montreal (Falcon Studios), MixTape Vol. 3 (BoomBoxxx/Cockyboys), Outta the Park! (Raging Stallion/Falcon), Palm Springs Day Pass (Hot House/Falcon), Preloaded (SkynMen/Pulse), Repent (Dominic Pacifico Entertainment/Pulse), Sexual Favors (Noir Male/Mile High)
Nejlepší režisér – hraný film (Best Director – Feature)
Jake Jaxson a RJ Sebastian za Le Garçon Scandaleux (CockyBoys/PinkTV)
Nominace: Steve Cruz za At Large (Raging Stallion/Falcon), Tony Dimarco za Beach Rats of Lauderdale (Falcon Studios), Cory Krueckeberg za Camp Chaos (Men.com), Chi Chi LaRue za Don’t Tell My Wife (Icon Male), mr. Pam za Five Brothers: Family Values/The Takedown (NakedSword.com), Ettore Tosi za It Happened in Ibiza (Lucas Kazan), Jake Jaxson a RJ Sebastian za Le Garçon Scandaleux (CockyBoys/PinkTV), Steve Cruz a Chi Chi LaRue za The Night Riders (Raging Stallion/Falcon), Anthony Duran a Trenton Ducati za Please (Mr. Postman (FamilyDick.com), Marc MacNamara za The Rental House (Men.com), Rocco Steele za Rocco Steele’s Cell Block D (Dragon Media), Alter Sin za Sacred Band of Thebes (Men.com), Antoine Lebel za US Road Twinks (French-Twinks.com), Alex Roman za Vegas Nights (HelixStudios.com), Max Carter za Winter Break (8teenBoy.com)
Nejlepší režisér – ostatní (Best Director – Non-Feature)
Steve Cruz za Outta the Park! (Raging Stallion/Falcon)
Nominace: Dirk Yates za Ambushed 10 (Active Duty/Pulse), mr. Pam za Bare (NakedSword/Falcon), Gio Caruso za Blowing the Game (Pride Studios/Pulse), Rocco Fallon za Buddies Bustin’ (Next Door Studios/Pulse), Kristen Bjorn za Busting Manholes (Kristen Bjorn/Pulse), Nick Moretti za An Epic Orgy (SkynMen/Pulse), Rocco Steele za Father and Son Secrets (Dragon Media/Adult Empire), Luke Hamill za Jambo Africa: An Adventure Begins (BelAmi/Pulse), Jake Jaxson a R.J. Sebastian za Just Being Me (CockyBoys), Champ Robinson za Loading Las Vegas (Fuck Champ Robinson/Pulse), Tony Dimarco za London Calling (Falcon Studios), Chi Chi LaRue za Love and Lust in Montreal (Falcon Studios), Steve Cruz za Outta the Park! (Raging Stallion/Falcon), Trenton Ducati za Palm Springs Day Pass (Hot House/Falcon), Dominic Pacifico za Repent (Dominic Pacifico/Pulse)
Nejlepší herec (Best Actor)
DeAngelo Jackson v Blended Family (Icon Male/Mile High)
Nominace: Max Adonis v Dirty Deeds (Men.com), Bruce Beckham v Get Your Dick Outta My Son! (Men.com/Pulse), Matthew Camp v Camp Chaos (Men.com), Nick Capra v Don’t Tell My Wife (Icon Male/Mile High), Sean Ford v Le Garçon Scandaleux (CockyBoys/PinkTV), DeAngelo Jackson v Blended Family (Icon Male/Mile High), Max Konnor v Feed Me Your Love (PeterFever.com), Ricky Larkin v At Large (Raging Stallion/Falcon), Riley Mitchel v The Night Riders (Raging Stallion/Falcon), Cameron Parks v Vegas Nights (HelixStudios.com), Pierce Paris v The Legend of Big Cock (Men.com), Michael Roman v My Stepdad's Stepdad (Icon Male/Mile High), Nic Sahara v Five Brothers: Family Values/The Takedown (NakedSword.com), Mickey Taylor v Psycho Joe (NakedSword/Falcon), Roman Todd v Beach Rats of Lauderdale (Falcon Studios)
Nejlepší herec ve vedlejší roli (Best Supporting Actor)
Dante Colle v At Large (Raging Stallion/Falcon)
Nominace: Beaux Banks v Girls Night (Men.com/Pulse), Dante Colle v At Large (Raging Stallion/Falcon), Cory Kane v Le Garçon Scandaleux (CockyBoys/PinkTV), Michael DelRay v Beach Rats of Lauderdale (Falcon Studios), Sean Duran v Five Brothers: Family Values/The Takedown (NakedSword.com), Woody Fox v The Night Riders (Raging Stallion/Falcon), Tyler Hill v Vegas Nights (HelixStudios.com), Adam Killian v Nob Hill (NakedSword/Falcon), Cade Maddox v A Stepbrother’s Obsession (Icon Male), Blake Mitchell v Winter Break (8teenBoy.com), Adam Ramzi v Don’t Tell My Wife (Icon Male/Mile High), Colton Reece v The Pledge (Falcon Studios), Colby Tucker v The Rental House (Men.com), Austin Wolf v Rags to Riches (NakedSword/Falcon), Wesley Woods v Please, Mr. Postman (FamilyDick.com)
Účinkující roku (Performer of the Year)
Cade Maddox
Nominace: Calvin Banks, Dante Colle, Pheonix Fellington, Devin Franco, Max Konnor, Ricky Larkin, Cade Maddox, Ty Mitchell, Pierce Paris, Dakota Payne, Johnny Rapid, Taylor Reign, Diego Sans, Manuel Skye, Arad Winwin
Nejlepší nováček (Best Newcomer)
Nic Sahara
Alex Riley
Nominace: Michael Boston, Dillon Diaz, Drew Dixon, Nick Fitt, Johnny Hands, Steven Lee, Nico Leon, Drake Masters, Alex Riley, Nic Sahara, Rhyheim Shabazz, Sharok, Joel Someone, Zario Travezz, Colby Tucker
Nejlepší skupinová scéna (Best Group Sex Scene)
Alam Wernik, Blake Ryder, Jay Dymel, Nic Sahara a Sean Duran v Five Brothers: The Takedown (NakedSword/Falcon)
Nominace: Brian Bonds, Mason Lear, Avatar Akyia, Harlem Jock, Kurtis Wolfe a Dart Delgado v Big Dick Orgy (RawFuckClub.com), Deacon, Daniel, Sean a Jackson v Deacon’s Bareback Gangbang (SeanCody.com), Michael Roman, Dallas Steele, Joey Milano a Riley Mitchel v Desert Daddies (Pantheon Productions/Pulse), Tony Dazzle, Tommy DeLuca, Ray Diesel, Atlas Grant, Blake Houston, Seth Knight, Chris Knight, Riley Mitchel, Jake Morgan, Ryan Powers, Manuel Scalco, Joel Someone, Clay Towers & Billy Warren v An Epic Orgy (SkynMen/Pulse), Alam Wernik, Blake Ryder, Jay Dymel, Nic Sahara a Sean Duran v Five Brothers: The Takedown (NakedSword/Falcon), Alex Rim, Max Marciano, Max Richie, Zach Country, Zane IV a Zane Williams v Party Foul Plow (FraternityX.com), Woody Fox, Sean Duran, Riley Mitchel a Dante Colle v The Night Riders (Raging Stallion/Falcon), Wesley Woods, Myles Landon, Michael Boston a Joe Ex v Please, Mr. Postman 5: Return to Sender (FamilyDIck.com), Devin Franco, Colton Reece, Brandon Wilde, Trevor Miller, Nic Sahara a Zak Bishop v The Pledge (Falcon Studios), Nick Capra, Rocco Steele, Alessio Vega, Cade Maddox a Ray Diesel v Rocco Steele’s Cell Block D (Dragon Media), Ryan Bones, JJ Knight, Diego Sans, William Seed, Francois Sagat, D.O. v Sacred Band of Thebes (Men.com), Kyle Ross, Tyler Hill, Joey Mills, Cameron Parks, Julian Bell, Angel Rivera a Corey Marshall v Vegas Nights (HelixStudios.com), Joel Someone, Champ Robinson, Harlem Jock, Devin Masters, Jamaican Boi, Takken, Casanova a Adonisboss v Who’s My Baby Daddy?! (Fuck Champ Robinson/Pulse), Blake Mitchell, Julian Bell, Jamie Ray, Milo Harper, Trevor Harris, Caleb Gray, Riley Finch a Taylor Coleman v Winter Break 10: Keeping Warm (8teenBoy.com), Enzo Lemercier, Paul Delay, Chris Loan, Doryann Marguet, Chris Summers, Justin Stone a Alex Killborn v US Road Twinks (French-Twinks.com)
Nejlepší „trojková“ scéna (Best Three-Way Sex Scene)
Jack Harrer, Peter Annaud a Marcel Gassion v Offensively Large 4 (BelAmi/Pulse)
Nominace: Paddy O'Brian, Francois Sagat a Lukas Daken v Anal Abduction (Men.com), Fame, Pheonix Fellington a Trent King ve scéně „Business Deals“ v Black on Black (Noir Male/Mile High), Dalton Riley, Quin Quire a Justin Matthews v Couples Fix (NextDoorStudios.com), Beaux Banks, Judas King a Miller Axton v Drive the Beauxt (GuysinSweatpants.com), Max Konnor, Ray Dexter a Joseph Banks v Feed Me Your Love (PeterFever.com), Alam Wernik, Ben Masters a Clark Davis v Alam Wernik, Ben Masters & Clark Davis (CockyBoys.com), Rhyheim Shabazz, Jay Michaels a Jonathan Miranda v Rhyheim’s 3some (Timtales.com), Josh Moore, Devin Franco a Jeffrey Lloyd v London Calling (Falcon Studios), Adam Killian, Jessie Colter a Max Duro v Nob Hill (NakedSword/Falcon), Jack Harrer, Peter Annaud a Marcel Gassion v Offensively Large 4 (BelAmi/Pulse), Ricky Larkin, Sharok a Wade Wolfgar v Outta the Park! (Raging Stallion/Falcon), Cade Maddox, Michael Roman a Clay Towers v Preloaded (Skyn Men/Pulse), DeAngelo Jackson, Gustavo Ryder a Italo Andrade v Raw Threesome Party (PapiCock.com), Cutler X, Viktor Rom a Teddy Torres v Sky High 3-Way (CutlersDen.com), Joey Mills, Angel Rivera a Corbin Colby v Vegas Nights (HelixStudios.com)
Nejlepší párová scéna (Best Duo Sex Scene)
Ashton Summers a Pheonix Fellington v Fellington’s Flip Fuck (HelixStudios.com)
Nominace: Calvin Banks a Josh Brady v Alphas (HelixStudios.com), Austin Wilde a Mateo Vice v Austin Creampies Mateo (GuysinSweatpants.com), Jay Dymel a Ryan Stone v Bare: Boyfriends and Fuck Buddies (NakedSword/Falcon), Boomer Banks a Wade Wolfgar v Boomer and Wade Flip Fuck (RawFuckClub.com), Brock Banks a Ty Mitchell v Brock Banks & Ty Mitchell (CockyBoys.com), Trevor Laster a Spencer Laval v Country Livin’ (NextDoorStudios.com), Cutler X a Gabriel Cross v Cutler X & Gabriel Cross (CutlersDen.com), JJ Knight a Joey Mills v Elevator Pitcher (Men.com), Ashton Summers a Pheonix Fellington v Fellington's Flip Fuck (HelixStudios.com), Max Konnor a Skyy Knox ve scéně „The Hitchhiker“ v Sexual Favors (Noir Male/Mile High), Alex Mecum a Carter Dane v Just Being Me (CockyBoys), Steven Lee a Jack Kross v Love and Lust in Montreal (Falcon Studios), Devin Franco a Jonathan Miranda v London Calling (Falcon Studios), Jessie Colter a Drake Masters v Outta the Park! (Raging Stallion/Falcon), Tim Kruger a John Thomas v Tim Kruger Barebacks John Thomas (Timtales.com)
Nejlepší fetišistická scéna (Best Fetish Scene)
Alex Mecum a Michael DelRay v My Brother's Discipline (Kink.com)
Nominace: Kayden Gray a Damon Heart v #1 Fan (MenAtPlay.com), Dallas Steele a Austin Young v Austin & The Taylor: The Fitting (FunSizeBoys.com), Arad Winwin a Dillon Diaz v Dillon Diaz Serves the House (Bound Gods/Kink.com), Brian Bonds, Dale Savage a Josh Mikael v FFPD - Fist Fuck Police Department (Club Inferno/Falcon), Max Carter a Andy Taylor v Fist First (HelixStudios.com), Axel Abysse a Ray Dexter v Follow Me (AxelAbysse.com), Michael DelRay, Dante Colle a Lance Hart v Gay Super Villains (Lance Hart Studios/Joy Media Group), Armond Rizzo a Jack Dyer v In Dyer Need (GentlemensCloset.com), Dirk Caber, Jessie Colter a Tyler Rush v Leather Dogs (Fetish Force/Falcon), Alex Mecum a Michael DelRay v My Brother's Discipline (Kink.com), Joel Someone, Michael DelRay, Manuel Skye, Greg McKeon v President Lewis: The Sacrament (MissionaryBoys.com), Dominic Pacifico a Casey Everett v Repent (Dominic Pacifico/Pulse), Devin Franco, Wesley Woods a Myles Landon v Rosebud (NastyDaddy.com), Taylor Reign a Cade Maddox v Taylor Reign & Cade Maddox RAW (CockyBoys.com), Bo Sinn a Drew Dixon v Wall Stuffed Part 1 (Bromo.com)
Nejlepší bisexuální scéna (Best Bi Sex Scene)
Natalie Mars, Ella Nova, Ricky Larkin a Wesley Woods v Free for All (WhyNotBi.com)
Nominace: Lauren Phillips, Pierce Paris a Wolf Hudson v Bi Peg To Differ (BiPhoria), Petra Blair, Lance Hart a Michael DelRay v Bi-Sexually Active 3 (Devil's Films/Pulse), Silvia Saige, Dante Colle a Ruckus v Coming Out Bi 7 (Cal Vista/Metro/Pulse), Natalie Mars, Ella Nova, Ricky Larkin a Wesley Woods v Free for All (WhyNotBi.com), Lisey Sweet, Colby Jansen a Wolf Hudson v Pool Boys (BiPhoria)
Ceny publika:
Nejoblíbenější webcam performer (Favorite Cam Guy)
Callum and Cole
Nejoblíbenější tělo (Favorite Body)
Blake Mitchell
Nejoblíbenější penis (Favorite Cock)
Calvin Banks
Nejoblíbenější zadek (Favorite Butt)
Beaux Banks
Nejoblíbenější pasiv (Favorite Bottom)
Rourke
Nejoblíbenější aktiv (Favorite Top)
Zilv Gudel
Nejoblíbenější dominant (Favorite Dom)
Rourke
Nejoblíbenější „twink“ (Favorite Twink)
Joey Mills
Nejoblíbenější „bear“ (Favorite Bear)
Teddy Torres
Nejoblíbenější „taťka“ (Favorite Daddy)
Rocco Steele
Nejoblíbenější FTM hvězda (Favorite FTM Star)
Billy Vega
Hvězda sociálních sítí (Social Media Star)
Armond Rizzo
Nejatraktivnější nováček (Hottest Newcomer)
Rhyheim Shabazz
[ zpět nahoru ]

### 2021
V tomto ročníku nebyl nikdo uveden do síně slávy, vznikla však nová kategorie mezi cenami publika: GayVN Star of the Year. V této oblasti také přibyl nejoblíbenější webcam pár. V hlavních kategoriích pak přibyla nejlepší karanténní scéna, odkazující na omezení kontaktu v souvislosti s pandemií covidu-19. Vyhlášení cen se uskutečnilo 18. ledna 2021. Nominováni a oceněni byli:
Nejlepší hraný film (Best Feature)
A Murdered Heart (NakedSword)
Nominace: Blood Moon: Timberwolves 2 (Raging Stallion), Califuckinfornia (Falcon), The Gay Simple Life (Naked Sword), Happy Campers (Helix), Hollywood & Vine (CockyBoys), Journeys – Season Two (Himeros.tv), The Lake House (Helix), Love Thy Neighbor (Icon Male), A Murdered Heart (NakedSword), Rise of the Sirens (Men.com), Scared Stiff 2: The Amityville Whore (NakedSword), Sin City (Noir Male), A Tale of Two Cock Destroyers (Men.com), Therapy Dick (Pantheon Productions), What’s Gotten Into Him? (Masqulin.com)
Nejlepší výhradně sexuální film (Best All-Sex Movie)
Summer Loves (BelAmi)
Nominace: A is for Alpha (CockyBoys), Bare: Big Dicks and Bubble Butts (NakedSword), Bareback Shooters (Kristin Bjorn), Black Magik (Fuck Champ Robinson), Blue Collar Dads (Pantheon Productions), Cake Shop (Raging Stallion), Dad’s Bareback Collision Shop (Dragon Media), Dear Friend (Lukas Kazan Productions), Elder Dial Vol. 1 (Missionary Boys), Folsom Sex Party (Skyn Men), Hot Boy Summer (Raw Fuck Club), Inside Helix (Helix), Summer Loves (BelAmi), Tom of Finland: Master Cut (Men.com), Uncle Drew (Trailer Trash Boys)
Nejlepší režisér – hraný film (Best Director – Feature)
Jake Jaxson a RJ Sebastian za Hollywood & Vine (CockyBoys)
Nominace: Steve Cruz za Blood Moon: Timberwolves 2 (Raging Stallion), Antoine Lebel za Californian Drift (French-Twinks.com), Tony Dimarco za Califuckinfornia (Falcon), mr. Pam za The Gay Simple Life (NakedSword), Alex Roman za Happy Campers (Helix), Jake Jaxson a RJ Sebastian za Hollywood and Vine (CockyBoys), Trenton Ducati a Jasun Mark za Hot House Flippers (Hot House), Matthew Lynn za Journeys – Season Two (Himeros.tv), Max Carter za The Lake House (Helix), Marc MacNamara za A Murdered Heart (NakedSword), Chi Chi LaRue a mr. Pam za Scared Stiff 2: The Amityville Whore, Chi Chi LaRue za Sin City (Noir Male), Alter Sin za A Tale of Two Cock Destroyers (Men.com), Brian Davilla za Therapy Dick (Pantheon Productions), Pierce Paris a Ben Rush za What’s Gotten Into Him? (Masqulin.com)
Nejlepší režisér – ostatní (Best Director – Non-Feature)
Steve Cruz za Cake Shop (Raging Stallion)
Nominace: Jake Jaxson a R.J. Sebastian za A is for Alpha (CockyBoys), mr. Pam za Bare: Big Dicks and Bubble Butts (NakedSword), Kristin Bjorn za Bareback Shooters (Sarava Productions/Kristin Bjorn), Champ Robinson za Black Magik (Fuck Champ Robinson), Luke Hamill za Blond Ambition (Lukas Ridgeston/BelAmi), Brian Davilla za Blue Collar Dads (Pantheon Productions), Steve Cruz za Cake Shop (Raging Stallion), Rocco Steele za Dad’s Bareback Collision Shop (Dragon Media), Ettore Tosi za Dear Friend (Lukas Kazan Productions), Nick Moretti za Folsom Sex Party (Skyn Men), Sebastian Keys za Homo Alone Parts 1 & 2 (Kink.com), David Eck (Ecksmen) za Hot Boy Summer (RawFuckClub), Alex Roman & Casey Roman za Inside Helix (Helix), Bruce LaBruce, Matt Lambert, Terry Miller, Francois Sagat, Scavenger Hunt Studios a Alter Sin za Tom of Finland: Master Cut (Men.com), Trenton Ducati a Anthony Duran za Uncle Drew (Trailer Trash Boys)
Nejlepší herec (Best Actor)
Angel Rivera v A Murdered Heart (NakedSword)
Nominace: Beaux Banks v Rise of the Sirens (Men.com), Calvin Banks v The Gay Simple Life (NakedSword), Dante Colle v Scared Stiff 2: The Amityville Whore (NakedSword), Drew Dixon v What’s Gotten Into Him? (Masqulin.com), Andre Donovan v Journeys – Season Two (Himeros.tv), DeAngelo Jackson v Sin City (Noir Male), Trevor Harris v Happy Campers (Helix), Devin Holt v The Lake House (Helix), Tristan Hunter v My Best Friend’s Dad (Icon Male), Nico Leon v Hollywood and Vine (CockyBoys), Drake Masters v Timberwolves 2: Blood Moon (Raging Stallion), Josh Moore v Califuckinfornia (Falcon), Johnny Rapid v A Tale of Two Cock Destroyers (Men.com), Taylor Reign v Love Thy Neighbor (Icon Male), Angel Rivera v A Murdered Heart (NakedSword)
Nejlepší herec ve vedlejší roli (Best Supporting Actor)
Sharok v Blood Moon: Timberwolves 2 (Raging Stallion)
Nominace: Josh Brady v Happy Campers (Helix), Matthew Camp v Rise of the Sirens (Men.com), Dillon Diaz v Sin City (Noir Male), Tayte Hanson v Hollywood and Vine (CockyBoys.com), Avery Jones v Hollywood and Vine (CockyBoys.com), Garrett Kinsley v The Lake House (Helix), JJ Knight v A Tale of Two Cock Destroyers (Men.com), Ty Mitchell v A Murdered Heart (NakedSword), Pierce Paris v What’s Gotten Into Him? (Masqulin.com), Dakota Payne v Love They Neighbor (Icon Male), Adam Ramzi v Journeys – Season Two (Himeros.tv), Diego Sans v The Fab 3: A Gay XXX Parody (Men.com), Dan Saxon v Califuckinfornia (Falcon), Logan Stevens v Uncle Randy (Icon Male), Sharok v Blood Moon: Timberwolves 2 (Raging Stallion)
Účinkující roku (Performer of the Year)
DeAngelo Jackson
Nominace: Josh Brady, Dillon Diaz, Drew Dixon, Nate Grimes, Adrian Hart, DeAngelo Jackson, Tim Kruger, Skyy Knox, Max Konnor, Cade Maddox, Angel Rivera, Drew Sebastian, Sharok, Zario Travezz, Cutler X
Nejlepší nováček (Best Newcomer)
Brock Banks
Nominace: Austin Avery, Brock Banks, Chris Damned, Romeo Davis, Kane Fox, Cain Marko, Diego Mattos, Jake Nicola, Sir Peter, Seth Peterson, Colton Reece, Santiago Rodriguez, Devin Trez, Luke Truong, Wade Wolfgar
Nejlepší skupinová scéna (Best Group Sex Scene)
Riley Finch, Johnny Hands, Jacob Hansen, Garrett Kinsley, Travis Stevens a Ashton Summers v Inside Helix (Helix Studios)
Nominace: Axel Abysse, ω, Dragonball, Morgan Eiffel, Claude Franck, Godemec, Travis Hamilton, Intothewildparis, Alex Mount, Phoenix69005, Reibay, Tivaparis a Valens08X v Abyssal Gang Bang (AxelAbysse.com), Drew Dixon, Leo Forte, Micah Martinez, Champ Robinson a Roberto Zuniga v Breeding Vegas (FuckChampRobinson.com), CJ, Ray Diesel, Drew Dixon, Italo Gang, Atlas Grant, Christian King, Alex Magnum a Manuel Scalco v Father & Son Secrets: Roman Orgy (Dragon Media), Jason Bacall, Kieran Benning, Bastian Dufy a Eluan Jeunet v Freshman Bootcamp 183 (Freshmen.net/BelAmi), Riley Finch, Johnny Hands, Jacob Hansen, Garrett Kinsley, Travis Stevens a Ashton Summers v Inside Helix (Helix), Donnie Argento, Boomer Banks, Cain Marko, Zario Travezz a Jack Vidra v Jack Vidra Gang Bang (Raw Fuck Club), Tim Kruger, Diego Mattos, Maksim Orlov a John Thomas v John’s Triple DP (Timtales.com), Jacob Hansen, Brian Gibson, Garrett Kinsley, Jace Myers a Devin Holt v The Lake House (Helix), Ace Quinn, Ethan Chase, Manuel Skye, Teddy Torres a Rocky Vallarta v Live for Christmas (Masqulin.com), Axel, Emi, Tommy a Walter v Numero 104 (LatinLeche.com), Zack Acland, Jack Andy, Jace Chambers, Ray Diesel, Sean Duran, Deviant Otter, Vic Rocco a Rogue Status v Pig Week Sex Party (Skyn Men), Ryan Carter, Casey Everett, Link Parker a Drew Sebastian v Stepdad’s Poker Night (Icon Male), Bar Addison, Greg McKeon, Marcus Rivers a Dale Savage v Stepgramp’s Toys (FamilyDick.com), Johnny Rapid, JJ Knight, Ty Mitchell a Joey Mills v A Tale of Two Cock Destroyers (Men.com), Matthew Camp, DeAngelo Jackson, Ricky Roman a River Wilson v Tom of Finland: Service Station (Men.com)
Nejlepší „trojková“ scéna (Best Three-Way Sex Scene)
Donnie Argento, Jake Nicola a Sharok v Cake Shop (Raging Stallion)
Nominace: Ethan Metz, Alex Roman a Tim Kruger v Alex Roman DP Session (Timtales.com), Andy Onassis, Santiago Rodriguez a Andy Star v Bareback Shooters (Sarava Productions/Kristen Bjorn), Dylan Hayes, Cade Maddox a Josh Moore v Bro Buddies (Falcon), Donnie Argento, Jake Nicola a Sharok v Cake Shop (Raging Stallion), Carter Dane, Alex Mecum a Manuel Skye v Double Penetration (CockyBoys), Josh Brady, Kane Fox a Seth Peterson v Happy Campers (Helix), Jason Bacall, Bart Cuban a Hoyt Kogan v Hoyt, Jason & Bart (BelamiOnline.com), Brian Gibson, Jacob Hansen a Garrett Kinsley v The Lake House (Helix), Calix Rivera, Drew Sebastian a Zario Travezz v My Stepson’s Buddy (Icon Male), Archie, Manny a Nixon v Nixon, Archie & Manny (SeanCody.com), Devin Trez, Cutler X a Jacen Zhu v Sword Fight (CutlersDen.com), Mitch Matthews, Michael Mission a Vander Pulaski v Tag Team RAW (ChaosMen.com), Ty Mitchell, Joey Mills a DeAngelo Jackson v Top of the Fair Ass Wheel (Men.com), Cali, Aaron Reese a Armond Rizzo v When the Wife’s Away (NoirMale.com), Angel Rivera, Aiden Ward a Marcus Young v Winner Gets All (GuysinSweatpants.com)
Nejlepší párová scéna (Best Duo Sex Scene)
Rhyheim Shabazz a Sean Zevran v Big Dicks Going Deep (CockyBoys)
Nominace: Dakota Payne a Dalton Riley v Back Alley Cruising (NextDoorStudios.com), Rhyheim Shabazz a Sean Zevran v Big Dicks Going Deep (CockyBoys), Boomer Banks a Drew Sebastian v Boomer + Drew Sebastian Flip Fuck (RawFuckClub.com), Cade Maddox a Zario Travezz v Dirty Doctor (Hot House), Chino Blac a Cutler X v Hella Thick (CutlersDen.com), DeAngelo Jackson a Alam Wernik v Insomnia (NoirMale.com), Archie a Jax v Jax & Archie (SeanCody.com), Corbin Colby a Jacob Hansen v King Corbin (HelixStudios.net), Adam Ramzi a Vander Pulaski v Loaded: Muscle Fuck! (Raging Stallion), Nate Grimes a Dale Savage v Lazy Afternoon (Men.com), Jessy Ares a Johnny Hazzard v A Murdered Heart (NakedSword), Clark Davis a Nick Fitt v Stepdad’s Poker Night (Icon Male), Tim Kruger a Dean Young v Tim Kruger Fucks Dean Young (TimTales.com), Miller Axton and RJ Dumont v Miller and RJ Flip Fuck (GuysinSweatpants.com), Michael Del Ray a Dillon Diaz vWhat’s Gotten Into Him? (Masqulin.com)
Nejlepší fetišistická scéna (Best Fetish Scene)
Dirk Caber, Nate Grimes, Jaxx Thanatos a Kurtis Wolfe v Tom of Finland: Leather Bar Initiation (Men.com)
Nominace: Brock Banks a Mateo Vice v A is for Alpha (CockyBoys), Zak Bishop a Sharok v Bound Initiation (BoundGods.com/Kink.com), Lucas Leon a Devin Trez v Case #1910072-04 (YoungPerps.com), Skyy Knox a Mateo Zagal v Fucking Raise (MenAtPlay.com), Dirk Caber, Jack Dyer a Vander Pulaski v Homo Alone, Part One (BoundGods.com/Kink.com), Colby Chambers, Mickey Knox a Ty Mitchell v The Heroes We Need (ColbyKnox.com), Marco Napoli a Joel Someone v President Lewis: Reunion (MissionaryBoys.com), Michael Boston a Bo Sinn v Raw Understall (Bromo.com), Jake Nicola a Vince Parker v Rest Stop (RagingStallion.com), Luke Truong a Cutler X v Skull Fucker (CutlersDen.com), Devin Franco a Drew Sebastian v Submission Prison (Fetish Force/Raging Stallion), Caged Jock, Duncan Ku a Tyler Slater v Suit and Tied: Submission (PeterFever.com), Max Konnor a Dominic Pacifico v Super Milker (Kink.com/MenOnEdge.com), Dirk Caber, Nate Grimes, Jaxx Thanatos a Kurtis Wolfe v Tom of Finland: Leather Bar Initiation (Men.com), Sebastian Keys, Chance Summerlin a Zario Travezz v Zario Travezz: Bound, Shocked, Fucked & Edged (Kink.com/MenOnEdge)
Nejlepší bisexuální scéna (Best Bi Sex Scene)
Maya Bijou, Dante Colle a Kaleb Stryker v The Elevator Goes Both Ways (WhyNotBi.com)
Nominace: Michael DelRay, Johnny Hill a Lauren Phillips v Bisexual Vol. 1 (Evil Angel), Dante Colle, Keira Croft, Michael DelRay, Dillon Diaz, Lance Hart, Johnny Hill, Wolf Hudson, Mason Lear, Draven Navarro, Belle O'Hara, Charlie Patterson a Febby Twigs v Cheaper Bi the Dozen (BiPhoria), Lance Hart, Mason Lear a Silvia Saige v Coming Out Bi 12 (Cal Vista/Metro/Pulse), Maya Bijou, Dante Colle a Kaleb Stryker v The Elevator Goes Both Ways (WhyNotBi.com), Rae Lil Black, Thomas Friedl a Jeffrey Lloyd v Men for the Maneater (WhyNotBi.com)
Nejlepší karanténní scéna (Best Quarantine Sex Scene)
Sean Ford a Angel Rivera v Lips Together, 6 Feet Apart (CockyBoys)
Nominace: Dillon Diaz v Dillon Diaz: Uses Leather Gloves to Stretch His Hole and Milk His Cock (Kink.com), Sean Ford a Angel Rivera v Lips Together, 6 Feet Apart (CockyBoys.com), Kayden Gray a Oliver Hunt v Man Behind the Suit (Himeros.tv), Max Konnor v Max Konnor is So Fucking Horny for You (Kink.com), Josh Moore v Naked Baking with Josh Moore (Falcon.com), Max Adonis a Boomer Banks v The Package (RagingStallion.com), Beaux Banks, Bruce Beckham, Marc MacNamara, Riley Mitchel a Dakota Payne v PLAY: Lions, Tigers and Bears (NakedSword.com), Skyy Knox v Pumped with Skyy Knox (Falcon.com), Calvin Banks, Dante Colle, Johnny Hill, Luis Rubi, Rhyheim Shabazz a Elijah Wilde v Remote Control: Episode 5 (Men.com), Pierce Paris a Mickey Taylor v Remote Robot Fuck (ManUpFilms.com), Casey Everett v Stay Home Casey (Kink.com), Justin Matthews v Stroking in the Woods with Justin (NextDoorStudios.com), Troy Accola, Ray Dexter, Clark Lewis a Wes Myers v The Sum of Our Parts (Himeros.tv), Charlie Harding a Tony Zucchero v Through the Glass (Himeros.tv), Jake Nicola a Wade Wolfgar v Wank From Home (Raging Stallion)
Ceny publika:
Nejoblíbenější webcam performer (Favorite Cam Guy)
Max Konnor
Nejoblíbenější webcam pár (Favorite Camming Couple)
Jacob & Harley
Nejoblíbenější tělo (Favorite Body)
Alex Mecum
Nejoblíbenější penis (Favorite Cock)
Cade Maddox
Nejoblíbenější zadek (Favorite Butt)
Alam Wernik
Nejoblíbenější pasiv (Favorite Bottom)
Rourke
Nejoblíbenější aktiv (Favorite Top)
Austin Wolf
Nejoblíbenější dominant (Favorite Dom)
Zilv Gudel
Nejoblíbenější „twink“ (Favorite Twink)
Austin L. Young
Nejoblíbenější „bear“ (Favorite Bear)
Teddy Torres
Nejoblíbenější „taťka“ (Favorite Daddy)
Rocco Steele
Nejoblíbenější FTM hvězda (Favorite FTM Star)
Trip Richards
Hvězda sociálních sítí (Social Media Star)
Joey Mills
Nejatraktivnější nováček (Hottest Newcomer)
Seth Peterson
Hvězda roku (GayVN Star of the Year)
Camran Mac
[ zpět nahoru ]

### 2022
Ceny byly uděleny ve 14 základních a 14 fanouškovských kategoriích, všechny stabilní kategorie byly zachovány, bylo jen upuštěno od loňské mimořádně udílené nejlepší karanténní scény. Vyhlašování proběhlo prostřednictvím živě vysílaného přenosu 19. ledna 2022. Nominováni a oceněni byli:
Síň slávy (GayVN Hall of Fame)
Howard Andrew, FabScout Entertainment
Nejlepší hraný film (Best Feature)
Return to Helix Academy Parts 1 & 2 (Helix Studios)
Nominace: Best Sex Ever (NakedSword), Caught Raw-Handed (Masqulin.com), FBI: Frisky Boys Investigation (French-Twinks.com), The Last Course (Disruptive Films), Let’s Hit It (Helix), Making the Grade (Falcon), Painful Love (Icon Male), Return to Helix Academy Parts 1 & 2 (Helix), The Territory (Raging Stallion), (Un)Lucky in Love (CockyBoys)
Nejlepší výhradně sexuální film (Best All-Sex Movie)
Fuck Me I'm Famous (BelAmi/TLAGay)
Nominace: The Cabin (SeanCody.com), Dads Trip (Pantheon Productions), Deep Thrusts (Kristen Bjorn/Sarava Productions), Every(BODY) (NakedSword), Fuck Me I’m Famous (BelAmi/TLAgay), Fun Size CockyBoys (CockyBoys), Into the Woods (Falcon), L.A. Raw (Fuck Champ Robinson/VisionX/Pulse Media), A Man in Uniform (Icon Male), Man Power (RawFuckClub/Dark Alley Media), Monsieur Sagat (Alter Sin/TLAgay), Rocco Steele’s Door Open Ass Up Motel (Dragon Media), Scrum (Raging Stallion), Sweat it Out (Next Door Studios), Too Big to Handle (Noir Male)
Nejlepší režisér – hraný film (Best Director – Feature)
Alex Roman za Return to Helix Academy Parts 1 & 2 (Helix Studios)
Nominace: Trenton Ducati a Jasun Mark za Capitol Affairs (Hot House), Pierce Paris a Ben Rush za Caught Raw-Handed (Masqulin.com), Antoine Lebel a Francois Chagall za FBI: Frisky Boys Investigation (French-Twinks.com), Bree Mills za The Last Course (Disruptive Films), Max Carter za Let’s Hit It (Helix), Steve Cruz za Making the Grade (Falcon), Ricky Greenwood za Painful Love (Icon Male), Alex Roman za Return to Helix Academy Parts 1 & 2 (Helix), Marc MacNamara za The Territory (Raging Stallion), Jake Jaxson a R.J. Sebastian za (Un)Lucky in Love (CockyBoys)
Nejlepší režisér – ostatní (Best Director – Non-Feature)
Steve Cruz a Leo Forte za Born to Porn (Falcon Studios)
Nominace: Steve Cruz za Born to Porn (Falcon), Brian Davilla za Dads Trip (Pantheon Productions), Carlos Caballero za Deep Thrusts (Kristen Bjorn/Sarava Productions), Marc MacNamara za Every(BODY) (NakedSword), Jake Jaxson a R.J. Sebastian za Fun Size CockyBoys (CockyBoys), Marty Stevens za Fuck Me I’m Famous (BelAmi/TLAgay), Raph North a Iza Elle za Into the Woods (Falcon), Ryan Stanford za L.A. Raw (Fuck Champ Robinson/Vision X/Pulse Media), Ricky Greenwood za A Man in Uniform (Icon Male), David Eck (Ecksmen) za Man Power (RawFuckClub/Dark Alley Media), Rocco Steele za Rocco Steele’s Door Open Ass Up Motel (Dragon Media), Tony Dimarco za Scrum (Raging Stallion), Trenton Ducati, Anthony Duran a Jasun Mark za Snake Your Pipes (Trailer Trash Boys), Conrad Parker a Walden Woods za Sweat It Out (Next Door Studios), Chi Chi LaRue za Tales From the Locker Room 2 (Falcon)
Nejlepší herec v hlavní roli (Best Leading Actor)
Michael DelRay v The Last Course (Disruptive Films)
Alex Riley v Return to Helix Academy Parts 1 & 2 (Helix Studios)
Nominace: Johnny B v Don’t Tell My Wife 2 (Icon Male), Cole Conner v Making the Grade (Falcon), Paul Delay v FBI: Frisky Boys Investigation (French-Twinks.com), Michael DelRay v The Last Course (Disruptive Films), Andre Donovan v The Territory (Raging Stallion), Casey Everett v Painful Love (Icon Male), Tayte Hanson v (Un)Lucky in Love (CockyBoys), Trevor Harris v Return to Helix Academy Parts 1 & 2 (Helix), Devin Holt v A Halloween Story (Helix), Tristan Hunter v Work From Home (Falcon), Garrett Kinsley v Let’s Hit It (Helix), Dominic Pacifico v A Stepbrother’s Obsession 2 (Icon Male), Alex Riley v Return to Helix Academy Parts 1 & 2 (Helix), Adam Russo v Caught Raw-Handed (Masqulin.com), Roman Todd v Best Sex Ever (NakedSword)
Nejlepší herec ve vedlejší roli (Best Supporting Actor)
Dante Colle v The Last Course (Disruptive Films)
Nominace: Brock Banks v (Un)Lucky in Love (CockyBoys), Michael Boston v Caught Raw-Handed (Masqulin.com), Beau Butler v The Territory (Raging Stallion), Lucas Bouvier v FBI: Frisky Boys Investigation (French-Twinks.com), Josh Brady v A Return to Helix Academy 2 (Helix), Lance Charger v Painful Love (Icon Male), Dante Colle v The Last Course (Disruptive Films), Dillon Diaz v Making the Grade (Falcon), Andre Donovan v Best Sex Ever (NakedSword), Colby Jansen v Don’t Tell My Wife 2 (Icon Male), Max Konnor v Work From Home (Falcon), Dakota Payne v The Last Course (Disruptive Films), Seth Peterson v Stealing Hearts (Helix), Adam Ramzi v Daddy’s Weekend (Icon Male), Chase Williams v Let’s Hit It (Helix)
Účinkující roku (Performer of the Year)
Max Konnor
Nominace: Brock Banks, Josh Brady, Colby Chambers, Dante Colle, Chris Damned, Dillon Diaz, Adrian Hart, Max Konnor, Cade Maddox, Dakota Payne, Sir Peter, Manuel Skye, Roman Todd, Devin Trez, Cutler X
Nejlepší nováček (Best Newcomer)
Cole Connor
Nominace: Sean Austin, Jack Bailey, Beau Butler, Roxas Caelum, Cole Connor, Gustavo Cruz, Malik Delgaty, Felix Fox, Troye Jacobs, Max Lorde, Manuel Reyes, Ty Santana, Cody Seiya, Jake Waters, Isaac X
Nejlepší skupinová scéna (Best Group Sex Scene)
Boomer Banks, Damaged Bottom, Romeo Davis, Drew Dixon, Sean Duran, Owen Hawk, Jake Nicola, Vince Parker, Chandler Scott, Tyler Roberts, Aaron Trainer a Zario Travezz v All Star Orgy (RawFuckClub.com)
Nominace: Boomer Banks, Damaged Bottom, Romeo Davis, Drew Dixon, Sean Duran, Owen Hawk, Jake Nicola, Vince Parker, Chandler Scott, Tyler Roberts, Aaron Trainer a Zario Travezz v ’’All Star Orgy (RawFuckClub.com), Chris Damned, Marco Napoli, Drew Sebastian a Joel Someone v The Arborists (Part 2) (Masqulin.com), Devy, Josh, Justin, Sean a Cody Seiya v The Cabin (Episode 4) (SeanCody.com), Colby Chambers, Blake Dyson, Jake Harding, Levi Hatter, Troye Jacobs, JJ Jakobs, Mickey Knox a Jack Valor v A ColbyKnox Christmas (ColbyKnox.com), Franklin Acevedo, Nano Maso, Oskar, Abel Sanztin a Valentino Sistor v Four Banger (CorbinFisher.com), Dane, Kyler, Rocky a Roman v Fiesta de Pollones (Timtales.com), Kane Fox, Jacob Hansen, Garrett Kinsley, Seth Peterson, Dallas Preston, Levi Rhodes a Travis Stevens v Helix Academy Wrestling: Chapter 6 (Helix), Donnie Argento, Jake Morgan, Marco Napoli, Jake Nicola, Vince Parker, Dale Savage, Drew Sebastian, Joel Someone a Jack Vidra v LAPD: Los Angeles Police Dads’’ (Dragon Media), Michael Boston, Dante Colle, Chris Damned, Michael DelRay, Jim Fit, Johnny Ford a Dakota Payne v The Last Course’’ (Disruptive Films), Romeo Davis, Sean Duran, Owen Hawk a Luke Truong v Luke's Bareback Beatdown (RawFuckClub.com), Eric Charming, Cole Connor, Dillon Diaz a Shae Reynolds v Making the Grade’’ (Falcon), Jack Bailey, Dillon Diaz, Andre Donovan a Peyton Key v Political Party Bottom (Himeros.tv), Zak Bishop, Des Irez, Jessie Lee a Jeremy Vuitton v Sauna Nights’’ (PeterFever.com), Avatar Akyia, Atlas Grant, Rocky Maximo, Riley Mitchel a Champ Robinson v Stuffed (VisionXFlix.com/FuckChampRobinson.com), Drew Dixon, Joe Gillis, Sir Peter a Diego Reyes v X-Mas Eve Boardroom Play (MenAtPlay.com)
Nejlepší „trojková“ scéna (Best Three-Way Sex Scene)
Trent King, Skyy Knox a Derek Thibeau v Into the Woods (Falcon Studios)
Nominace: Mr. Cali, Derek Cline a Champ Robinson v ’’Big Dick Attack (VisionXFlix.com/FuckChampRobinson.com), Romeo Davis, Robert Royal a Andy Star v Double Cocked (Fuckermate.com), Elian, Kyler a Noah v Double Penetrating Noah (CorbinFisher.com), Brock Banks, Tannor Reed a Sharok v Fun Size CockyBoys’’ (CockyBoys), Zak Bishop, Dakota Payne a Kyle Wyncrest v Gym Sluts (NextDoorStudios.com), Trent King, Skyy Knox a Derek Thibeau v Into the Woods’’ (Falcon), Dillon Diaz, Adrian Hart a Joey Mills v Layover My Dick (Part 3) (Men.com), August Alexander, Sean Duran a Leo Forte v Leo Forte Tag Team (RawFuckClub.com), Josh Brady, Riley Finch a Travis Stevens v Return to Helix Academy 2’’ (Helix), Beau Butler, Max Konnor a Colton Reece v Tales From the Locker Room 2’’ (Falcon), Damien Cruz, Dan Evans a Evan Knox v Sharing is Caring (GuysinSweatpants.com), Skyy Knox, Tim Kruger a Tian Tao v Skyy Knox DP Session (Timtales.com), Dillon Diaz, Zeno Rey a Devin Trez v Start of the Summer (NoirMale.com), Jay Alexander, Roxas Caelum a Devin Trez v Stop Drop & Roll (CutlersDen.com), Diego Reyes, Dani Robles a Manuel Skye v Threeway Celebration (MenAtPlay.com)
Nejlepší párová scéna (Best Duo Sex Scene)
Aiden Ward a Jacen Zhu (CockyBoys.com)
Nominace: Aiden Ward a Jacen Zhu v ’’Aiden Ward & Jacen Zhu (CockyBoys.com), Boomer Banks a Seamus O’Reilly v Daddy’s House 2’’ (RawFuckClub/Dark Alley Media), Dale a Cody Seiya v Dale & Cody: Bareback (SeanCody.com), Diego Mattos a Dean Young v Diego Mattos fucks Dean Young (Timtales.com), Jayden Marcos a Carter Woods v Fraternity Fantasies: I Won't Tell If You Don't (NextDoorStudios.com), Sean Austin a Sir Peter v Hard, Long and Bare (Fuckermate.com), Adrian Hart a DeAngelo Jackson v Hooking Up With DeAngelo Jackson (Men.com), Tristan Hunter a Cade Maddox v Let’s Get Quenched’’ (Falcon), Dillon Diaz a Jake Waters v Making the Grade’’ (Falcon), Francois Sagat a Manuel Skye v Monsieur Sagat’’ (Alter Sin/TLA Gay), Eli Martinez a Cutler X v Pipehitter (CutlersDen.com), Trevor Harris a Alex Riley v Return to Helix Academy Part 1’’ (Helix), Felix Fox a Paul Wagner v Sex Drive (Men.com), August Alexander a Armond Rizzo v Sous Le Chef (NoirMale.com), Skyy Knox a Jason Vario v Stripper (MenAtPlay.com)
Nejlepší fetišistická scéna (Best Fetish Scene)
Colby Chambers a Troye Jacobs v Scream - A ColbyKnox Parody (ColbyKnox.com)
Nominace: Levi Karter a Angel Rivera v ’’Boys in the Raw’’ (CockyBoys), Zak Bishop a Lance Charger v Daddy’s Boy (Kink.com), Johnny Hill a Christian Wilde v Daddy’s Delicious Man Meat (Part 1 & 2) (Kink.com), Gianni Maggio a Santiago Rodriguez v Getting Caught (Fuckermate.com), Cole Blue, Ian Levine a Legrand Wolf v Ian, Chapter 4: Follow-Up Visit (Fun-SizeBoys.com), Chris Damned a Devin Franco v Maniacal’’ (Fetish Force), Nate Grimes a Adam Ramzi v More Like This (Himeros.tv), Luca Ambrose, Josh Brady, Silas Brooks, Jeremy Hall, Jacob Hansen, Garrett Kinsley, Reece Jackson a Robin Moore v Pup Play (Part 5) (HelixStudios.com), Lucas Leon a Arad Winwin v The Return of Arad (Kink.com), Colby Chambers a Troye Jacobs v Scream - A ColbyKnox Parody (ColbyKnox.com), Trent Marx, Marco Napoli a Shae Reynolds v Spanked 10 Times (MissionaryBoys.com), Marco Napoli, Gabriel Phoenix a Manuel Skye v Trapped Mouse (Wrestlingmale.com), Brock Banks a Felix Fox v What’s Your Kink? 2’’ (CockyBoys), JJ Knight a Max Lorde v Work From Home’’ (Falcon), Dillon Diaz, Alpha Wolfe a Isaac X v Wrapped’’ (Fetish Force)
Nejlepší bisexuální scéna (Best Bi Sex Scene)
Draven Navarro, Joel Someone a Vanessa Vega v My Wife Found Out I'm Bi! (Devil’s Film)
Nominace: Dante Colle, Dillon Diaz a Zoe Sparx v ’’Bi-Opsy’’ (BiPhoria), Johnny Hill, Raven Right a Cesar Xes v Cobra Bi’’ (BiPhoria), Draven Navarro, Joel Someone a Vanessa Vega v My Wife Found Out I'm Bi!’’ (Devil’s Films), Penny Barber, Lucy Hart, Ruckus a Christian Wilde v Spooky Bisexual Afterlife (Part 4) (BiFuck.com), Finn Harding, McKenzie Lee a Pierce Paris v Stuck in the Middle (Men.com)
Ceny publika:
Nejoblíbenější webcam performer (Favorite Cam Guy)
Johnny Rapid
Nejoblíbenější webcam pár (Favorite Camming Couple)
Pablo and Sebas
Nejoblíbenější tělo (Favorite Body)
Cade Maddox
Nejoblíbenější penis (Favorite Cock)
Cade Maddox
Nejoblíbenější zadek (Favorite Butt)
Felix Fox
Nejoblíbenější pasiv (Favorite Bottom)
Devin Franco
Nejoblíbenější aktiv (Favorite Top)
Rhyheim Shabazz
Nejoblíbenější dominant (Favorite Dom)
Austin Wolf
Nejoblíbenější „twink“ (Favorite Twink)
Joey Mills
Nejoblíbenější „bear“ (Favorite Bear)
Beau Butler
Nejoblíbenější „taťka“ (Favorite Daddy)
LeGrand Wolf
Nejoblíbenější FTM hvězda (Favorite FTM Star)
Noah Way
Hvězda sociálních sítí (Social Media Star)
Chris Damned
Nejatraktivnější nováček (Hottest Newcomer)
Felix Fox
[ zpět nahoru ]

### 2023
V roce 2023 bylo vyhlášeno celkem 33 kategorií, přičemž o 18 z nich hlasovalo publikum. Nově byly oceňovány nejlepší krátké filmy a herci v nich. Publikum hlasovalo namísto kategorie Social Media Star ve třech nových kategoriích hodnotících tvůrce obsahu a ke kategoriím nejoblíbenějších aktivů a pasivů přibyl ještě verzatil. Nominováni a oceněni byli:
Síň slávy (GayVN Hall of Fame)
Sister Roma
Nejlepší hraný film (Best Feature)
Ride or Die: Raw Deal/Hard Time (Raging Stallion)
Nominace: Body & Sol (Falcon), Briar Basin Ranch (Disruptive Films), Game On (CockyBoys), Get.Away. (NakedSword), Historias de Barcelona (TLAgay), Love Happens (CockyBoys), Norse Fuckers (Men.com), Ride or Die: Raw Deal/Hard Time (Raging Stallion), Unraveled (HelixStudios.com), Un-Romantic Getaway (Helix)
Nejlepší krátký hraný film (Best Featurette)
Under the Neon Sky (CockyBoys.com; Sean Ford & Leo Louis)
Nominace: Boy Lust 3 (MenAtPlay.com; Manuel Skye a Edward Terrant), Buying Time (DisruptiveFilms.com; Dante Colle a Dakota Payne), Devil May Cum (Men.com; Felix Fox, Adrian Hart a Jack Hunter), The Gift z Men’s Briefs (Falcon; Shane Cook, Tristan Hunter a Max Konnor), Give the Dog a Bone z Men’s Briefs (Falcon; Adrian Hart a Reign; Max Konnor non-sex), His Stepfather’s Footsteps (DisruptiveFilms.com; Calvin Banks, Chris Damned a Dale Savage), Interview Hotshots (ColbyKnox.com; Colby Chambers, Caleb Kent/Caleb Davis a Mickey Knox), My Military Parents z Daddy Dilemma 2 (IconMale.com; Jesse Bolton a Pierce Paris), Naughty Anniversary (HelixStudios.com; Silas Brooks a Garrett Kinsley), Only Sinners Self-Stimulate (MissionaryBoys.com/SayUncle.com; Jax Thirio a Luke Truong), Paramour (NextDoorStudios.com; Trevor Harris a Jayden Marcos; Brandon Anderson non-sex), The Real Sin City (Disruptive Films; Trevor Harris a Pierce Paris), Red Hot (HelixStudios.com; Noah Bentley a Josh Brady), Under the Neon Sky (CockyBoys.com; Sean Ford a Leo Louis), The Watchful Neighbor (NoirMale.com; Jordan Jameson a Zario Travezz)
Nejlepší výhradně sexuální film (Best All-Sex Movie)
BelAmi X Sean Cody (BelAmi/Sean Cody)
Nominace: Bad Daddies (Icon Male), BelAmi X Sean Cody (BelAmi/Sean Cody), Fraternity Fantasies: Members Only (Next Door Studios), Fuck Fest (VisionXFlix/Fuck Champ Robinson), Hit Me Up (CockyBoys), Magna Cum Load (Men.com), Meat Market 1 & 2 (RawFuckClub/Dark Alley Media), Men’s Briefs (Falcon), Palm Springs Getaway (SeanCody.com), Postcards From Brazil (PeterFever.com), Scrum: Go Big or Go Home (Hot House), Sensual Desires (Noir Male), Therapy Dick 2 (Pantheon Productions), Tight Fit (Kristen Bjorn), Wet 2: Heatwave (HelixStudios.com)
Nejlepší režisér – hraný film (Best Director – Feature)
Jake Jaxson a RJ Sebastian za Love Happens (CockyBoys)
Nominace: Max Carter za The Lake House: Arizona (Helix), Steve Cruz za Body & Sol (Falcon), Tony Dimarco za Ride or Die: Raw Deal/Hard Time (Raging Stallion), Jessica Jasmin, Siouxsie Q a Michael Vegas za Briar Basin Ranch (Disruptive Films), Jake Jaxson a RJ Sebastian za Love Happens (CockyBoys), Marc MacNamara za Get.Away. (NakedSword), mr. Pam za Next Stop Vegas (Disruptive Films), Pierce Paris a Ben Rush za Bred and Breakfast: The Come Inn (NakedSword), Max Carter a Alex Roman za Unraveled (HelixStudios.com), Alter Sin za Norse Fuckers (Men.com)
Nejlepší režisér – ostatní (Best Director – Non-Feature)
Boomer Banks, Steve Cruz, Leo Forte, Devin Franco a Max Konnor za Men’s Briefs (Falcon)
Nominace: Boomer Banks, Steve Cruz, Leo Forte, Devin Franco a Max Konnor za Men’s Briefs (Falcon), Carlos Caballero za Tight Fit (Kristen Bjorn), Gio Caruso za Making a Mess! (Pride Studios), Brian Davilla a Anthony Duran za Therapy Dick 2 (Pantheon Productions), Trenton Ducati za Inseam (Hot House), David Eck (F4G D4VID) za Meat Market 1 & 2 (RawFuckClub/Dark Alley Media), Iza Elle a Raph North za Skyy Riders (Falcon), Ricky Greenwood za Bad Daddies (Icon Male), Jake Jaxson a RJ Sebastian za Hit Me Up (CockyBoys), Nick Moretti za Court Martial: Silver Steele's 25 Soldier Gang Bang (Dragon Media), Conrad Parker a Walden Woods za Fraternity Fantasies: Members Only (Next Door Studios), Mike Quasar za Sensual Desires (Noir Male), Champ Robinson a E. Rex Sean za Fuck Fest (VisionXFlix/Fuck Champ Robinson), Max Carter a Alex Roman za Wet 2: Heatwave (HelixStudios.com), Alter Sin za BelAmi X Sean Cody (BelAmi/Sean Cody)
Nejlepší herec v hlavní roli (Best Leading Actor)
Cole Connor v Ride or Die: Raw Deal/Hard Time (Raging Stallion)
Nominace: Brock Banks v Love Happens (CockyBoys), Silas Brooks v Tech Support (HelixStudios.com), Beau Butler v Dirty 30 Bareback Birthday (Raging Stallion), Cole Connor v Ride or Die: Raw Deal/Hard Time (Raging Stallion), Dillon Diaz v Briar Basin Ranch (Disruptive Films), Felix Fox v Norse Fuckers (Men.com), Leo Grand v Game On (CockyBoys), Dann Grey v Historias de Barcelona (TLAgay), Asher Haynes v Un-Romantic Getaway (Helix), Bastian Karim v Historias de Barcelona (TLAgay), Draven Navarro v Next Stop Vegas (Disruptive Films), Seth Peterson v Unraveled (HelixStudios.com), Diego Sans v Get. Away. (NakedSword), Derek Shaw v Just Friends (HelixStudios.com), Dean Young v Body & Sol (Falcon)
Nejlepší herec v krátkém hraném filmu (Best Actor – Featurette)
Manuel Skye v Boy Lust 3 (MenAtPlay.com)
Nominace: Josh Brady v Red Hot (HelixStudios.com), Colby Chambers v Interview Hotshots (ColbyKnox.com), Dante Colle v Buying Time (DisruptiveFims.com), Andre Donovan v Back in Town (DisruptiveFilms.com), Trevor Harris v Paramour (NextDoorStudios.com), Adrian Hart v Give the Dog a Bone v Men’s Briefs (Falcon), Jordan Jameson v The Watchful Neighbor (NoirMale.com), Leo Louis v Under the Neon Sky (CockyBoys.com), Jayden Marcos v Paramour (NextDoorStudios.com), Pierce Paris v My Military Parents” v Daddy Dilemma 2 (IconMale.com), Seth Peterson v Just Called to Say I’m Sorry (HelixStudios.com), Adam Ramzi v The Stepfather 6 (Icon Male), Dalton Riley v Reconnecting (DisruptiveFims.com), Manuel Skye v Boy Lust 3 (MenAtPlay.com), Joel Someone v Shared Hobbies (PureTaboo.com)
Nejlepší herec ve vedlejší roli (Best Supporting Actor)
Max Konnor v Ride or Die: Raw Deal/Hard Time (Raging Stallion)
Nominace: Max Adonis v Love Happens (CockyBoys), Austin Avery v Love Happens (CockyBoys), Beau Butler v Get. Away. (NakedSword Originals), Dillon Diaz v Ride or Die: Raw Deal/Hard Time (Raging Stallion), Andre Donovan v Body & Sol (Falcon), Kane Fox v Game On (CockyBoys), Aiden Garcia v Just Friends (HelixStudios.com), Garrett Kinsley v Just Friends (HelixStudios.com), Max Konnor v Ride or Die: Raw Deal/Hard Time (Raging Stallion), Joshua Parks v Next Stop Vegas (Disruptive Films), Dakota Payne v Briar Basin Ranch (Disruptive Films), Sir Peter v Historias de Barcelona (TLAgay), Derek Shaw v Un-Romantic Getaway (Helix), Kai Taylor v Unraveled (HelixStudios.com), Dean Young v Norse Fuckers (Men.com)
Účinkující roku (Performer of the Year)
Roman Todd
Nominace: Brandon Anderson, Beau Butler, Dante Colle, Chris Damned, Dillon Diaz, Andre Donovan, Felix Fox, Adrian Hart, Tristan Hunter, Max Konnor, Jayden Marcos, Sir Peter, Seth Peterson, Roman Todd, Cutler X
Nejlepší nováček (Best Newcomer)
Drew Valentino
Nominace: Brogan, Nico Coopa, Dale (Jkab Ethan Dale), Devy, Grant Ducati, Daniel Evans, Dane Jaxson, Evan Knoxx, Andrew Miller, Reign, Jordan Starr, Kai Taylor, Drew Valentino, Alpha Wolfe, Tyler Wu
Nejlepší skupinová scéna (Best Group Sex Scene)
Asher, Bart Cuban, Deacon, Jim Durden, Tom Houston, Justin, Manny, Ashton Montana, Ethan O’Pry a Yannis Paluan v BelAmi X Sean Cody (BelAmi/Sean Cody)
Nominace: Kenzo Alvarez, Gabriel Clark, Tony D'Angelo, Darenger, Clark Delgaty, Malik Delgaty, Felix Fox, Markus Kage, Trent King, Skyy Knox a Paul Wagner v 10 Year Anniversary Gangbang (Men.com), Joseph Castlian, Damien Cruz, Danny Parker a Ty Santana v America the Beautiful (NextDoorStudios.com), Asher, Bart Cuban, Deacon, Jim Durden, Tom Houston, Justin, Manny, Ashton Montana, Ethan O’Pry a Yannis Paluan v BelAmi X Sean Cody (BelAmi/Sean Cody), Brandon Anderson, Dillon Diaz, Killian Knox, Blain O’Connor, Dakota Payne a Roman Todd v Briar Basin Ranch (DisruptiveFilms.com), Zain Alexander, Darwin Col, Archer Croft, Damien Crosse, Justyn Cruz, Ray Dalton, Scott Demarco, Jay Donahue, Felipe Duran, Sean Duran, Reuben Foxxx, Milan Gamiani, Kyle Hart, Blake Houston, Jake Lawrence, Rob Montana, Topher Paul, Adrian Rose, Jason Ryder, Seth Santoro, Jay Seabrook, Brayden St. James, Silver Steele, Alex Tikas a Aaron Trainer v Court Martial: Silver Steele's 25 Soldier Gang Bang (Dragon Media), Brian Bonds, Dillon Diaz, Champ Robinson a Jake Waters v Fuck Fest (VisionXFlix.com/Fuck Champ Robinson), Ray Dexter, Drew Dixon, Nico Nova a Tomik 9.5 v Holy Orders (Himeros.tv), Peter Annaud, Joel Birkin, Jack Harrer a Justin Saradon v Joel, Peter, Jack & Justin (BelAmiOnline.com), Michael Boston, Dillon Diaz, Lucca Mazzi, Jake Nicola, Vince Parker, Luke Truong a Jake Waters v Los Angeles Police Dads 2 (Dragon Media), Danny Ice, Levy Foxx, Alfonso Osnaya, Nic Sahara, Travis Yukarin a Zario Travezz v Massage Exchange Orgy (Part 1 & 2) (PeterFever.com), Boomer Banks, Owen Hawk, Jayden Jaxx, Cain Marko, Tyler Roberts, Tarzan Top a Jack Vidra v Meat Market 2 (Market Daze Orgy Part 1 & 2) (RawFuckClub/Dark Alley Media), Cole Connor, Luca del Rey, Devin Franco, Tristan Hunter, JJ Knight, Roman Todd, Tarzan Top a Drew Valentino v Scrum: Go Big or Go Home (Hot House), Tom Bentley, Cole Blue, Eric Charming, Matthew Figata a Jax Thirio v Tag Team 7: Watching the Game (TwinkTop.com/CarnalPlus), Mario Galeno, Oskar Ivan, Tim Kruger a Valentino Sistor v Tim's Fuckfest (Timtales.com), Noah Bentley, Josh Brady, Silas Brooks, Garrett Kinsley, Seth Peterson a Chase Williams v Wet 2: Heatwave (HelixStudios.com)
Nejlepší „trojková“ scéna (Best Three-Way Sex Scene)
Reese Jackson, Garrett Kinsley a Kai Taylor v How to Build a Perfect Threesome (HelixStudios.com)
Nominace: Lane Colten, Adrian Duvall a Mitch Matthews v 26 Inches of Dick (GuysinSweatpants.com), Sean Duran, Owen Hawk a Jason Luna v Breaking in Jason Luna (RawFuckClub.com), Johnny Donovan (Deacon), Felix Fox a Chris White v Double Stuffed (Part 3) (Men.com), Barron, Dylan a Roman v Dylan’s Fuck ’N Spin (CorbinFisher.com), Roxas Caelum, Julian Torres a Cutler X v Ecstacy (CutlersDen.com), Lane Colten, Michael Roman a Isaac X v Fucking a Third (NextDoorStudios.com), Magic Mike, Champ Robinson a Joel Someone v Greedy Fuck (VisionXFlix.com/Fuck Champ Robinson), Daniel Evans, Evan Knoxx a Caleb Manning v Hit Me Up (CockyBoys), Reese Jackson, Garrett Kinsley a Kai Taylor v How to Build a Perfect Threesome (HelixStudios.com), Valentin Amour, Tommy Dreams a Diego Mattos v L'amour à trois (Timtales.com), Devy, Kyle Fletcher a Liam Hunt v Puerto Vallarta Getaway (Part 1) (SeanCody.com), Tommy Bluezz, Adrian Hart a DeAngelo Jackson v Sexual Healing 5 (Noir Male), Brody Kayman, Myles Landon a Shae Reynolds v A Special Visit (FamilyDick.com/SayUncle.com), Des Irez, Zeno Rey a Drew Sebastian v A Stepbrother’s Obsession 3 (Icon Male), Beau Butler, Reign a Roman Todd v You Asked For It (NakedSword Originals)
Nejlepší párová scéna (Best Duo Sex Scene)
Leo Grand a Austin Wilde v Austin Breeds Leo (GuysinSweatpants.com)
Nominace: Leo Grand a Austin Wilde v Austin Breeds Leo (GuysinSweatpants.com), Jim Durden a Manny (Diego Daniels) v BelAmi X Sean Cody (BelAmi/Sean Cody), Cutler X a Isaac X v Black Cat (CutlersDen.com), Sir Peter a Dean Young v Body & Sol (Falcon), Dante Colle a Dale v Cirque Du SoGay (Men.com), Cade Maddox a Luke Truong v Falcon LIVE: 4 the Fans (Falcon), Brandon Anderson a Justin Matthews v Fuck or Fail (DisruptiveFilms.com), Calvin Banks a Taylor Reign v Full Service Flip-Fuck with Taylor & Calvin (ColbyKnox.com), Daniel Evans a Evan Knoxx v Raw Dickdown (CockyBoys), Rhyheim Shabazz a Elijah Zayne v Rhyheim Shabazz Fucks Elijah Zayne (Timtales.com), Dillion Diaz a Jake Waters v Sensual Desires / Vacation Rental (Noir Male), Jayden Marcos a Alex Tanner v Service Station: Blinker Fluid (NextDoorStudios.com), Kane Fox a Cody Seiya v Surrender (CockyBoys.com), Gustavo Cruz a Manuel Skye v Subordinate and Secret Lover (MenAtPlay.com), Seth Peterson a Kai Taylor v Unraveled (HelixStudios.com)
Nejlepší fetišistická scéna (Best Fetish Scene)
Pip Caulfield, Elio Chalamet, Christiano Cruzo, Hans Lagerfeld a Jarrod v BelAmi Bukkake (BelAmiOnline.com)
Nominace: Michael Boston, Dante Colle a Killian Knox v Bad Daddies / Locker Room Talk (Icon Male), Pip Caulfield, Elio Chalamet, Christiano Cruzo, Hans Lagerfeld, Jarrod Lanvin, Ashton Montana a Mario Texeira v BelAmi Bukkake (BelAmiOnline.com), Trent King a Skyy Knox v The Electrician (Masqulin.com/TheBroNetwork), Axel Abysse a Syusaku v The Experiment (AxelAbysse.com), Lawrence Morningstar a Eli Shaw v Flex (CutlersDen.com), Julian Brady, Elliot Finn, Evan Knoxx, Jayden Marcos a Justin Matthews v Fraternity Fantasies: Blindfolds & Bukakke (NextDoorStudios.com), Tom Bentley, Joshua Oaks a LeGrand Wolf v Fun Pack 10: Morning Wood (FunSizeBoys.com), Greyson Myles a Austin Wolf v Hit Me Up (CockyBoys), Chris Damned a Devin Franco v Inseam (Hot House), Beau Butler, Adrian Hart a Reign v Pinned (Fetish Force), Roman a Zander (Pax Perry) v Roman’s Sex Slave (CorbinFisher.com), Jack Bailey a Nico Nova v Rough Oral (Himeros.tv), Ho Vinh Khoa, Rhonee Rojas a Tyler Wu v Sex Cult (WuBoyz.com), Zak Bishop a Killian Knox v Tied Up for Torment (KinkMen.com), Sir Peter a Alan Vicenzo v Yes, Sir Peter, Sir! (MenAtPlay.com)
Nejlepší bisexuální scéna (Best Bi Sex Scene)
Dante Colle, Malik Delgaty a Haley Reed v CineCum (WhyNotBi.com)
Nominace: Vanna Bardot, Skye Blue, Drew Dixon, Sean Ford a Markus Kage v The Affairs of Lidia (Lust Cinema), Aliya Brynn, Hatler Gurius, Rose Lynn, Draven Navarro, Aften Opal, Chad Rexx a Joel Someone v Bi Pool Orgy (BiPhoria.com), Casey Calvert, Dillon Diaz a Jake Waters v Bisexual Vol. 2 (Evil Angel), Dante Colle, Malik Delgaty a Haley Reed v CineCum (WhyNotBi.com), Kenzo Alvarez, Laura Fox a Trent King v Double-Barreled Brojobs (WhyNotBi.com), Chris, Dylan a Kara (Jackie Ohh) v Dylan Has His Pick (CorbinFisher.com), Brock Bradley, Caleb Mills (Danny Parker) a Ivy Steele v Fat Virgin Booty (BiGuysFuck.com), Master Aaron, Glitz Berlin a Puck Ellington v Hold the Tip (XConfessions.com/Lust Productions), Michael DelRay, Pristine Edge a Pierce Paris v Husbands Teach Wives How to Take Dick (Devil's Film), Leon Foreman (Leon King), Yulissa Fox a Andy McBride v Leon Foreman Takes a Weapons Grade Cock from Andy McBride (BiGuysFuck.com), Theo Brady, Aften Opal a Reese Rideout v Part-time Sitter, Full-time Cocksucker (WhyNoyBi.com), Adriano, Kara (Jackie Ohh) a Rocky v Rocky & Adriano's Bi Fuck aneb Rocky & Kara Play Adriano (CorbinFisher.com/BiCollegeFucks.com), Eliza Eves, Colby Jansen a Joel Someone v Shared Hobbies (PureTaboo.com), Rodrigo Amor, Aria Banks a Draven Navarro v Take a Ride on the Bi Train (Devil’s Film), Johnny B, Liv Revamped a Alpha Wolfe v We Swing Both Ways 5 (Devil’s Film)
Ceny publika:
Nejoblíbenější webcam performer (Favorite Cam Guy)
Johnny Rapid
Nejoblíbenější webcam pár (Favorite Camming Couple)
Colby Chambers a Mickey Knox
Nejoblíbenější tělo (Favorite Body)
Austin Wolf
Nejoblíbenější penis (Favorite Cock)
Cade Maddox
Nejoblíbenější zadek (Favorite Butt)
Michael Boston
Nejoblíbenější pasiv (Favorite Bottom)
Beau Butler
Nejoblíbenější aktiv (Favorite Top)
Malik Delgaty
Nejoblíbenější verzatil (Favorite Versatile)
Roman Todd
Nejoblíbenější dominant (Favorite Dom)
Chris Damned
Nejoblíbenější „twink“ (Favorite Twink)
Joey Mills
Nejoblíbenější „bear“ (Favorite Bear)
Adam Russo
Nejoblíbenější „taťka“ (Favorite Daddy)
LeGrand Wolf
Nejoblíbenější FTM hvězda (Favorite FTM Star)
Austin Spears
Nejoblíbenější spolupráce mužských tvůrců (Favorite All-Male Creator Collab)
Christian Styles a Chris Damned
Nejoblíbenější tvůrčí webová hvězda (Favorite Creator Site Star)
Austin Wolf
Nejoblíbenější pornografický tvůrce (Favorite Porn Star Creator)
Cade Maddox
Nejatraktivnější nováček (Hottest Newcomer)
Drew Valentino
[ zpět nahoru ]

### 2024
Složení kategorií zůstalo oproti předchozímu roku víceméně stabilní. Ceny byly uděleny celkem ve 33 kategoriích, z nichž o 17 rozhodovalo hlasující publikum. Ceremoniál se uskutečnil v Resorts World v Las Vegas. Nominováni a oceněni byli:
Síň slávy (GayVN Hall of Fame)
Michael „Shante“ Youens (in memoriam)
Stuart Davis, provozní ředitel (COO) BelAmi
Nejlepší hraný film (Best Feature)
Overdrive (Raging Stallion)
Nominace: Dis-Connecting (Gay Angel Films/TLAVideo), Changes (Next Door Films/ASGMax.com), Cumming Home for Christmas (Falcon), For You, I Will (Disruptive Films/ASGMax.com), Guilty as Sin (Raging Stallion), Jake Jaxson’s Happy Endings (CockyBoys), Overdrive (Raging Stallion), The Professor (Gaycest.com/CarnalPlus.com), The Swords (NakedSword Originals), Silent Hill: Delirium (KinkMen.com)
Nejlepší krátký hraný film (Best Featurette)
Kinky Scenarios (Icon Male; Dante Colle & Jkab Ethan Dale)
Nominace: Accidental Pornstar (Men.com; Joey Mills a Colton Reece), An Executive Bargain (MenAtPlay.com; Justin Jett a Bastian Karim), Dexter: New Breed (ColbyKnox.com; Colby Chambers a Mickey Knox), Divergence (Parts 1 & 2) (Next Door Films & Disruptive Films/ASGMax.com; Derek Kage a Trevor Harris), Dixson (Himeros.tv; Michael Klashman a SaytrBoy), Military Insubordination (Forbidden Seductions/AdultTime.com; Jeremiah Cruze a Blain O'Connor), Good Rubber (Part 1) (Men.com; Dom King a Sam Ledger), Grand Canyon Hike with Dillon & Jake (LustCinema.com; Dillon Diaz a Jake Waters), Just 2 Curious (Next Door Films/ASGMax.com; Brandon Anderson, Jayden Marcos a Andrew Miller), Kinky Scenarios (Icon Male; Dante Colle a Jkab Ethan Dale), Lust Triangles: Coach's Coming Out (ModernDaySins.com / AdultTime.com; Blaze Austin, Dylan Hayes a Drew Sebastian), Marriage Material (Disruptive Films / ASGMax.com; Calvin Banks a Jayden Marcos), Third Wheel (BroNetwork; Braxton Cruz a Cody Seiya), Top Dad (ManRoyale.com / GayRoom.com; Reese Rideout a Jake Waters), The Wayfaring Stranger (CockyBoys.com; Daniel Evans a Sean Ford)
Nejlepší výhradně sexuální film (Best All-Sex Movie)
Deep Blue: A Greek Adventure (BelAmi)
Nominace: Boys Will Be Boys (CockyBoys.com/RandyBlue.com), Deep Blue: A Greek Adventure (BelAmi), Blame it on Rio (NakedSword X Rhyheim), Cocky Coach (Men.com), The Gaycation Mexico (PeterFever.com), International Scout Boys (ScoutBoys.com/Staxus.com/CarnalPlus.com), Kinky Scenarios (Icon Male), Make It Last (Hot House), Men of Action (Kristen Bjorn/Sarava Productions), Ripped 'n Raw in Rip City (CorbinFisher.com), Rough Enough? (CockyBoys), Seed City (RawFuckClub/Dark Alley Media), Service Station (Next Door Studios), Sexual Favors 3 (Noir Male), Three Can Play (Helix Studios)
Nejlepší režisér – hraný film (Best Director – Feature)
Tony Dimarco a Ben Rush za Guilty as Sin (Raging Stallion)
Nominace: Jeremy Babcock za Changes (Next Door Films/ASGMax.com), Steve Cruz a Ben Rush za Overdrive (Raging Stallion), Tony Dimarco a Ben Rush za Guilty as Sin (Raging Stallion), Foxtrot a Brian Fitzgibbons za The Professor (Gaycest.com/CarnalPlus.com), Jessica Jasmin, Siouxsie Q a Michael Vegas za For You, I Will (Disruptive Films/ASGMax.com), Jake Jaxson a RJ Sebastian za Jake Jaxson’s Happy Endings (CockyBoys), Janick Legrand a Raph North za Strong Suit (MenAtPlay.com/Raging Stallion), Marc MacNamara za The Swords (NakedSword Originals), Micah Martinez za Silent Hill: Delirium (KinkMen.com), Alter Sin za Dis-Connecting (Gay Angel Films/TLAVideo)
Nejlepší režisér – ostatní (Best Director – Non-Feature)
Jake Jaxson, Raphael Massicotte a RJ Sebastian za Boys Will Be Boys (CockyBoys.com/RandyBlue.com)
Nominace: Alternativa za Blame it on Rio (NakedSword X Rhyheim), Ryan Brian za Make it Last (Hot House), Gio Caruso za Obsessed With Big Cock (Pride Studios), Steve Cruz za Trade Show (Falcon), Brian Davilla za The Cumback (Pantheon Productions), Tony Dimarco za Sweat. Fuck. Repeat. (Raging Stallion), F4GS za Seed City (RawFuckClub/Dark Alley Media), Ricky Greenwood za Kinky Scenarios (Icon Male), Luke Hamill a Marty Stevens za Deep Blue: A Greek Adventure (BelAmi), Jake Jaxson, Raphael Massicotte a RJ Sebastian za Boys Will Be Boys (CockyBoys.com/RandyBlue.com), Marc MacNamara a Alter Sin za WanderLust: Barcelona (NakedSword Originals), Conrad Parker a Walden Woods za Service Station (Next Door Studios), Alex Roman za Three Can Play (Helix Studios), Strongboli a Carlos Caballero za Men of Action (Kristen Bjorn/Sarava Productions), Timmy Treasure a Legrand Wolf za International Scout Boys (ScoutBoys.com/Staxus.com/CarnalPlus.com)
Nejlepší herec v hlavní roli (Best Leading Actor)
Derek Kage v Overdrive (Raging Stallion)
Nominace: Tyler Berg v Dis-Connecting (Gay Angel Films/TLAVideo), Beau Butler v Guilty As Sin (Raging Stallion), Cole Connor v The Swords: Final Cut (NakedSword Originals), Andre Donovan v The Swords: First Mission (NakedSword Originals), Derek Kage v Overdrive (Raging Stallion), Tristan Hunter v Jake Jaxson’s Happy Endings (CockyBoys), Jayden Marcos v Changes (Next Door Films/ASGMax.com), Jordi Massive v Full Holes (FamlyDick.com/SayUncle.com), Enrique Mudu v The Bartender: The Final Cut (LatinLeche.com/SayUncle.com), Sir Peter v Royally Fucked (Men.com), Dan Saxon v Cumming Home for Christmas (Falcon Studios), Adam Snow v The Professor (Gaycest.com/CarnalPlus.com), Roman Todd v The Swords (NakedSword Originals), Drew Valentino v Strong Suit (MenAtPlay/Raging Stallion), Carter Woods v For You, I Will (Disruptive Films/ASGMax.com)
Nejlepší herec v krátkém hraném filmu (Best Actor – Featurette)
Jayden Marcos v “Marriage Material” (DisruptiveFilms.com/ASGMax.com)
Nominace: Trevor Brooks v Risky Business (MenAtPlay.com), Nico Coopa v Enlisted (Next Door Films/ASGMax.com), Braxton Cruz v Third Wheel (BroNetwork.com), Sean Ford v The Wayfaring Stranger (CockyBoys.com), Trevor Harris v Welcome to the Neighborhood (Disruptive Films/ASGMax.com), Jordan Jameson v The Royal Imposter (NoirMale.com), Derek Kage v Divergence (Parts 1 & 2) (Next Door Films & Disruptive Films/ASGMax.com), Michael Klashman v Dixson (Himeros.tv), Killian Knox v Hot Daddies 4 (Icon Male), Jayden Marcos v Marriage Material (DisruptiveFilms.com/ASGMax.com), Blain O'Connor v Military Insubordination (Forbidden Seductions/AdultTime.com), Colton Reece v Accidental Pornstar (Men.com), Reese Rideout v Top Dad (ManRoyale.com/GayRoom.com), Drew Sebastian v Lust Triangles: Coach's Coming Out (ModernDaySins.com/AdultTime.com), Manuel Skye v College Hunk Movers (Masqulin.com/BroNetwork)
Nejlepší herec ve vedlejší roli (Best Supporting Actor)
Paul Wagner v Overdrive (Raging Stallion)
Nominace: Brian Bonds v Friends in Heat: Season 1 (Luxxxe Studios), Dante Colle v For You, I Will (Disruptive Films/ASGMax.com), Tony Genius v Changes (Next Door Films/ASGMax.com), Derek Kage v Silent Hill: Delirium (KinkMen.com), DeAngelo Jackson v Cumming Home for Christmas (Falcon Studios), Max Konnor v The Swords (NakedSword Originals), Xtian Mingle v Full Holes (FamilyDick.com/SayUncle.com), Sir Peter v Strong Suit (MenAtPlay.com/Raging Stallion), Cody Seiya v Jake Jaxson’s Happy Endings (CockyBoys), Ken Summers v Dis-Connecting (Gay Angel Films/TLAVideo), Drew Valentino v Guilty As Sin (Raging Stallion), Paul Wagner v Overdrive (Raging Stallion), Noah White v The Professor (Gaycest.com/CarnalPlus.com), Austin Wolf v Fast & Vicious (Men.com), Dean Young v The Swords: First Mission (NakedSword Originals)
Účinkující roku (Performer of the Year)
Rhyheim Shabazz
Nominace: Silas Brooks, Beau Butler, Cade Maddox, Cole Connor, Dillon Diaz, Jim Durden, Jayden Marcos, Joey Mills, Damian Night (aka Roman), Sir Peter, Cody Seiya, Rhyheim Shabazz, Roman Todd, Legrand Wolf, Sean Xavier
Nejlepší nováček (Best Newcomer)
Derek Kage
Nominace: Trevor Brooks, Lobo Carreira, Lane Colten, Braxton Cruz, Spikey Dee, Nick Floyd, Tony Genius, Derek Kage, Dom King, Jason Luna, Oliver Marks, Ryder Owens, Jake Preston, Serg Shepard, Adam Snow
Nejlepší skupinová scéna (Best Group Sex Scene)
Blessed Boy, Beau Butler, Gabriel Coimbra, Marcelo Caiazzo, Markin Wolf, Gael, Samuel Hodecker, Grande Simões, Andy Rodrigues a Alex Rosso v Blame it on Rio (NakedSword X Rhyheim)
Nominace: Peter Annaud, Jack Harrer, Alan Mosca a Mario Texiera v All-Star Fourway (BelAmiOnline.com), Blake, Eddie Burke, Brysen, Clark Reid a Axel Rockham v Axel, Blake, Brysen, Clark & Eddie's Big Orgy (SeanCody.com), Blessed Boy, Beau Butler, Gabriel Coimbra, Marcelo Caiazzo, Markin Wolf, Gael, Samuel Hodecker, Grande Simões, Andy Rodrigues a Alex Rosso v Blame it on Rio (NakedSword X Rhyheim), Mr. Cali, Jordan Jameson, Alex Kof, Butta Nutt a Champ Robinson v Breedable Part 1 & 2 (VisionXFlix.com), Sean Duran, Kyle Fletcher, Tony Genius, Jake Jaxx, Bruce Jones, Trent Marx a Lucca Mazzi v Fire Drilled (AccidentalGangBang.com/AdultTime.com), Doug Deep, Dr. F4G, JackAries, Miguel Rey, MonsterPapiMeat, Owen Hawk a Zario Travezz v Gang Bang Buddies (Part 1 & 2) (RawFuckClub.com), Adrian Duval, Jaycob Eloisee, Brody Kayman a Dakota Lovell v I’ll Be Hole for Christmas (SayUncle.com), Trevor Brooks, Lane Colten, Tristan Hunter, Greyson Myles, Shae Reynolds a Cody Seiya v Jake Jaxson’s Happy Endings (CockyBoys), Nano Maso, Joaquin Santana, Igor Silva a Caio Veyron v Joaquin's DP Fuckfest (Timtales.com), Tucker Barrett, Brian Bonds, Myott Hunter a Marcus Rivers v Neighborhood Secret Tape 12: Double Feature (Gaycest.com/CarnalPlus.com), Colby Chambers, Carter Collins, Mickey Knox a Oliver Marks v Southwest College Boys Group Fuck (ColbyKnox.com), Zac Johnson, Sir Peter, Babylon Prince a Dani Robles v Strong Suit (MenAtPlay/Raging Stallion), Grant Ducati, Kane Fox, Vincent O’Reilly a Sean Xavier v Trade Show (Falcon), Gael, Andy Rodrigues, Rhyheim Shabazz, Elijah Zayne a Mateo Zagal v Wild in Rio (NakedSword X Rhyheim/NakedSword Originals), Calan, Chris, Eli a Rocky v Xxxmas Pandemoanium (CorbinFisher.com)
Nejlepší „trojková“ scéna (Best Three-Way Sex Scene)
Cole Blue, Adam Snow a Noah White v “The Professor: Meeting the Assistant” (Gaycest.com/CarnalPlus.com)
Nominace: Daniel Evans, Evan Knoxx a Diego Sans v Boys Will Be Boys (CockyBoys.com/RandyBlue.com), Carter Collins, Oliver Marks a Jordan Starr v Caught With Them Pants Down (TrailerTrashBoys.com), Calvin Banks, Colby Chambers a Drake Von v Cum Meat My Cowboy (ColbyKnox.com), Brock Banks, Romeo Davis a Cutler X v Fucked in 50 Seconds (CutlersDen.com), Nico Coopa, Kane Fox a Jayden Marcos v Fun on the Job (Next Door Originals/ASGMax.com), Tommy Dreams, Giuspel a Martin v Giuspel's DP Session (Timtales.com), Jamie Elliot, Mikael Nyoman a Jorik Tautou v Jorik with Jamie & Mikael (Freshmen.net/BelAmi), Michael Boston, Tony Genius a Bruce Jones v Kinky Scenarios (IconMale.com), Cole Blue, Adam Snow a Noah White v The Professor: Meeting the Assistant (Gaycest.com/CarnalPlus.com), Asher Day, Dillon Diaz a Tony Genius v Professors Choice (NoirMale.com), Braxton Cruz, Troye Dean a Jake Preston v Slopes & Sex (Part 3) (Men.com), Beau Butler, Lawson James a Morgxn Thicke v Tongue in Cheek (Raging Stallion), Seth Peterson, Kai Taylor a Chase Williams v Twink Spitroast (HelixStudios.com), Dylan, Rocky a Roman v Turning Dylan Out (CorbinFisher.com), Marlon Costa, Sam Ledger a Rhyheim Shabazz v Wild in Rio (NakedSword X Rhyheim/NakedSword.com)
Nejlepší párová scéna (Best Duo Sex Scene)
Silas Brooks a Spikey Dee v “Big Cock Swap” (HelixStudios.com)
Nominace: Liam Cyber a Austin Wilde v Austin and Liam Reunited (GuysInSweatpants.com), Barron a Eli v Barron & Eli (CorbinFisher.com), Johnny Donovan a Dom King v The Best Man (Men.com), Silas Brooks a Spikey Dee v Big Cock Swap (HelixStudios.com), Trevor Brooks a Cade Maddox v Cheat Day (Falcon), Tyler Berg a Andy Onassis v Dis-Connecting (Gay Angel Films/TLAVideo), Skyy Knox a Austin Wolf v Fast & Vicious (Part 2) (Men.com), Lane Colten a Jordan Starr v Feelin' Special (Next Door Originals/ASGMax.com), Tristan Hunter a Cody Seiya v Jake Jaxson’s Happy Endings (CockyBoys), Eddie Patrick a Ethan Tate v Mutual Admiration (TwinkTop.com/CarnalPlus.com), Derek Kage a Paul Wagner v Overdrive (Raging Stallion), Jason Luna a Cutler X v Powerfuck (CutlersDen.com), DeAngelo Jackson a Zario Travezz v Steamy Encounters (Noir Male), Kyle Fletcher a Ryder Owens v Stepbro's Back Home (Next Door Originals/ASGMax.com), Cole Connor a Sean Zevran v The Swords: Final Cut (NakedSword Originals)
Nejlepší fetišistická scéna (Best Fetish Scene)
Spikey Dee a Joey Mills v “Self-Sucking Twink Is Packing Large” (Men.com)
Nominace: Damian Night a Jake Preston v Banging the Holly Jumper (Men.com), Nico Coopa, Des Irez, Max Lorde a Jayden Marcos v Fraternity Fantasies: Pledges Strike Back (Next Door Studios/ASGMax.com), Only Matt a Mateo Tomas v Hard Riding (Masqulin.com/BroNetwork.com), Trent Benz, Serg Shepard, Adam Snow a Legrand Wolf v International Scout Boys (Chapter 5: Spying on Scoutmaster) (ScoutBoys.com/Staxus.com/CarnalPlus.com), Brogan, Jkab Ethan Dale a Caden Jackson v He'll Give You What I Can't (Watch You Cheat/AdultTime.com), Aaron Allen, Nick Floyd a Ty Roderick v How To Act on Impure Thoughts (Missionary Boys/SayUncle.com), Daniel Evans a Sean Xavier v Jake Jaxson’s Happy Endings (CockyBoys), Derek Kage, Colton Reece a Drew Valentino v Play Date (FetishForce), Spikey Dee a Joey Mills v Self-Sucking Twink Is Packing Large (Men.com), Beau Butler a Sir Peter v Strong Suit (MenAtPlay/Raging Stallion), Nico Nova a Vander Pulaski v Tears (Himeros.tv), Nolan Knox, Ty Roderick, Zed Sheng a Jay Tee v Tied Up Tuesday: Dropping the Ropes (PeterFever.com), Cliff Jensen, Derek Kage a Christian Wilde v To Love, Honor and Obey (KinkMen.com), Max Konnor a Jake Waters v Whatever It Takes (KinkMen.com), Devin Franco, Eli Shaw a Mat Wolff v When Push Comes to Shove (Club Inferno/FistingInferno.com)
Nejlepší bisexuální scéna (Best Bi Sex Scene)
Finn Harding, Roman Todd a Izzy Wilde v “Call Center Cocks” (WhyNotBi.com)
Nominace: Adira Allure, Derek Defendi a Steve Rickz v Becumming Bisexual 3 (Devil’s Film), Cristiano, Aften Opal a Drake Von v Bi Couple Fantasies (WhyNotBi), Ariel Darling, Tony Genius a Riley Mitchel v Bi More Oil 2 (Biphoria), Dane, Dillon a Nikki v Breaking in Dillon (BiCollegeFucks.com), Finn Harding, Roman Todd a Izzy Wilde v Call Center Cocks (WhyNotBi.com), Ari Alectra, Dillon Diaz a Hatler Gurius v Go Bi or Go Home (Biphoria), Lydia Black, Mason Lear a Micah Martinez v Greedy Creampies: So What If You're Married? (ModernDaySins.com/AdultTime.com), Trevor Brooks, Malik Delgaty a Mimi Malibu v Horny Nurse Faceoff (WhyNotBi.com), Chris, Eva a Liam v Liam & Eva Share Chris (BiCollegeFucks.com), Casey Calvert, Dante Colle, Dominic Pacifico a Victoria Voxxx v Mad Fuckers: Earning Their Divorces (ModernDaySins.com/AdultTime.com)
Ceny publika:
Nejoblíbenější webcam performer (Favorite Cam Guy)
Cole Connor
Nejoblíbenější webcam/tvůrčí pár (Favorite Cam/Creator Couple)
Colby Chambers a Mickey Knox
Nejoblíbenější tělo (Favorite Body)
Cade Maddox
Nejoblíbenější penis (Favorite Cock)
Drake Von
Nejoblíbenější zadek (Favorite Butt)
Alejo Ospina
Nejoblíbenější pasiv (Favorite Bottom)
Felix Fox
Nejoblíbenější aktiv (Favorite Top)
Cade Maddox
Nejoblíbenější verzatil (Favorite Versatile)
Dante Colle
Nejoblíbenější dominant (Favorite Dom)
Austin Wolf
Nejoblíbenější „twink“ (Favorite Twink)
Drake Von
Nejoblíbenější „bear“ (Favorite Bear)
Beau Butler
Nejoblíbenější „taťka“ (Favorite Daddy)
LeGrand Wolf
Nejoblíbenější FTM hvězda (Favorite FTM Star)
Noah Way
Nejoblíbenější spolupráce mužských tvůrců (Favorite All-Male Creator Collab)
Rhyheim Shabazz, Elijah Zayne a Matthew Ellis
Nejoblíbenější tvůrčí webová hvězda (Favorite Creator Site Star)
Rhyheim Shabazz
Nejoblíbenější pornografický tvůrce (Favorite Porn Star Creator)
Austin Wolf
Nejoblíbenější nováček (Favourite Newcomer)
Clark Reid
[ zpět nahoru ]

### 2025
V ročníku 2025 bylo vyhlášeno celkem 37 kategorií a z nich 17 podléhalo hlasování publika. Přibyla kategorie pro nejlepší scénář, samostatné režijní i herecké kategorie v krátkých filmech a dvě nové kategorie nejlepších scén podle sexuální praktiky: orální sex a dvojí penetrace. Mezi fanouškovskými kategoriemi byla namísto Favorite Creator Site Star uvedena kategorie Favorite Indie Creator. Předběžné nominace byly vyhlášeny už v polovině srpna s uzávěrkou do poloviny září 2024. V říjnu pak byly otevřeny předběžné nominace pro ceny publika. Samotné hlasování ve fanouškovských kategoriích probíhalo od 20. prosince do 20. ledna. Předávací galavečer se uskutečnil v sále The Theater ve Virgin Hotels v Las Vegas 20. ledna 2025 a moderovali jej Alec Mapa, Jkab Ethan Dale a Bruno Alcantara. Nominováni a oceněni byli:
Síň slávy (GayVN Hall of Fame)
Boomer Banks
Nejlepší hraný film (Best Feature)
Heart On (NakedSword Originals)
Nominace: Breaking Frontiers (Next Door Studios/ASGMax.com), Cum All Ye Faithful (Falcon), Heart On (NakedSword Originals), Hidden Truths (Gay Angel Films/TLAVideo), Honeyguide (Disruptive Films/ASGMax.com)
Nejlepší krátký hraný film (Best Featurette)
“Prisoner of War: 10 Years Later” (Men.com; Allen King & Paddy O’Brian)
Nominace: 8 Failed Dates (Next Door Studios/ASGMax.com; Nico Coopa a Andrew Delta), Beginnings (IconMale.com; Benvi a Greg Dixxon), Betting It All (Next Door Studios/ASGMax.com; Blain O'Connor a Carter Woods), Campfire Tales (Next Door Studios/ASGMax.com; Liam Cyber, Jayden Marcos a Drake Von), Chef’s Kiss (IconMale.com; Jkab Ethan Dale a Max Sargent), Christmas Bonus (MenAtPlay.com; Marcus McNeill a Mateo Tomas), The Easy Life (Disruptive Films/ASGMax.com; Cliff Jensen a Roman Todd), Fun on the Farm (BelAmiOnline.com; Hugo Carter a Shane Mendes), In Great Shape (TherapyDick/SayUncle.com; Kyle Fletcher a Brody Kayman), Missed My Flight (Disruptive Films/ASGMax.com; Dillon Diaz a AJ Sloan), Prisoner of War: 10 Years Later (Men.com; Allen King a Paddy O’Brian), Scream: A Kinky Halloween Parody (KinkMen.com; Dante Colle a Michael Jackman), A Secret Place: Love Boat (CockyBoys.com; Nick Floyd a Alex Kof), The Stripper (Himeros.tv; Carter Collins, Oliver Marks a Alex Mecum), Working Late (BroNetwork.com; Skyy Knox a Sir Peter)
Nejlepší výhradně sexuální film (Best All-Sex Movie)
Cherry Twinks (Helix)
Nominace: Aggro! (Raging Stallion Studios), Bareback in Brazil (NakedSword X Rhyheim), Beef (RandyBlue.com), Casa Del Amor: House of BelAmi Part 1 (BelAmi), Cherry Twinks (Helix), Cum Gullet (Treasure Island Media), Daddy’s Gym (Pantheon Productions), Dorm Life (Next Door Studios), Echoes of Ecstasy (HimerosTV), Reality Porn Raw (KristenBjorn/Sarava Productions), Summa Cum Load (Vol. 1 & 2) (Men.com), Summer Cruising (CockyBoys.com), Tempting Desires (Icon Male), Threesomes 5 (Sean Cody), Yes, Sir! (NakedSword X Sir Peter)
Nejlepší režisér – hraný film (Best Director – Feature)
Ben Rush za Bred & Breakfast: All the Way Inn (NakedSword Originals)
Nominace: Jeremy Babcock za Breaking Frontiers (Next Door Studios/ASGMax.com), Jessica Jasmin a Siouxsie Q a Michael Vegas za Honeyguide (Disruptive Films/ASGMax.com), Gio Caruso a Cassie Nova za The Iron Pa (SayUncle.com), Tony Dimarco za Cum All Ye Faithful (Falcon), Brian Fitzgibbons a Legrand Wolf za International Transfer (Gaycest/CarnalPlus.com), Bastian Karim za The Mafia (Staghomme/CarnalPlus.com), Jim Powers za Gilligan’s Bi-Land - A Parody (Biphoria.com), Ben Rush za Bred & Breakfast: All the Way Inn (NakedSword Originals), Ben Rush a Alter Sin za Heart On (NakedSword Originals), Alter Sin za Hidden Truths (Gay Angel Films/TLAVideo)
Nejlepší režisér – krátký hraný film (Best Director – Featurette)
Alter Sin za “Prisoner of War: 10 Years Later” (Men.com)
Nominace: Jeremy Babcock za 8 Failed Dates (Next Door Studios/ASGMax.com), Jake Jaxson a RJ Sebastian za A Secret Place: Love Boat (CockyBoys.com), Micah Martinez za Scream: A Kinky Halloween Parody (KinkMen.com), Conrad Parker za Stockholm (Disruptive Films/ASGMax.com), Mike Quasar za Beginnings (IconMale.com), Alex Roman za Bathhouse Stories (Helix.com), Silas Brooks a CJ Parker a Derek Shaw za Bathhouse Stories (Helix.com), Alter Sin za Prisoner of War: 10 Years Later (Men.com), Michael Vegas a Siouxsie Q za The Easy Life (Disruptive Films/ASGMax.com), Jake Waters za Missed My Flight (Disruptive Films/ASGMax.com), Walden Woods za An Innocent Prank (Next Door Studios/ASGMax.com)
Nejlepší režisér – ostatní (Best Director – Non-Feature)
Jerome Exupery, Marty Stevens a Alter Sin za Casa Del Amor: House of BelAmi Parts 1 (BelAmi)
Nominace: Alternativa za Bareback in Brazil (NakedSword X Rhyheim), Ryan Brian a Trenton Ducati za Desert Moon (Hot House), Carlos Caballero za Tricksters (Kristen Bjorn/Sarava Productions), Steve Cruz za Aggro! (Raging Stallion Studios), Brian Davilla za Daddy’s Gym (Pantheon Productions), Romeo Davis a Sonny St. Clair za Cum Gullet (Treasure Island Media), Tony Dimarco za Auto Trade (Raging Stallion Studios), Jerome Exupery a Marty Stevens a Alter Sin za Casa Del Amor: House of BelAmi Parts 1 (BelAmi), Jake Jaxson a RJ Sebastian za Summer Cruising (CockyBoys.com), Marc MacNamara za Falcon 1971 (Falcon), Big Mike a Conrad Parker a Walden Woods za Fraternity Fantasies: A Visiting Bro (Next Door Studios), Sir Peter za Yes, Sir! (NakedSword X Sir Peter), Mike Quasar za Tempting Desires (Icon Male), Alex Roman za Cherry Twinks (Helix), Strongboli za Reality Porn Raw (Kristen Bjorn/Sarava Productions)
Nejlepší scénář (Best Screenplay)
Ben Rush za Heart On (NakedSword Originals)
Nominace: Jeremy Babcock za Breaking Frontiers (Next Door Studios/ASGMax.com), Brian Fitzgibbons a Legrand Wolf za International Transfer (Gaycest/CarnalPlus.com), Ben Rush za Heart On (NakedSword Originals), Taylor Saracen za Honeyguide (Disruptive Films/ASGMax.com), Alter Sin za Hidden Truths (Gay Angel Films/TLAVideo)
Nejlepší herec (Best Actor)
Bastian Karim v The Mafia (Staghomme/CarnalPlus.com)
Nominace: Cole Connor v Heart On (NakedSword Originals), Callum Cox v Heart On (NakedSword Originals), Gustavo Cruz v Diary of a Gigolo (MenAtPlay.com), Pietro Duarte v Hidden Truths (Gay Angel Films/TLAVideo), Heath Halo v Bred & Breakfast: All the Way Inn (NakedSword Originals), Justin Jett v Hidden Truths (Gay Angel Films/TLAVideo), Hoss Kado v Honeyguide (Disruptive Films/ASGMax.com), Derek Kage v The Goldenrod Resort (ASGMax Films/ASGMax.com), Bastian Karim v The Mafia (Staghomme/CarnalPlus.com), Jayden Marcos v No Strings Attached (Next Door Studios/ASGMax.com), Damian Night v Cum All Ye Faithful (Falcon), Sir Peter v Yes, Sir! (NakedSword X Sir Peter), Reece Scott v Staying With Dad (Gaycest/CarnalPlus.com), Adam Snow v International Transfer (Gaycest/CarnalPlus.com), Carter Woods v Breaking Frontiers (Next Door Studios/ASGMax.com)
Nejlepší herec v krátkém hraném filmu (Best Actor – Featurette)
Michael Jackman v “Scream Cream” (CockyBoys.com)
Nominace: Colby Chambers v Magic: The Bottoming (ColbyKnox.com), Nico Coopa v An Innocent Prank (Next Door Studios/ASGMax.com), Andrew Delta v 8 Failed Dates (Next Door Studios/ASGMax.com), Dillon Diaz v Missed My Flight (Disruptive Films/ASGMax.com), Greg Dixxon v Beginnings (IconMale.com), Kyle Fletcher v In Great Shape (SayUncle.com), Trevor Harris v The Freaks Next Door (Disruptive Films/ASGMax.com), Michael Jackman v Scream Cream (CockyBoys.com), Jayden Marcos v Stockholm (Disruptive Films/ASGMax.com), Paddy O’Brian v Prisoner of War: 10 Years Later (Men.com), Ryder Owens v Otherwise Engaged (Next Door Studios/ASGMax.com), Sir Peter v Working Late (BroNetwork.com), Max Sargent v Chef’s Kiss (IconMale.com), Joel Someone v Little Cunt (Disruptive Films/ASGMax.com), Mateo Tomas v Don’t Fail Me (MenAtPlay.com)
Nejlepší herec ve vedlejší roli (Best Supporting Actor)
Ty Roderick v The Iron Pa (SayUncle.com)
Nominace: Beau Butler v Cum All Ye Faithful (Falcon), Scott Carter v Hidden Truths (Gay Angel Films/TLAVideo), Nico Coopa v Breaking Frontiers (Next Door Studios/ASGMax.com), Grant Ducati v No Strings Attached (Next Door Studios/ASGMax.com), Hunter Graham v Staying With Dad (Gaycest/CarnalPlus.com), Heath Halo v Foreign Exchange (NastyTwinks.com/DCX Media), Trevor Harris v The Goldenrod Resort (ASGMax Films), Ian Holmes v Honeyguide (Disruptive Films/ASGMax.com), Colby Jansen v Gilligan’s Bi-Land (BiPhoria), Derek Kage v Bred & Breakfast: All the Way Inn (NakedSword Originals), Sir Peter v The Businessman (StagHomme/CarnalPlus.com), Ty Roderick v The Iron Pa (SayUncle.com), Cody Seiya v Breaking Frontiers (Next Door Studios/ASGMax.com), Manuel Skye v The Mafia (Staghomme/CarnalPlus.com), Kam Stone v Honeyguide (Disruptive Films/ASGMax.com)
Nejlepší herec ve vedlejší roli v krátkém hraném filmu (Best Supporting Actor – Featurette)
Allen King v “Prisoner of War: 10 Years Later” (Men.com)
Nominace: Benvi v Beginnings (IconMale.com), Nico Coopa v 8 Failed Dates (Next Door Studios/ASGMax.com), Jkab Ethan Dale v Chef’s Kiss (IconMale.com), Michael Jackman v Scream: A Kinky Halloween Parody (KinkMen.com), Brody Kayman v In Great Shape (SayUncle.com), Allen King v Prisoner of War: 10 Years Later (Men.com), Trent King v Commercial Space (IconMale.com), Skyy Knox v Working Late (BroNetwork.com), Evan Knoxx v Scream Cream (CockyBoys.com), Jayden Marcos v The Freaks Next Door (Disruptive Films/ASGMax.com), Alex Mecum v The Stripper (Himeros.tv), Marcus McNeill v Christmas Bonus (MenAtPlay.com), Blain O’Connor v Betting It All (Next Door Studios/ASGMax.com), Adam Ramzi v Brat Taming (Himeros.tv), AJ Sloan v Missed My Flight (Disruptive Films/ASGMax.com)
Účinkující roku (Performer of the Year)
Rhyheim Shabazz
Nominace: Silas Brooks, Trevor Brooks, Braxton Cruz, Derek Kage, Dom King, Alex Kof, Jayden Marcos, Joey Mills, Damian Night, Sir Peter, Rhyheim Shabazz, Adam Snow, Roman Todd, Drake Von, Sean Xavier
Nejlepší nováček (Best Newcomer)
Matthew Ellis
Nominace: Jack Aries, Sumner Blayne, Oliver Carter, Andrew Delta, Dex Devall, Matthew Ellis, Gael Kriok, Heath Halo, Marcus McNeill, Milo Miles, Eddie Patrick, Andy Rodrigues, Swhirly, Dylan Tides, Mateo Tomas
Nejlepší skupinová scéna (Best Group Sex Scene)
Liam Arnolds, Marlon Costa, Well Cruz, Jonatas, Gael Kriok, Rafael Silva a Markin Wolf v “A Fun Orgy of Debauchery” (Voyr.com)
Nominace: Kit Corrigan, Braxton Cruz, Greg Dixxon, Bruce Jones, Roman Mercury a Marco Napoli v 6-Way Fuck Fest (BroNetwork.com), Jack Aries, Cole Blue, Damaged Bottom, Andrew Connor, Shane Cook, Grant Ducati, T.D. Graham, Jake Mathews, Milo Miles, Eddie Patrick, Adam Snow, Tyler Tanner, Dylan Tides, Noah White a Legrand Wolf v Adam and Eddie's HungFucker Orgy (HungFuckers/BarebackPlus.com), Roxas Caelum, Marlon Costa, Farley, Rhyheim Shabazz a British Twunk v Bareback in Brazil (NakedSword X Rhyheim), Chris, Dallen, Greyson a Rocky v The Boys Get Cozy (CorbinFisher.com), Kaell Fernandes, Gael Kriok, Caio Rodrigues, Rodrigo Silva a Markin Wolf v Caio and Gael's Gangbang (NakedSword X Rhyheim), Roman Mercury, Brody Meyer, Marco Napoli a Morgxn Thicke v Executive Order (Raging Stallion X MenAtPlay), Liam Arnolds, Marlon Costa, Well Cruz, Jonatas, Gael Kriok, Rafael Silva a Markin Wolf v A Fun Orgy of Debauchery (Voyr.com), Gary Danton, Marcel Gassion, Jack Harrer a Claude Sorel v Jack, Marcel, Claude, Gary (BelAmiOnline.com), Jack Aries, Lane Colten, Braxton Cruz, Derek Kage, Milo Miles, Eddie Patrick, Kyle Steele, Jay Stryker a Dylan Tides v Lane Colten CumDump #1 (CumDumpSluts/BarebackPlus.com), Trevor Brooks, Nick Floyd, Tony Genius, Tristan Hunter, Ty Santana a Roman Todd v Manifest: Nick Floyd Gangbang (Part 2) (CockyBoys.com), Benjamin Blue, DaddyCakesX, Sir Peter a Mateo Zagal v Members Only 2 (MenAtPlay.com), Benvi, Brian Bonds, Jeremiah Cruze, Gunnar Stone a Christian Wilde v The Party Favor (KinkMen.com), Ethan Adams, Finn August, Colby Chambers, Gabe Hayes, Mickey Knox a Jesse Stone v Pure Hedonism (ColbyKnox.com), Benvi, Jake Nicola, Jax Thirio a Jack Valor v Reunited And It Feels So Good (SayUncle.com), Allen King, Tim Kruger, Luciano a Caio Veyron v Timtales Holiday Fuckfest (Timtales.com)
Nejlepší „trojková“ scéna (Best Three-Way Sex Scene)
James Cassidy, Bryce Jax a Austin Wilde v “Sharing Is Caring” (GuysinSweatpants.com)
Nominace: Timothy Chance, Heath Halo a Mateo Tomas v Aggro (Raging Stallion), Lawson James, Brody Meyer a Wade Wolfgar v Auto Trade (Raging Stallion), Paddy O’Brian, MrDeepVoice a Sir Peter v Bending Over in the Boardroom (Men.com), Jason Luna, Ian Sterling a Cutler X v Big Things Come in Small Packages (CutlersDen.com), Cher, Andy Rodrigues a Rhyheim Shabazz v Cher Takes on Rhyheim & Andy (Voyr.com), Trevor Brooks, Tony Genius a Swhirly v Desert Moon (Hot House), Dom King, Joey Mills a Reese Rideout v Good Rubber (Part 3) (Men.com), Jkab Ethan Dale, Vander Pulaski a Morgxn Thicke v Hairy Enough (Himeros.tv), Eddie Patrick, Serg Shepard a Legrand Wolf v International Transfer Tape 1: Serg’s Welcome (Gaycest/CarnalPlus.com), Jordan Jameson, Trent King a Marcus McNeill v Poker Night With the Bros (BroNetwork.com), Peter Annaud, Sven Basquiat a Mario Texeira v Sex Workout (BelAmiOnline.com), James Cassidy, Bryce Jax a Austin Wilde v Sharing Is Caring (GuysinSweatpants.com), Josh Brady, Andrew Delta a Andrew Miller v Stepbro's Help: Breaking The 4th Wall (Next Door Studios/ASGMax.com), Ryder Rockwell, Austin Walker a Jamar West v Twink Trio (HelixStudios.com), Dillon Diaz, DeAngelo Jackson a Jake Waters v Sensual Desires Vol. 3 (Twist of Fate) (NoirMale.com)
Nejlepší párová scéna (Best Duo Sex Scene)
Sir Peter a Rhyheim Shabazz v “Sir Peter and Rhyheim: The Main Event (Part 2)” (NakedSword Originals)
Nominace: Cole Ryan a Drew Valentino v The Beach House (Raging Stallion), Trevor Brooks a Swhirly v Between Friends (CockyBoys.com), Silas Brooks a Sebastian Cruz v Cruzin’ With Brooks (Helix.com), Andrew Delta a Daniel Evans v Daniel & Andrew Service Each Other (ActiveDuty/ASGMax.com), Brogan a Braxton Cruz v Executive Order (Raging Stallion/MenAtPlay.com), Hazel Hoffman a Kai Taylor v Friends With Benefits (GuysinSweatpants.com), Gael Kriok a Andy Rodrigues v Gael & Andy Flip Fuck (Voyr.com), Cole Connor a Callum Cox v Heart On (NakedSword Originals), Kane Fox a Ryder Owens v Just Be Mine (Next Door Studios/ASGMax.com), Lane Colten a Sean Xavier v Lane Colten & Sean Xavier (RandyBlue.com), Cade Maddox a Damian Night v The Last Ride (Part 1) (Men.com), Dom King a Ashton Summers v Lie to Me (Men.com), Sir Peter a Rhyheim Shabazz v Sir Peter and Rhyheim: The Main Event (Part 2) (NakedSword Originals), Alex Kof a Cody Seiya v Summer Cruising (CockyBoys.com), Hunter Graham a Reece Scott v Staying With Dad Tape 2: Travel Delay (Gaycest/CarnalPlus.com)
Nejlepší orální scéna (Best Oral Scene)
Beau Butler, Ryder Flynn, Heath Halo a Cole Ryan v The Beach House (Raging Stallion)
Nominace: Beau Butler, Ryder Flynn, Heath Halo a Cole Ryan v The Beach House (Raging Stallion), Ethan Chase a Leo Louis v Cock Tease (Himeros.tv), Paul Tergeist a Kryz XXX v Cum Gullet (Treasure Island Media), Carter Collins, Van Darkholme a Johnny Donovan v Jail Break (KinkMen.com), Nico Bellic, Devan Meji, Butta Nutt a Joel Someone v Joel Someone, Butta Nutt, Nico Bellic & Devan Meji (TreasureIslandMedia.com), Spikey Dee, Greg Dixxon, Kane Fox, Joey Mills, Jake Preston, Clark Reid a Alpha Wolfe v Joey's Hungry Bukkake (Men.com), Scott Carter a Justin Jett v Hidden Truths (A Memorable Blowjob) (Gay Angel Films/TLAVideo), Trevor Brooks, Nick Floyd, Tony Genius, Tristan Hunter, Ty Santana a Roman Todd v Manifest: Nick Floyd Gangbang (Part 1) (CockyBoys.com), Brody Fox, Cliff Jensen a Van Darkholme v Over the Cliff’s Edge (KinkMen.com), Biscuit TMFS, InkedBrln, Romeo Davis, Tian Tao, Free Wolf a Tom Wolffur v Romeo Blows the World (Treasure Island Media), Ruslan Angelo, Romeo Davis a Jackson Radiz v Romeo Blows the World (Treasure Island Media), Sir Peter a Rhyheim Shabazz v Sir Peter and Rhyheim: The Main Event (Part 1) (NakedSword Originals), Alex Kof a Butta Nut v Slobber Bone (Treasure Island Media), Hunter Graham a Reece Scott v Staying with Dad (Tape 1): Cruising (Gaycest/CarnalPlus.com), Van Darkholme, Vander Pulaski a Sean Xavier v X-Man On Edge (KinkMen.com)
Nejlepší scéna s dvojí penetrací (Best DP Scene)
Heath Halo, Hazel Hoffman a Sean Xavier v Bred and Breakfast 2: All the Way Inn (NakedSword Originals)
Nominace: Tryp Bates, Cutler X a Robear Woods v Blue Eyed Hole (CutlersDen.com), Heath Halo, Hazel Hoffman a Sean Xavier v Bred and Breakfast 2: All the Way Inn (NakedSword Originals), Brysen, Matthew Ellis a Robbie v Brysen, Matthew & Robbie (SeanCody.com), Mu, Reese Rideout a Ashton Summers v Dick Sommelier (Men.com), Braxton Cruz, Greg Dixxon a Bruce Jones v Double Dipping (BroNetwork.com), Greyson, Rocky a Tyler v Double-Double Stuffing Tyler (CorbinFisher.com), Damon Heart, Derek Kage a Manuel Reyes v Heart On (NakedSword Originals), Sumner Blayne, Matthew Ellis a Jake Mathews v Hot AF! (Falcon), Eddie Patrick, Adam Snow a Noah White v International Transfer Tape 4: Two at Once (Gaycest/CarnalPlus.com), John Brachalli, Leandro HairyDomXL a Tim Kruger v Leandro and Tim Tag Team John (Timtales.com), Marcel, Randy, Rhyheim Shabazz a Will v Marcel Takes on Rhyheim, Randy & Will (Voyr.com), Matthew Ellis, Pheonix M. Fellington a Shadow v Matthew Ellis Gets DP'd by Shadow and Pheonix M. Fellington (Men.com), Collin Merp, Vincent O'Reilly a Ty Roderick v Point & Shoot (Next Door Studios/ASGMax.com), Andre Cruise, David Dimaggio a Luciano Heart v Reality Porn Raw (KristenBjorn/Sarava Production), Myhyem M Jordyn, Kyle Michaels, Vincent O'Reilly a Ty Santana v Santana’s Fan Service (SayUncle.com)
Nejlepší fetišistická scéna (Best Fetish Scene)
Oliver Carter a Lane Colten v “What’s Your Kink?” (CockyBoys.com)
Nominace: Cole Blue, Dex Devall, Eddie Patrick, Kyler Drayke a Marco Napoli v Apprentice Devall Chapter 6: The Atonement (MasonicBoys/CarnalPlus.com), Cole Connor a Braxton Cruz v Auto Trade (Raging Stallion), Declan Blake, Jack Dixon a Adam Ramzi v Brat Taming (Himeros.tv), Heath Halo a Derek Kage v Bred and Breakfast 2: All the Way Inn (NakedSword Originals), Dylan Hayes, Damian Night a Dean Young v Cum All Ye Faithful (Falcon), Bruce Jones a Sir Peter v Executive Order (Raging Stallion X MenAtPlay), Cliff Jensen a Andrew Miller v The Eunuch's Tale (Disruptive Films/ASGMax.com), Carter Collins, Devin Franco a Oliver Marks v Fist First (NakedSword X Club Inferno), Baxxx, Benvi, Johnny Ford a Christian Wilde v A Gift for My Stepfather (KinkMen.com), Amone Bane, Cole Connor, Ty Roderick, Tanner Valentino a Jack Valor v The Iron Pa (Ganging Up on the Ref) (SayUncle.com), Tryp Bates a Sean Xavier v Meaty Beefcake Tryp Bates Ready to Take Sean Xavier's Massive Cock (KinkMen.com), Greg Dixxon, Bruce Jones a Eli Shaw v Open Holes (Club Inferno), Tryp Bates a Colt Spence v Pumpkin Fucker (TrailerTrashBoys.com), Oliver Carter a Lane Colten v What’s Your Kink? (CockyBoys.com), David Ace, Jack Hunter, Jessie Lee a Zario Travezz v Zombie Cum Suckers: No Place Like Hole (PeterFever.com)
Nejlepší bisexuální scéna (Best Bi Sex Scene)
Trevor Brooks, Jewel Diamant a Reese Rideout v “Bisexual Stepdad Goes Wild” (WhyNotBi.com)
Nominace: Barron, Liam a Nickey Huntsman v Barron Takes Charge After Hours (BiCollegeFucks.com), Trevor Brooks, Jewel Diamant a Reese Rideout v Bisexual Stepdad Goes Wild (WhyNotBi.com), Chris, Eva a Rocky v Eva And Rocky Degrade Chris (BiCollegeFucks.com), Dillon Diaz, Lauren Phillips a Marcelo v Kinky Cuckold 6 (Severe Sex Films), Colby Jansen, Lauren Phillips a Joel Someone v Gilligan's Bi-Land - A Parody (Biphoria.com), Colby Jansen, Victoria Voxxx a Jake Waters v Off the Menu (Kink.com), Cliff Jensen, Thalia Rhea a Roman Todd v Saying Goodbi (Biphoria), Malik Delgaty, La Petite Blonde a Mateo Tomas v Valentine’s Day Fuck Feast (WhyNotBi.com), Rodrigo Amor, Aliya Brynn a Steve Rickz v Wanna Cum Bi? 2 (BiPhoria), Jewel Diamant, Roman Todd a Drake Von v Wait, Am I Bi Now? (WhyNotBi.com)
Ceny publika:
Nejoblíbenější webcam performer (Favorite Cam Guy)
Skyy Knox
Nejoblíbenější webcam/tvůrčí pár (Favorite Cam/Creator Couple)
Beau Butler a Nick Butler
Nejoblíbenější tělo (Favorite Body)
Cade Maddox
Nejoblíbenější penis (Favorite Cock)
Cade Maddox
Nejoblíbenější zadek (Favorite Butt)
Matthew Ellis
Nejoblíbenější pasiv (Favorite Bottom)
Matthew Ellis
Nejoblíbenější aktiv (Favorite Top)
Cade Maddox
Nejoblíbenější verzatil (Favorite Versatile)
Roman Todd
Nejoblíbenější dominant (Favorite Dom)
Malik Delgaty
Nejoblíbenější „twink“ (Favorite Twink)
Drake Von
Nejoblíbenější „bear“ (Favorite Bear)
Beau Butler
Nejoblíbenější „taťka“ (Favorite Daddy)
Sir Peter
Nejoblíbenější transmaskulinní hvězda (Favorite Transmasc Star)
Noah Way
Nejoblíbenější spolupráce mužských tvůrců (Favorite All-Male Creator Collab)
Drake Von a Jayden Marcos
Nejoblíbenější pornografický tvůrce (Favorite Porn Star Creator)
Dom King
Nejoblíbenější nezávislý tvůrce (Favorite Indie Creator)
SantanaXXL
Nejatraktivnější nováček (Hottest Porn Newcomer)
SantanaXXL
[ zpět nahoru ]